# Lijst van afleveringen van Murder, She Wrote
Dit is een lijst met alle afleveringen van de Amerikaanse televisieserie Murder, She Wrote. De serie telde 12 seizoenen.

## Seizoen 1
| Nr. serie | Nr. seizoen | Titel van aflevering          | Regisseur              | Schrijver                          | Uitzenddatum      |  |
| --- | ----------- | ----------------------------- | ---------------------- | ---------------------------------- | ----------------- |  |
| 1 | 0           | The Murder of Sherlock Holmes | Corey Allen            | Teleplay by: Peter S. Fischer      | 30 september 1984 |  |
| De weduwe Jessica Fletcher woont in Cabot Cove in Maine. Ze was van beroep leerkracht Engels. Op aanraden van haar neef Grady Fletcher schrijft ze een misdaadroman die een bestseller wordt. Wanneer Jessica en Grady naar New York gaan om het boek te promoten, worden ze uitgenodigd op het verkleedbal van de uitgever. Daar wordt een moord gepleegd en volgens onderzoek van de politie is Grady de moordenaar. Jessica gelooft dat niet en start haar eigen onderzoek. (Gastoptredens van Eddie Barth, Anne Francis, Tricia O'Neil, Dennis Patrick en Ned Beatty) |             |                               |                        |                                    |                   |  |
| 2 | 1           | Deadly Lady                   | Corey Allen            | Peter S. Fischer                   | 7 oktober 1984    |  |
| Zakenman Stephen Earl is vermist. Wellicht viel hij overboord van zijn jacht tijdens het stormweer toen hij een boottrip maakte met zijn vier dochters. Jessica achterhaalt dat dat niet kan kloppen: de coördinaten opgegeven door de dochters kunnen niet correct zijn. Dochter Maggie biecht op dat zij haar vader doodde met een geweerschot. Niet veel later duikt een foto op – getrokken na de verdwijning – waar Stephen duidelijk op te zien is. Een paar dagen later wordt zijn lichaam gevonden met twee kogelwondes. Maggie trekt haar eerdere verklaring in en vertelt nu dat de eerste verdwijning in scène werd gezet om oplichtster Terry Jones te ontmaskeren. (Gastoptredens van Tom Bosley, Richard Hatch, Anne Lockhart, Dack Rambo en Tom Bower) |             |                               |                        |                                    |                   |  |
| 3 | 2           | Birds of a Feather            | John Llewellyn Moxey   | Robert Swanson                     | 14 oktober 1984   |  |
| Jessica moet naar de bruiloft van haar nicht Victoria met Howard. Victoria is van mening dat Howard niet is wie hij beweert te zijn. Tezamen met Jessica achtervolgen ze Howard en achterhalen dat hij geen verzekeringsmakelaar is, maar wel werkt als dragqueen in de nachtclub van meneer Drake. Tijdens dat bezoek wordt meneer Drake dood aangetroffen en is men er zeker van dat Howard de dader is. Verder onderzoek toont aan dat meneer Drake dubieuze contracten afsloot met zijn medewerkers en dat dat het motief moet zijn. Victoria aanvaardt het beroep van haar verloofde en trouwt alsnog met hem. (Gastoptreden van Bart Braverman, Jeff Conaway, Genie Francis, Martin Landau en Carol Lawrence) |             |                               |                        |                                    |                   |  |
| 4 | 3           | Hooray for Homicide           | Richard Colla          | Robert Van Scoyck                  | 28 oktober 1984   |  |
| Jessica reist naar Hollywood om regisseur Jerry Lydecker aan te klagen: hij verfilmt een van haar boeken waarbij hij een aantal expliciete seksscènes en goor taalgebruik toevoegt. Echter had Jessica een contract ondertekend waarin staat dat ze toestemming heeft gegeven aan de studiomaatschappij om wijzigingen te mogen toevoegen zonder haar goedkeuring. Wanneer Lydecker vermoord wordt teruggevonden, is Jessica dan ook de hoofdverdachte. (Gastoptreden van Melissa Sue Anderson, John Astin, Samantha Eggar, James MacArthur, Virginia Mayo en John Saxon) |             |                               |                        |                                    |                   |  |
| 5 | 4           | It's a Dog's Life             | Seymour Robbie         | Mark Giles & Linda Shank           | 4 november 1984   |  |
| Denton Langley valt tijdens de jacht van zijn paard, dat door totaal onbekende reden plots wild werd, en sterft. Zijn familie is verbaasd wanneer blijkt dat Denton zijn vermogen van 15 miljoen Amerikaanse dollar achterlaat aan zijn hond Teddy. Deze hond wordt niet veel later in gedrogeerde toestand gevonden, maar kan worden gered. Wanneer veiligheidsagent Trish Langley dood wordt gevonden, achterhaalt men dat de hond door iemand werd getraind om de deur naar zijn afgeschermde werkplaats te openen. De trainer van de hond is wellicht ook de moordenaar van Trish. (Gastoptredens van Cathryn Damon, Dean Jones, Jared Martin, Roger Miller, Dan O'Herlihy, Lynn Redgrave, Gregory Walcott en Robert Cornthwaite) |             |                               |                        |                                    |                   |  |
| 6 | 5           | Lovers and Other Killers      | Allen Reisner          | Peter S. Fischer                   | 18 november 1984  |  |
| Jessica neemt een student aan als secretaris: de knappe David Tolliver. Allison Brevard werd door een inbreker vermoord en David is een van de verdachten. Jessica krijgt telefoon van een dame die met haar wil afspreken omdat ze een alibi heeft voor David, maar zij wordt dood teruggevonden. Ook op Jessica wordt een mislukte aanslag gepleegd. David geeft toe dat hij stiekem Allison zag: niet omdat hij een relatie met haar had, maar wel omdat zij haar hart dan kon luchten omwille van haar agressieve man. (Gastoptredens van Peter Graves, Greg Morris en Andrew Prine) |             |                               |                        |                                    |                   |  |
| 7 | 6           | Hit, Run and Homicide         | Alan Cooke             | Gerald K. Siegel                   | 25 november 1984  |  |
| Jessica moet een speech houden op de jaarlijkse picknick van Cabot Cove. Daar vertelt ze dat een van de oprichters, kapitein Joshua Wayne, een piraat was die aan de kant van de Britten stond. De speech wordt verstoord door Ethan Cragg, die wordt achtervolgd door een auto-zonder-chauffeur, uitgevonden door Daniel O'Brien. Zakenman Charles Woodley wordt twee keer het slachtoffer van een dergelijke auto, waarbij hij na de tweede aanrijding het leven laat. (Gastoptredens van June Allyson, Tom Bosley, Patti D'Arbanville, Van Johnson en Stuart Whitman) |             |                               |                        |                                    |                   |  |
| 8 | 7           | We're Off to Kill the Wizard  | Walter Grauman         | Teleplay by: Peter S. Fischer      | 9 december 1984   |  |
| Jessica krijgt telefoon van Horatio Baldwin, die eigenaar is van een pretpark. Hij heeft de intentie om een horror-attractie te bouwen, gebaseerd op de boeken van Jessica. Jessica wil hier niet aan meewerken, waarop Horatio een lastercampagne tegen haar begint. Enige tijd later wordt Horatio dood aangetroffen. De politie denkt aan zelfmoord, maar Horatio's vrouw is er zeker van dat haar man is vermoord. (Gastoptredens van Christine Belford, James Coco, George DiCenzo, John Schuck en Joaquin Phoenix) |             |                               |                        |                                    |                   |  |
| 9 | 8           | Death Takes a Curtain Call    | Allen Reisner          | Paul W. Cooper                     | 16 december 1984  |  |
| Jessica wordt door Leo Peterson uitgenodigd voor een balletvoorstelling van het beroemde Russische balletkoppel Alexander en Natalia. Na de voorstelling blijkt dat KGB veiligheidsagent Serge Berensky in de loge van de dansers werd neergestoken met een zwaard. KGB-medewerker Anatole Karzo is er zeker van dat Alexander en Natalia de daders zijn, dit in tegenstelling tot Jessica. (Gastoptredens van Tom Bosley, William Conrad en Anthony De Longis) |             |                               |                        |                                    |                   |  |
| 10 | 9           | Death Casts a Spell           | Allen Reisner          | J. Miyoko Hensley & Steven Hensley | 30 december 1984  |  |
| Hypnotiseur Cagliastro nodigt enkele journalisten en Jessica uit om aan te tonen dat zijn hypnose geen opgezet spel is. Omwille van omstandigheden is Jessica te laat. Ze vindt in de vergaderzaal het lijk van Cagliastro – neergestoken in zijn rug – en reporters die allen gehypnotiseerd zijn. Nadat deze uit hypnose zijn, herinnert niemand zich iets van de feiten. Daarbij is er ook geen motief om Cagliastro te vermoorden. (Gastoptredens van José Ferrer, Murray Hamilton, Robert Hogan, Brian Kerwin, Robert Loggia, Michelle Phillips en Rance Howard) |             |                               |                        |                                    |                   |  |
| 11 | 10          | Capitol Offense               | John Llewellyn Moxey   | Peter S. Fischer                   | 6 januari 1985    |  |
| Congreslid Wendell Joyner krijgt tijdens een feestje een fatale hartaanval. Volgens Avery Mendelsohn werd Joyner echter vermoord. Al snel komt Jessica tot de conclusie dat er heel wat mensen werden bedreigd. Marta Craig wordt vermoord teruggevonden en het spoor leidt naar Dan Keppner op wiens handen sporen zijn van Marta's bloed. Desondanks is Jessica er niet van overtuigd dat Dan de moordenaar is. (Gastoptredens van Edie Adams, Nicholas Pryor en Mark Shera) |             |                               |                        |                                    |                   |  |
| 12 | 11          | Broadway Malady               | Hy Averback            | Tom Sawyer                         | 13 januari 1985   |  |
| Grady Fletcher nodigt zijn tante uit op zijn nieuwste Broadwayshow, waar voormalige filmactrice Rita Bristol en haar dochter Patti de hoofdrollen spelen. Op een avond wordt Patti vermoord tijdens een overval, waarbij de overvaller zelf wordt doodgeschoten door de politie. Tot ieders verbazing wordt de productie niet geannuleerd, maar neemt actrice Lonnie Valerian de rol over. Voor de politie is de zaak duidelijk, maar Jessica duikt in het verleden van de familie Bristol. Ze komt erachter dat de zogezegde moordenaar een voormalige acteur is, die wellicht werd ingehuurd om een overval te ensceneren waarbij niemand zou omkomen. (Gastoptredens van Milton Berle, Vivian Blaine, Gregg Henry, Lorna Luft, Robert Morse en Gregory Sierra) |             |                               |                        |                                    |                   |  |
| 13 | 12          | Murder to a Jazz Beat         | Walter Grauman         | Teleplay by: Paul Savage           | 3 februari 1985   |  |
| Jessica is gaste in een televisieshow van de zender WDBX in New Orleans. Tijdens haar verblijf sterft jazzmuzikant Ben Coleman in de muziekstudio waarbij Jessica vermoedt dat de man werd vergiftigd. (Gastoptredens van Bradford Dillman, Garrett Morris, Ed Nelson, Bobby Sherman, Glynn Turman) |             |                               |                        |                                    |                   |  |
| 14 | 13          | My Johnny Lies Over the Ocean | Seymour Robbie         | Peter S. Fischer                   | 10 februari 1985  |  |
| Pamela Crane zit in een psychiatrische instelling ter herstelling van een trauma dat ze opliep toen haar man Johnny zelfmoord pleegde. In het kader van haar therapie gaat ze met haar tante Jessica op cruise. Op diezelfde cruise is de biologische moeder van Johnny aanwezig, die onder verdachte omstandigheden dood wordt gevonden. (Gastoptredens van Paul Carafotes, Rosemary Forsyth, Lynda Day George, Vicki Lawrence, Leslie Nielsen en Lawrence Pressman) |             |                               |                        |                                    |                   |  |
| 15 | 14          | Paint Me a Murder             | John Llewellyn Moxey   | Peter S. Fischer                   | 17 februari 1985  |  |
| Er wordt een mislukte aanslag gepleegd op kunstschilder Diego Santana toen hij met zijn tweede vrouw, ex, zoon, dochter en enkele vrienden verbleef op zijn privé-eiland: een linkshandige persoon heeft een grote bloempot naar hem gesmeten. Diego schakelt de hulp in van Jessica, maar hij wordt niet veel later dood gevonden; iemand heeft hem vermoord met een kruisboog. Zijn zoon Miguel is sindsdien spoorloos en wordt aldus geacht de dader te zijn. (Gastoptredens van Capucine, Judy Geeson, Stewart Granger, Ron Moody en Cesar Romero) |             |                               |                        |                                    |                   |  |
| 16 | 15          | Tough Guys Don't Die          | Seymour Robbie         | Peter S. Fischer                   | 24 februari 1985  |  |
| Rechercheur Archie Miles wordt vermoord gevonden. Volgens zijn collega Harry werkte Archie aan twee onderzoeken en is de moord wellicht gepleegd omdat Archie belangrijk materiaal had gevonden. (Gastoptredens van Barbara Babcock, John McMartin, Jerry Orbach, Alex Rocco, Fritz Weaver, Paul Winfield en Tina Lifford) |             |                               |                        |                                    |                   |  |
| 17 | 16          | Sudden Death                  | Edward M. Abroms       | Robert Swanson                     | 3 maart 1985      |  |
| Cyrus, een oom van Jessica, overlijdt en laat haar 4% aandelen na van het professionele footballteam The Leopards. De aandelen zijn verdeeld over drie groepen waarvan er twee elk 48% hebben en Jessica de resterende 4%. Hierdoor heeft geen van hen de absolute meerderheid. Daarom wil investeerder Phil Kreuger de aandelen van Jessica overkopen. Hij kan dan als meerderheid eenzijdig beslissen om het team te verhuizen naar een grotere stad. Coach Pat Patillo doet een tegenbod zodat Kreuger de aandelen niet in handen zou krijgen. Niet veel later wordt Kreuger verdronken gevonden in een zwembad tijdens een feestje. Volgens de politie is speler Zak Farrell de dader. Farrell had achterhaald wie zijn dove dochter bedreigde en er zijn getuigen die hebben gezien hoe hij plots kwaad vertrok op het feestje. (Gastoptredens van John Beck, David Doyle, Caitlyn Jenner, Gary Lockwood en Allan Miller) |             |                               |                        |                                    |                   |  |
| 18 | 17          | Footnote to Murder            | Peter Crane            | Robert Swanson                     | 10 maart 1985     |  |
| Jessica moet naar een literaire prijsuitreiking in San Francisco waar ze auteur Paul Sand ontmoet, een alcoholist. Sand beweert dat schrijver Kenneth Mars ooit een voorlopige versie van een van zijn verhalen heeft gestolen en uitgebracht, maar Sand kon dat niet bewijzen. Het boek in kwestie werd een bestseller. Wanneer Mars dood wordt aangetroffen en het moordwapen een paraplu blijkt te zijn waar een steekwapen in zit verstopt, terwijl hij zelf in het bezit is van een ander gestolen voorlopig manuscript van Sand, wordt Sand als dader aangewezen. (Gastoptredens van Talia Balsam, Morgan Brittany, Pat Harrington Jr. en Diana Muldaur) |             |                               |                        |                                    |                   |  |
| 19 | 18          | Murder Takes the Bus          | Walter Grauman         | Michael Scheff & Mary Ann Kasica   | 17 maart 1985     |  |
| Jessica en sheriff Amos Tupper zijn op weg naar Portland en krijgen autopech. Daarom zijn ze genoodzaakt om verder te reizen met een lijnbus. Vanwege noodweer is de bus genoodzaakt te stoppen bij een wegrestaurant. Dan blijkt dat een van de passagiers, Gilbert Stoner, gewurgd is. Er is ook met een schroevendraaier in zijn lichaam gestoken. Stoner was net vrijgelaten uit de gevangenis, waar hij in had gezeten omdat hij vijftien jaar eerder een bankoverval pleegde. De buschauffeurs dochter blijkt te zijn omgekomen tijdens die overval. Ook de vader van een andere inzittende was destijds medeplichtig, maar kwam tijdens de overval ook om. Er zijn nog meer passagiers in de bus die een connectie hebben met Stoner. (Gastoptredens van Linda Blair, Tom Bosley, Michael Constantine, Terence Knox, Larry Linville, Rue McClanahan, Mills Watson en John Davis Chandler)                               |             |                               |                        |                                    |                   |  |
| 20 | 19          | Armed Response                | Charles S. Dubin       | Gerald K. Siegel                   | 31 maart 1985     |  |
| Jessica is in Texas. Bij een val bezeert ze haar enkel en wordt overgebracht naar het ziekenhuis. Daar komt ze in een ruzie terecht tussen dokter Ellison en dokter Kenyon. Een van hen zal worden vervangen door dokter Garver. Die nacht wordt Garver dood gevonden in zijn tuinvijver. Getuigen hebben gezien dat verpleegster Jennie Wells stiekem het ziekenhuis verliet en ze werd ook gespot in de buurt van het huis van Garver. Wanneer het moordwapen in haar opbergkast wordt gevonden, is politieman Jenkins er zeker van dat zij de moordenares is. Jessica is van mening dat Jennie er werd ingeluisd. (Gastoptredens van Eddie Bracken, Sam Groom, Bo Hopkins, Kay Lenz, Kevin McCarthy en Susan Oliver) |             |                               |                        |                                    |                   |  |
| 21 | 20          | Murder at the Oasis           | Arthur Allan Seidelman | Robert Van Scoyk                   | 7 april 1985      |  |
| De populaire zanger Johnny Shannon is feitelijk een gewelddadige, onaangename man. Hij bekritiseert steeds zijn zoon Michael en wil niet dat Vic LaRose toenadering zoekt tot zijn dochter Terry. Op een ochtend wordt Johnny dood gevonden met een schotwonde in zijn achterhoofd, een typische afrekening in het maffiamilieu. Terry geeft Vic geld om te vluchten: hij was blijven overnachten en hun relatie was ook enkel om Johnny te pesten. Johnny's niet zo snuggere bodyguard Lou Ross is van mening dat Michael de dader is en tracht hem te wurgen. Daarop geeft Terry toe dat Michael die nacht aanwezig was en dat zij hem stiekem in het zwaar bewaakte huis kon binnensmokkelen. Volgens Peggy hadden haar ex-man Johnny en Ross banden met maffialid Milo Valentine. (Gastoptredens van Joey Bishop, Ken Howard en Piper Laurie)                                                                              |             |                               |                        |                                    |                   |  |
| 22 | 21          | Funeral at Fifty-Mile         | Seymour Robbie         | Dick Nelson                        | 21 april 1985     |  |
| Jessica woont in Wyoming de begrafenis bij van Jack Carver die zelfmoord pleegde. Jack was een oude vriend van haar overleden vader. Volgens de advocaat van de familie Carver wou Jack voor zijn dood een testament laten opmaken waarin hij alles naliet aan zijn broer Tim. Aangezien er geen testament is, erft zijn dochter Mary alles. Plots dagen Carl Mestin en zijn vrouw Sally op: zij hebben een testament bij zich dat ooit door Jack werd opgesteld. Daarin staat dat Carl alles erft uit dank omdat hij ooit Jack redde in Korea. Zij insinueren ook dat Jack werd vermoord. Lokale politieman Ed Potts arresteert daarop zonder enig verder onderzoek Art Merric op verdenking van moord. Jessica start haar eigen onderzoek om na te gaan of het verhaal van Carl en Sally wel klopt en of het al dan niet zelfmoord was. (Gastoptredens van Noah Beery Jr., J.D. Cannon, Donald Moffat en William Windom)     |             |                               |                        |                                    |                   |  |

## Seizoen 2
| Nr. serie | Nr. seizoen | Titel van aflevering                | Regisseur              | Schrijver                                                                             | Uitzenddatum      |  |
| --- | ----------- | ----------------------------------- | ---------------------- | ------------------------------------------------------------------------------------- | ----------------- |  |
| 24 | 1           | Widow, Weep for Me                  | Michael A. Hoey        | Peter S. Fischer                                                                      | 29 september 1985 |  |
| Jessica reist af naar de Caraïben. Ze kreeg een brief van Antoinette Farsworth, een dame die rijk werd nadat ze een Franse wijngaard erfde, die vreest voor haar leven. Wanneer Jessica aankomt aan het hotel, is Antoinette reeds vermoord. Jessica maakt al snel kennis met de verwende Marguerite Canfield die een vriendin is van Antoinette. Politieman Claude Rensselaer is van mening dat Canfield niet is wie ze beweert te zijn en vraagt daarom hoteldetective Greenberg om haar handtas te doorzoeken. Pas nadat de rijke Alva Crane ook wordt vermoord, ziet Jessica een verband en kan alzo de moordenaar en het motief achterhalen. (Gastoptredens van Len Cariou, Cyd Charisse, Mel Ferrer, Howard Hesseman, John Phillip Law, Anne Lockhart, Mary Wickes) |             |                                     |                        |                                                                                       |                   |  |
| 25 | 2           | Joshua Peabody Died Here...Possibly | Peter Crane            | Tom Sawyer                                                                            | 6 oktober 1985    |  |
| Cabot Cove staat op zijn kop. Eerst is er protest tegen de rijke vastgoedmakelaar Henderson Wheatly die gestart is met de bouw van een groot hotelcomplex. Nu wordt er tijdens de graafwerken een oud skelet gevonden dat volgens de bevolking het lichaam is van Joshua Peabody. Peabody was een lokale oorlogsheld tijdens de Amerikaanse Onafhankelijkheidsoorlog. Tegenstanders, met als aanspreekpunt antiquair David Marsh, zijn van mening dat de grond een mogelijke archeologische waarde heeft en kunnen in een kortgeding de rechtbank overtuigen om de werken tijdelijk stil te leggen. Niet veel later wordt het levenloze lichaam van Wheatly gevonden op exact dezelfde plaats waar het skelet werd gevonden. De politie verdenkt Marsh, maar Jessica heeft een andere mening. Dan daagt plots een federale agent op die beweert dat Marsh jaren eerder op die plaats een bom heeft laten afgaan. (Gastoptredens van John Astin, Tom Bosley, Chuck Connors, Meg Foster, Michael Sarrazin en William Windom) |             |                                     |                        |                                                                                       |                   |  |
| 26 | 3           | Murder in the Afternoon             | Arthur Allan Seidelman | Teleplay by: Paul Savage                                                              | 13 oktober 1985   |  |
| Nita Cochran, een nicht van Jessica, is actrice in een langlopende soapserie. Sinds enkele weken is er een nieuwe producer en scriptschrijfster: Joyce Holleran. Joyce heeft de intentie om op korte termijn heel wat personages uit de reeks te schrijven. Daarnaast zijn er enkele acteurs die vragen om uit de reeks te worden geschreven, omdat ze bijvoorbeeld een beter aanbod hebben gekregen, maar Joyce weigert omwille van contractredenen. Later wordt Joyce vermoord gevonden. Gordon LaMonico neemt de job van Nita over, maar heeft van de betreffende zender opdracht gekregen om de verhaallijnen van Joyce te behouden. Ook op Gordon wordt een aanslag gepleegd, maar hij overleeft dit. Wanneer vermoed wordt dat Nita achter deze aanslagen zit, komt Jessica in actie. (Gastoptredens van William Atherton, Paul Burke, Nicholas Hammond, Alice Krige, Lloyd Nolan, Tricia O'Neil, Mackenzie Phillips, Robert Walden, Jessica Walter en George Murdock) |             |                                     |                        |                                                                                       |                   |  |
| 27 | 4           | School for Scandal                  | Arthur Allan Seidelman | Robert Swanson                                                                        | 20 oktober 1985   |  |
| Jessica wordt op het Crenshaw College uitgenodigd om een erediploma te ontvangen. De vrouw van de directeur is haar oude vriendin Beryl Hayward. Jocelyn Laird, de docent Engels, geeft een feestje dat wordt verstoord door haar dronken dochter Daphne en haar vriend Nick Fulton. Zij springt naakt in het zwembad en hij slaat iemand bewusteloos. De volgende ochtend wordt Nick dood aangetroffen. Daphne wordt de hoofdverdachte waarop Jocelyn een bekentenis aflegt. Volgens Jessica zijn beide vrouwen onschuldig omdat hun feiten niet stroken met technische details over hoe de moord gepleegd werd. (Gastoptredens van Polly Bergen, June Lockhart en Roddy McDowall) |             |                                     |                        |                                                                                       |                   |  |
| 28 | 5           | Sing a Song of Murder               | John Llewellyn Moxey   | Peter S. Fischer                                                                      | 27 oktober 1985   |  |
| Jessica vliegt naar Londen om de begrafenis van haar nicht Emma McGill bij te wonen die omkwam bij een auto-ongeluk. Eenmaal daar blijkt Emma springlevend te zijn. Het ongeval had ze geënsceneerd: ze is van mening dat iemand haar al drie keer heeft trachten te vermoorden. Dit heeft wellicht te maken met de 50% aandelen van de concertzaal die ze bezit. Wanneer styliste Bridget O'Hara de concertzaal verlaat met de kledij die Emma normaal gezien zou dragen, wordt ze dodelijk aangereden door een auto. De verdachten zijn de zoon van haar zakenpartner en diens vrouw, en acteur Oliver Trumbell. (Gastoptredens van Sarah Douglas, Olivia Hussey, Glynis Johns en Patrick Macnee) |             |                                     |                        |                                                                                       |                   |  |
| 29 | 6           | Reflections of the Mind             | Seymour Robbie         | Robert Swanson                                                                        | 3 november 1985   |  |
| Francesca Lodge zit op de rand van een zenuwinzinking nadat ze telefoon kreeg van haar overleden man en ze sindsdien zijn stem her en der hoort. Haar jongere man Scott, die een geheime affaire heeft met zijn secretaresse, hoort de geest niet. Francesca gaat op consultatie bij psychiater Victor Marsh. Deze competente dokter behandelde haar dochter Cheryl enkele jaren eerder ook. Francesca begint te vermoeden dat iemand haar dood wil hebben en dat de stemmen die ze hoort er wel degelijk zijn. Daarom neemt ze contact op met Jessica Fletcher om uit te pluizen wat er aan de hand is. (Gastoptredens van Ann Blyth, Wings Hauser, Steven Keats, Martin Milner en Ben Murphy) |             |                                     |                        |                                                                                       |                   |  |
| 30 | 7           | A Lady in the Lake                  | Walter Grauman         | Robert Van Scoyk                                                                      | 10 november 1985  |  |
| Jessica verblijft in de herberg van Harry Pierce waar ook een vogelspotter, een natuurliefhebber, een rijke man en zijn vrouw, en een visser en zijn vrouw verblijven. Jessica is vanop verre afstand getuige hoe iemand de vissersvrouw vanuit een boot in het water duwt. De vrouw wordt later verdronken gevonden. Uit onderzoek blijkt dat de vrouw te ver is afgedreven ten opzichte van de plaats waar het vorige incident gebeurde. Daarnaast is het water in haar longen niet hetzelfde als dat uit het meer. (Gastoptredens van John Astin, Tom Bosley, William Christopher, Laurence Luckinbill, Lee Meriwether, Lee Purcell, William Windom en Johnny Crawford) |             |                                     |                        |                                                                                       |                   |  |
| 31 | 8           | Dead Heat                           | Peter Crane            | J. Miyoko Hensley & Steven Hensley                                                    | 24 november 1985  |  |
| Vince Shakmann, een corrupte bookmaker op de paardenrace, haalt Mike Gann ertoe over om een race te vervalsen zodat het paard van Jack Bowen wint. In dit complot wordt jockey Carlos Gallegos "ziek" en wordt de plaats ingenomen door Tracy Macgill. Zij is een nichtje van Jessica dat nu voor de eerste keer deelneemt aan zulke paardenrace. Wanneer in de eerste koers het paard van Jack niet de winnaar is, dreigt Vince hem te vermoorden indien het paard niet wint in de volgende race. Echter, in die race wint Tracy. Net na de race wordt Bowen vermoord gevonden in de stallen. (Gastoptredens van Norman Fell en Roy Thinnes) |             |                                     |                        |                                                                                       |                   |  |
| 32 | 9           | Jessica Behind Bars                 | John Llewellyn Moxey   | Carleton Eastlake                                                                     | 1 december 1985   |  |
| Jessica vervangt een zieke lerares "creatief schrijven" in een vrouwengevangenis. Onlangs werd Elizabeth Gates er de nieuwe directrice en zij heeft al enkele mislukte pogingen ondernomen om het welzijn van de gevangenen te verbeteren. Dit heeft al tot meerdere ruzies tussen haar en dokter Irene Matthews geleid. Irene dreigt ermee gevoelige informatie vrij te geven over Elizabeth, wat nefast zal zijn voor Elizabeths politieke ambitie. Wanneer Irene dood wordt teruggevonden, leidt het vingerafdrukonderzoek naar de gevangene Mary Stamm. Wanneer een tweede personeelslid wordt vermoord, komen de gevangenen in opstand. Jessica moet de moordenaar zien te vinden voordat er nog meer doden vallen. (Gastoptredens van Adrienne Barbeau, Yvonne De Carlo, Vera Miles en Susan Oliver) |             |                                     |                        |                                                                                       |                   |  |
| 33 | 10          | Sticks & Stones                     | Seymour Robbie         | Jackson Gillis, Linda Shank & Mark Giles (story); Linda Shank & Mark Giles (teleplay) | 15 december 1985  |  |
| In Cabot Cove gaan allerhande roddels rond nadat er twee moorden gepleegd zijn sinds sheriff Amos Tupper op pensioen is gegaan. Tupper werd vervangen door vastgoedmakelaar Harry Pierce. Beverly Gareth is geëlektrocuteerd in haar badkuip. Zij zou juist een groot stuk land erven nabij de kust, wat zeer van pas zou komen om huizen of hotels op te bouwen. Elivra Tree werd opgehangen gevonden: zij was een van de roddelaars. (Gastoptredens van John Astin, Paul Benedict, Tom Bosley, Joseph Campanella, Marsha Hunt, Evelyn Keyes, Denny Miller, Parker Stevenson en William Windom) |             |                                     |                        |                                                                                       |                   |  |
| 34 | 11          | Murder Digs Deep                    | Philip Leacock         | Maryanne Kasica & Michael Scheff                                                      | 29 december 1985  |  |
| Jessica gaat naar Arizona om inspiratie op te doen voor haar nieuw boek: ze bezoekt een archeologische site waar Gideon Armstrong en Stan Garfield opgravingen doen niet ver van een Anasazi-dorp. Raymond Two Crows – een lokale Navajo-indiaan – is tegen de opgravingen omdat dit voor hem "heilige grond" is. Verder verschijnt er elke avond op een klif een "geest van een indiaan". Wanneer Cynthia, de vrouw van Gideon, met een geweer op de geest schiet, valt deze van de klif. Op die plaats vindt men het lijk van Raymond, maar er is geen schotwonde te vinden. Verder ontdekt Jessica ook dat de doodsoorzaak verdrinking is. Wanneer er bij een volgende opgraving goud wordt gevonden, wil Gideon dit geheimhouden zodat hij de grond kan kopen. (Gastoptredens van George Grizzard, David Groh, Connie Stevens, Robert Vaughn en William Windom) |             |                                     |                        |                                                                                       |                   |  |
| 35 | 12          | Murder by Appointment Only          | Arthur Allan Seidelman | Jerry Ross                                                                            | 5 januari 1986    |  |
| Jessica wordt door haar neef Grady uitgenodigd in New York op een conventie van cosmeticagigant Lila Lee Cosmetics onder leiding van Norman Amberson, de vader van Todd die vroeger een schoolvriend was van Grady. Norman is verloofd met Elizabeth Gorden, die ooit les volgde bij Jessica. Veel mensen zijn tegen deze relatie, onder wie Tod en zijn zus Lila. Wanneer Elizabeth door een inbreker wordt vermoord, gaat Jessica op zoek naar de dader. (Gastoptredens van Jayne Meadows, Christine Belford, Robert Culp, Leigh McCloskey en Millie Perkins) |             |                                     |                        |                                                                                       |                   |  |
| 36 | 13          | Trial by Error                      | Seymour Robbie         | Scott Shepherd (story); Paul Savage (teleplay)                                        | 12 januari 1986   |  |
| Jessica wordt opgeroepen in een volksjury om te beoordelen of Mark Lee Reynolds Cliff Anderson heeft vermoord met voorbedachten rade of dat het een daad uit zelfverdediging was. Mark en zijn vrouw hebben een auto-ongeval gehad waarbij zij zwaargewond raakte. Hierdoor zal ze de rest van haar leven in een rolstoel moeten zitten. Niet lang na dit ongeval gaat Mark naar een café, waar hij Becky Anderson ontmoet. Zij nodigt hem bij haar thuis uit, maar dan komt plots haar vervreemde echtgenoot binnen. Er volgt een gevecht waarbij Mark Cliff neerslaat met een zware staaf, wat volgens hem een daad uit zelfverdediging was. Volgens de openbare aanklager hadden Mark en Becky al langer een geheime relatie en hadden ze deze moord grondig voorbereid. (Gastoptredens van Virginia Capers, Macdonald Carey, Jon Cypher, Alan Hale Jr., Vicki Lawrence en Allan Miller) |             |                                     |                        |                                                                                       |                   |  |
| 37 | 14          | Keep the Home Fries Burning         | Peter Crane            | Philip Gerson                                                                         | 19 januari 1986   |  |
| In Cabot Cove heeft Joshua Peabody een nieuw restaurant geopend. Het restaurant wordt niet enkel druk bezocht door de lokale bevolking, maar ook door heel wat reizigers omdat het dicht bij een grote autoweg is. Dit is een doorn in het oog van restauranthouder Bo Dixon wiens cliënteel enorm is gezakt. Omdat hij wil weten wat er zo speciaal is aan de concurrentie, brengt hij Joshua een bezoek. Niet veel later worden heel wat klanten in het restaurant van Joshua ziek en dokter Seth Hazlitt vermoedt dat er bedorven voedsel werd geserveerd. Wanneer Betty Fiddler in dat restaurant sterft, blijkt uit een autopsie dat ze een vergiftigd aardbeiengerecht heeft gegeten. Jessica zoekt uit wie de dader is van de moord en of die moord ook gerelateerd is met de eerdere voedselvergiftigingen. (Gastoptreden van Tom Bosley, Anne Francis, William Lucking, John McCook, Marcia Rodd, William Windom en Alan Young) |             |                                     |                        |                                                                                       |                   |  |
| 38 | 15          | Power Keg                           | John Llewellyn Moxey   | Peter S. Fischer                                                                      | 9 februari 1986   |  |
| Professor Ames Caulfield en Jessica Fletcher zijn op terugweg van een conferentie en krijgen autopech. Daarom zijn ze genoodzaakt in een klein dorpje te overnachten in het hotel van Cassie Burns. De zoon van Cassie, Matthew, speelt in een muziekgroep die die avond een optreden geeft in een lokaal café waar ook zijn vriendin Linda Bonner werkt. Linda's broer Ed heeft het zo niet voor Matthew en vernedert de jongen in het openbaar. Wanneer Ed later op de avond dood wordt aangetroffen met messteekwonden is sheriff Claudell Cox er zeker van dat Matthew de moordenaar is. Jessica is van mening dat er te veel gaten zijn in de denkwijze van de sheriff en start een onderzoek naar de werkelijke moordenaar. (Gastoptreden van Jackie Earle Haley, Craig Stevens en Stuart Whitman) |             |                                     |                        |                                                                                       |                   |  |
| 39 | 16          | Murder in the Electric Cathedral    | John Llewellyn Moxey   | Dick Nelson                                                                           | 16 februari 1986  |  |
| Carrie McKittrick, een oude vriendin van Jessica, werd rijk in de oliesector. Haar zoon Harvey en kleinzoon Sam zijn razend wanneer blijkt dat Carrie hen uit haar testament heeft geschrapt en haar gehele fortuin schenkt aan de beroemde televisie-evangelist Wille John Fargo van de Electric Cathedral-beweging. Wanneer Jessica Carrie opzoekt, komt ze dan ook in een familieruzie terecht tussen Carrie en de twee mannen over haar voornemen waarbij de mannen haar trachten te overtuigen om haar testament terug aan te passen. Tijdens deze ruzie krijgt Carrie een hartaanval en wordt overgebracht naar het ziekenhuis waar ze enige tijd later overlijdt. Harvey en Sam komen aandraven met een nieuw testament van Carrie dat ze even voor haar dood liet opmaken, maar al snel blijkt dat een vervalsing te zijn. Jessica vermoedt dat Carrie niet stierf aan een natuurlijke dood en overtuigt de politie een moordonderzoek te starten. Er wordt inderdaad bewijs gevonden dat Carrie werd vermoord en een vingerafdrukonderzoek duidt Fargo aan als de dader. Jessica is van mening dat Fargo in de val werd gelokt en gaat op zoek naar de echte moordenaar. (Gastoptreden van Steve Forrest, Judy Geeson, Richard Herd en Mildred Natwick) |             |                                     |                        |                                                                                       |                   |  |
| 40 | 17          | One Good Bid Deserves a Murder      | Seymour Robbie         | J. Miyoko Hensley & Steve Hensley                                                     | 23 februari 1986  |  |
| Celebrity Richard Bennett vraagt Jessica om als stroman te spelen tijdens een veiling-per-opbod. Ze krijgt van hem een cheque van 1 miljoen dollar zodat zij zeker hoog genoeg kan bieden op het dagboek van Evangeline – een overleden Hollywoodactrice – om het vervolgens te vernietigen. Dat dagboek zou heel wat geheimen bevatten over het doen en laten van heel wat Hollywood-beroemdheden. Tijdens de veiling vindt men in een te verkopen kast het lijk van Bennett. Jessica wordt al snel verdacht van de moord: zij zou roofmoord hebben gepleegd omdat ze in het bezit is van een cheque van het slachtoffer. Haar uitleg wordt niet als geloofwaardig beschouwd. Jessica komt via privédetective Harry McGraw in het bezit van een kopie van het dagboek. Aan de hand van allerhande anekdotes in dat boek worden de moordenaar en het motief gevonden. (Gastoptreden van Karen Black, Edward Mulhare, Jerry Orbach en Cotter Smith) |             |                                     |                        |                                                                                       |                   |  |
| 41 | 18          | If a Body Meet a Body               | Walter Grauman         | Steve Stoliar                                                                         | 9 maart 1986      |  |
| Beleggingsadviseur Henry Vernon sterft tijdens zijn vakantie in Farnsdale aan een hartaanval. Tijdens de begrafenis in Cabot Cove komt het tot een ruzie tussen Henry's weduwe Connie en Phyllis Walters. Phyllis had een geheime relatie met Henry en is er zeker van dat Connie hem heeft vermoord. Tijdens deze ruzie komt de kist ten val en blijkt er een andere man in te liggen. Connie geeft toe dat er 1 miljoen Amerikaanse Dollar uit het investeringsfonds is verdwenen. Door de dood van Henry in scène te zetten, zouden ze een gedeelte van het geld kunnen recupereren via de levensverzekering. De man in de kist is John Doe, een wandelaar die ze tijdens hun reis ontmoetten en die stierf. Henry zou dus levende zijn, maar zijn lijk wordt twee dagen later gevonden in het huis van Phyllis. (Gastoptreden van Tom Bosley, Robert Donner, Audrey Landers, Monte Markham, Carrie Snodgress en William Windom) |             |                                     |                        |                                                                                       |                   |  |
| 42 | 19          | Christopher Bundy Died on Sunday    | Peter Crane            | Gerald K. Siegel                                                                      | 30 maart 1986     |  |
| Christopher Bundy heeft het stijlvolle magazine Literary Lines overgekocht van Chester Harrisson en heeft het omgevormd tot een boulevardblad. Jessica is verontwaardigd: Bundy had met haar een contract om een verhaal van haar te publiceren in dat stijlvolle magazine, maar ze vreest nu imagoschade op te lopen door de stijlaanpassing. Om dit euvel op te lossen, worden Jessica en Chester uitgenodigd bij Christopher, wiens huis beveiligd is met camera's die regelmatig een foto nemen. Bundy wordt doodgeschoten en uit de foto's is af te leiden dat Chester net na het schot het huis verliet waardoor hij door de politie aanzien wordt als hoofdverdachte. Jessica is van mening dat de dader iemand anders is die in het huis verblijft waaronder zijn gescheiden zus Rachel en haar twee kinderen en de butler. (Gastoptreden van Robert Costanzo, Michelle Nicastro, Alex Rocco en Robert Stack) |             |                                     |                        |                                                                                       |                   |  |
| 43 | 20          | Menace, Anyone?                     | Seymour Robbie         | Robert B. Sherman                                                                     | 6 april 1986      |  |
| Jessica wordt als eredame uitgenodigd op een tenniswedstrijd door haar voormalige studente Carol McDermott. Wanneer Carols verloofde Brian met haar wagen wil vertrekken, ontploft de auto. Men denkt dat de aanslag op Carol was bedoeld, tot wanneer de politieman die het onderzoek voert, wordt vermoord in het huis van Carol. Carol beweert dat haar zus Barbara de moordenares is. Echter, het is algemeen geweten dat Barbara omkwam tijdens een vliegtuigcrash drie jaar eerder en dat Carol destijds was opgesloten in een psychiatrische instelling. Tot ieders verbazing duikt Carol op en verklaart dat ze de crash overleefde en haar identiteit wisselde met een overleden passagier. (Gastoptreden van Bryan Cranston, Linda Hamilton, Van Johnson, Barry Primus, David Spielberg en Kerry Sherman) |             |                                     |                        |                                                                                       |                   |  |
| 44 | 21          | The Perfect Foil                    | Walter Grauman         | Robert E. Swanson                                                                     | 13 april 1986     |  |
| Jessica moet voor een lezing naar New Orleans. Omwille van een overboeking in het hotel rijdt ze naar het huis van haar neef Cal Fletcher om er te overnachten. Cal geeft die avond net een verkleedbal waardoor veel van de gemaskerden totaal onherkenbaar zijn. Terwijl ze op zoek is naar Cal, vindt ze in een kamer het lijk van Johnny Blaze. Naast het lijk staat de naam "Cal" in bloed geschreven waardoor de politie onmiddellijk vermoedt dat Cal de moordenaar is. Hij had trouwens eerder gedreigd Johnny te vermoorden na een dispuut in een pokerspel dat hij verloor omdat hij Johnny beschuldigde van valsspelen. (Gastoptreden van Barbara Babcock, George DiCenzo, Robert Forster) |             |                                     |                        |                                                                                       |                   |  |
| 45 | 22          | If the Frame Fits                   | Paul Lynch             | Philip Gerson                                                                         | 18 mei 1986       |  |
| Jessica bezoekt Lloyd Marcus die haar heeft gevraagd een boek te becommentariëren dat een van zijn vrienden aan het schrijven is. Die nacht wordt er ingebroken bij Lloyd en wordt een duur schilderij gestolen. De volgende dag wordt het lichaam van Lloyds dochter in haar huis gevonden. (Gastoptreden van Christopher Allport, John de Lancie, Cliff Gorman, Norman Lloyd, Audrey Meadows en Anne Schedeen) |             |                                     |                        |                                                                                       |                   |  |

## Seizoen 3
| Nr. serie | Nr. seizoen | Titel van aflevering             | Regisseur            | Schrijver                                         | Uitzenddatum      |  |
| --- | ----------- | -------------------------------- | -------------------- | ------------------------------------------------- | ----------------- |  |
| 46 | 1           | Death Stalks the Big Top: Part 1 | Seymour Robbie       | Teleplay by: Paul Savage                          | 28 september 1986 |  |
| Carol Bannister, een verre nicht van Jessica, ontvangt een zilveren leprechaun als bruiloftsgeschenk. Dit doet haar vermoeden dat haar grootvader – die vroeger altijd zei dat Carol op haar huwelijksdag zulk sculptuur van hem zou ontvangen – nog steeds leeft en niet stierf tijdens een boottocht tien jaar eerder. Jessica gaat op onderzoek en vindt Neil Fletcher in Arkansas. Daar werkt hij als clown in het circus Carmody Family. Hij verklaart destijds met de noorderzon te zijn vertrokken omdat hij toch een liefdeloos huwelijk had. Sindsdien gaat hij door het leven als Carl Shulman. Carl wordt nu verdacht van moord op medewerker Hank Sutter. Hank was niet geliefd bij de andere medewerkers en wordt verdacht van opzettelijke incidenten waardoor het circus veel schadevergoedingen moest betalen. Verder blijkt dat Harry Kingman, eigenaar van een concurrerend circus, Carmody Family wil kopen. Gastoptreden van Martin Balsam, Jackie Cooper, Alex Cord, Courteney Cox, Ronny Cox, Laraine Day, Gregg Henry, Charles Napier, Lee Purcell en Mark Shera |             |                                  |                      |                                                   |                   |  |
| 47 | 2           | Death Stalks the Big Top: Part 2 | Seymour Robbie       | Teleplay by: Paul Savage                          | 5 oktober 1986    |  |
| Jessica zet haar zoektocht verder wie Hank Sutter vermoordde. Nadat de concurrerende circuseigenaar Harry Kingman opgehangen wordt teruggevonden en er een mislukte aanslag wordt gepleegd op zowel haar als op de vrouw van Hank, is Jessica er zeker van wie de moordenaar is. Omdat ze geen bewijzen heeft, zet ze een val op. Gastoptreden van Martin Balsam, Jackie Cooper, Alex Cord, Courteney Cox, Ronny Cox, Laraine Day, Gregg Henry, Charles Napier, Lee Purcell en Mark Shera |             |                                  |                      |                                                   |                   |  |
| 48 | 3           | Unfinished Business              | Walter Grauman       | Jackson Gillis                                    | 12 oktober 1986   |  |
| Barney Kale gaat op pensioen en wil een moordzaak van tien jaar eerder voor eens en altijd oplossen. Zijn vriend Lowell Dixon verdronk toen in het Juniper-meer. Hij vraagt iedereen die destijds betrokken was om naar het meer te komen. Jessica vreest het ergste en gaat met Amos naar het meer waar ze een vermoordde Gary Roberts, een van de genodigden, vinden in de chalet van Kale. Kale en Jessica onderzoeken of er een verband is tussen deze moord en deze op Lowell Dixon. Gastoptreden van Tom Bosley, J.D. Cannon, Pat Hingle, Hayley Mills, William Windom, Erich Anderson en Connie Sawyer |             |                                  |                      |                                                   |                   |  |
| 49 | 4           | One White Rose for Death         | Peter Crane          | Peter S. Fischer                                  | 19 oktober 1986   |  |
| Jessica gaat naar een klassiek concert van de Duitse muzikanten Franz en Greta Mueller. Daar ontmoet ze haar oude kennis Michael Hagarty, die nu werkt bij de Britse geheime dienst onder de naam Dennis McKelvy. Hij ontvoert Jessica, Franz en Greta en brengt hen naar de Britse ambassade. Daar wordt pas duidelijk dat Franz als spion voor hen werkt en dat de Duitse politie een andere man die met Franz samenwerkt heeft opgepakt. Jessica overhoort een telefoongesprek van Michael en vraagt meer uitleg. Michael zegt dat zijn werkpartner werd vermoord en dat deze wellicht wist wie de moordenaar was van een zaak die al tien jaar onopgelost is. Jessica gaat verder op onderzoek en komt tot de conclusie dat iemand binnen de Britse geheime dienst een infiltrant is. Gastoptreden van Jenny Agutter, Eric Braeden, Len Cariou en John Glover |             |                                  |                      |                                                   |                   |  |
| 51 | 5           | Corned Beef & Carnage            | John Llewellyn Moxey | Robert Swanson                                    | 2 november 1986   |  |
| Jessica gaat op bezoek bij haar nicht Victoria. Zij werkt bij een groot reclamebedrijf en rapporteert aan Larry Kincaid. Victoria is druk bezig met de onderhandelingen met de restaurantketen Corned Beef Castle om het reclamecontract – dat ten einde loopt – te hernieuwen. Christine Clifford van het concurrerende Leland Biddle wil de restaurantketen overtuigen om met hen in zee te gaan. Wanneer Larry Kincaid dood wordt aangetroffen en de vingerafdrukken van Victoria op het moordwapen staan, wordt zij al snel als hoofdverdachte aanzien. Jessica komt te weten dat Larry die dag nog andere personen op bezoek had waaronder een dame die een belegd broodje is komen afleveren. Gastoptreden van Jeff Conaway, Genie Francis, Richard Kline, Bill Macy, James Sloyan, David Ogden Stiers, David Ogden Stiers en Marcia Wallace |             |                                  |                      |                                                   |                   |  |
| 52 | 6           | Dead Man's Gold                  | Seymour Robbie       | Robert Van Scoyk                                  | 9 november 1986   |  |
| David Everett, een voormalige liefde van Jessica, komt naar Cabot Cove met vier van zijn medewerkers. Ze zijn op zoek naar een Brits schip dat in 1777 zonk in de nabijgelegen zee. Ondanks Jessica geen weet heeft van zulke scheepsramp, stelt ze er zich verder geen vragen bij. Wanneer men denkt het schip te hebben gevonden, verdrinkt een van de duikers bijna omdat zijn materiaal werd gesaboteerd. Niet veel later wordt een andere medewerkster, Alexandra Bell, dodelijk aangereden door een auto die vluchtmisdrijf pleegt. Jessica gaat op onderzoek: David heeft grote schulden bij Ross Barber. Daarom heeft hij met enkele medewerkers een tontine opgesteld. Gastoptreden van Tom Bosley, Robert Hogan, Wendy Kilbourne, Leslie Nielsen en William Windom |             |                                  |                      |                                                   |                   |  |
| 53 | 7           | Deadline for Murder              | Seymour Robbie       | Teleplay by: Tom Sawyer                           | 16 november 1986  |  |
| Jessica bezoekt haar oude vriend Haskell Drake in het ziekenhuis. Hij is een gerenommeerd nieuwsreporter bij de krant Boston Daily Sentinel. Deze kwaliteitskrant werd zo'n jaar geleden overgenomen door Lamar Bennett die er een sensatiekrant van heeft gemaakt. De reden waarom Haskell in het ziekenhuis ligt, is een hartaanval die hij kreeg tijdens een ruzie met Lamar. Haskell is van mening dat er iets op til is en vraagt Jessica om hem te helpen. Zo belandt zij op een bedrijfsfeest ter ere van de eenjarige overname. Tijdens zijn speech kondigt Lamar aan dat er grote wijzigingen op til zijn en ontslaat daarbij Walter Revere – de vorige grote baas – ter plaatse. Tijdens deze speech valt Lamar dood neer. Volgens onderzoek is de doodsoorzaak een combinatie van alcohol tezamen met de medicatie die hij nam. Jessica komt te weten dat de familie Revere op allerhande manieren heeft geprobeerd om het bedrijf terug in eigen handen te krijgen. Haskall ontdekt dat Lamar een buitenechtelijke dochter heeft: Kay Garrett. Diezelfde Kay is de verloofde van Perry die de zoon is van Walter Revere. Gastoptreden van Katherine Cannon, Ken Olin, Peter Mark Richman, William Smith en Glynn Turman |             |                                  |                      |                                                   |                   |  |
| 54 | 8           | Magnum on Ice: Part 2            | Peter Crane          | Robert E. Swanson                                 | 23 november 1986  |  |
| Thomas Magnum wordt aangehouden op verdenking van moord op Paul Mayfield. Magnum verklaart dat Paul Mayfield eerst enkele keren op hem vuurde. Het onderzoek toont aan dat Mayfield in de rug werd geraakt en geen wapen droeg. Pamela Baves belt haar vriendin Jessica met de vraag om deze zaak verder te onderzoeken. Jessica vindt op de plaats delict een kogelhuls die niet overeenkomt met het wapen van Magnum. Dan blijkt dat een gelijkaardig wapen met knaldemper werd gestolen uit de privé-collectie van Robin Master. Magnum wordt op borg vrijgelaten. Niet veel later wordt Arthur Houston in een gelijkaardige situatie vermoord en wordt terug een arrestatiebevel tegen Magnum uitgeschreven. Magnum en Jessica slaan de handen in elkaar om de dader van beide moorden te zoeken. Deze aflevering is een vervolg van een aflevering uit de reguliere Magnum, P.I.-reeks: seizoen 7, aflevering 8: Novel Connection Gastoptreden van Jared Martin, John McMartin, Andrew Prine, Jessica Walter, Tom Selleck en John Hillerman |             |                                  |                      |                                                   |                   |  |
| 55 | 9           | Obituary for a Dead Anchor       | Walter Grauman       | Teleplay by: Robert Van Scoyk                     | 7 december 1986   |  |
| Kevin Keats is presentator en reporter van het programma Scrutiny. Tijdens een reportage over kunstbezitter Ronald Ross achterhaalde hij dat Ross connecties heeft met de drugswereld en besloot daarop te stoppen met die reportage. Nu overhaalde hij Jessica Fletcher om een reportage over haar te maken. Wanneer een kale man in Cabott Cave arriveert, herkent Keats in de man een handlanger van Ross en vreest hij voor zijn leven. Daarom vraagt hij aan sheriff Amos Tupper om een boot te voorzien waarmee hij kan vluchten. Nog voordat Keats de haven is uitgevaren, ontploft de boot. Uit forensisch onderzoek blijkt dat het verbrande lichaam op de boot niet dat van Keats is, maar wel van de producer van Scrutiny: Dough Helman. Naast het feit dat Keats zijn dood in scène zette, bleek deze getrouwde man ook een liefdesaffaire te hebben met zijn collega Paula Roman. Gastoptreden van Tom Bosley, Abby Dalton, Chad Everett, Robert Hogan, Kathleen Lloyd, Richard Paul, Robert Pine |             |                                  |                      |                                                   |                   |  |
| 56 | 10          | Stage Struck                     | John Astin           | Philip Gerson                                     | 14 december 1986  |  |
| Jessica gaat in een klein dorpje naar een toneelstuk kijken. Dit doet ze eerder uit nostalgie omdat ze haar overleden man Frank destijds ontmoette tijdens een voorstelling van datzelfde stuk. Hoofdrolspeelster Maggie Tarrow haakt op het laatste moment af waardoor haar invalster Barbara Bennington die avond speelt. Bennington valt tijdens de opvoering dood neer nadat ze dronk van een glas waarin cyanide zat. Politie-inspecteur Merton P. Drock, die de rol van butler speelt, vraagt Jessica om hulp omdat hij nooit eerder een moordonderzoek uitvoerde. Jessica is van mening dat de moordenaar Maggie wou doden. Zij baarde dertig jaar eerder een kind – waarvan niemand het bestaan afwist – dat ze afstond ter adoptie. Gastoptreden van Bob Hastings, Edward Mulhare, Christopher Norris, Dan O'Herlihy, Eleanor Parker en John Schuck |             |                                  |                      |                                                   |                   |  |
| 57 | 11          | Night of the Headless Horseman   | Walter Grauman       | R. Barker Price                                   | 4 januari 1987    |  |
| Jessica bezoekt dichter Dorian Beecher die les geeft in een privéschool in Wenton in de Amerikaanse staat Vermont. Dorian is verliefd op Sara Dupont, de dochter van de oprichter van de school. Dorian wordt regelmatig gepest door lesgever Nate Findley omdat Dorian beweert een hoofdloze ruiter te hebben gezien. Op een avond wordt Dorian aangevallen door de hoofdloze ruiter, waarvan hij denkt dat dit Nate is. Nadat het onthoofde lichaam van Nate wordt gevonden, is Sheriff Rankin van mening dat hij door Dorian werd vermoord. Jessica start haar eigen onderzoek en ontdekt dat de school anonieme, verdachte geldschenkingen krijgt en dat drie schooljongens een crimineel verleden hebben. Gastoptreden van Judy Landers, Hope Lange, Charles Siebert, Fritz Weaver, Brandon Douglas en Sanford Clark |             |                                  |                      |                                                   |                   |  |
| 58 | 12          | The Corpse Flew First Class      | Walter Grauman       | Donald Ross                                       | 18 januari 1987   |  |
| Jessica zit op een lijnvlucht van Boston naar Londen. Op de vlucht zit de rijke actrice Sonny Greer en haar bodyguard – en tevens vriend – Leon Bigard. Wanneer Bigard dood in zijn vliegtuigstoel zit en Sonny ontdekt dat het juweel dat hij bewaakte – een diamanten halsketting ter waarde van 2 miljoen Amerikaanse Dollar – is ze er zeker van dat Bigard werd vermoord door vergiftiging. De halsketting wordt gevonden in de handtas van stewardess Kay Davis. Toevallig is er bij de passagiers een juwelier die verklaart dat dat sieraad een vervalsing is. Een andere passagier is inspecteur Errol Pogson van Scotland Yard. Tezamen met Jessica ondervraagt hij de andere passagiers zodoende het juweel en de moordenaar te vinden. Gastoptreden van Pat Harrington jr., David Hemmings, Kate Mulgrew en James Shigeta |             |                                  |                      |                                                   |                   |  |
| 59 | 13          | Crossed Up                       | David Hemmings       | Steven Long Mitchell & Craig W. Van Sickle        | 1 februari 1987   |  |
| Tijdens een zware storm doet Jessica een telefoonoproep. Omwille van interferentie hoort ze een tweede gesprek waarin twee mannen een moord beramen op een familielid om zo zijn huis te kunnen verkopen. Jessica licht de politie in, maar zij geloven haar verhaal niet. De volgende dag wordt het vermoorde lichaam gevonden van miljonair Jedediah Rogers die in een groot landhuis woont. Zijn drie zonen Adam, Gorden en Morgan wilden dat hun vader uit de zaak stapte. Uit wraak heeft Jedediah hen uit zijn testament geschrapt en laat hij nu alles achter aan zijn kleindochter Leslie Cameron. Gastoptreden van Tom Bosley, Colleen Camp en William Windom |             |                                  |                      |                                                   |                   |  |
| 60 | 14          | Murder in a Minor Key            | Nick Havinga         | Teleplay by: Gerald K. Siege and Peter S. Fischer | 8 februari 1987   |  |
| Jessica Fletcher gaat naar het conservatorium om haar laatste boek te promoten. Tijdens de voorstelling wordt student Mike Prentice betrapt in het kantoor van muziekdocent Tyler Stoneham. Tyler ligt dood op de grond met een scherp voorwerp in zijn borst. Mike beweert hem niet te hebben vermoord. Hij brak in omdat Tyler een van de composities van Mike zou hebben verkocht aan een theaterproducent onder de naam Alden Gilbert. Mike kan niet bewijzen dat die composities door hem werden gemaakt en is nu op zoek naar het nodige bewijs. Ook Harry Papasian, de assistent van Tyler, wordt verdacht nadat blijkt dat hij co-auteur is van een boek van Tyler en nergens in dat boek wordt vermeld. En nadat blijkt dat Tyler een affaire had met een van zijn studentes worden Tylers wettige vrouw en deze studente ook verdacht. Ten slotte heeft de theaterproducent ook dreigementen geuit aan het adres van Tyler omdat de composities niet tijdig klaar zijn. Gastoptreden van Rene Auberjonois, Shaun Cassidy, Karen Grassle, George Grizzard en Dinah Manoff |             |                                  |                      |                                                   |                   |  |
| 61 | 15          | The Bottom Line Is Murder        | Anthony Shaw         | Steven Long Mitchell & Craig W. Van Sickle        | 15 februari 1987  |  |
| Jessica wordt in Denver uitgenodigd in een talkshow over boeken van een lokale televisiezender. Het best bekeken programma van die zender is een consumentenprogramma dat wordt gepresenteerd door Kenneth Chambers. In het programma bespreekt Kenneth allerhande producten die niet werken of niet doen wat de producent beweert. Verder is Kenneth een arrogante, hooghartige man die anderen kleineert en onderwaardeert. Het is dan ook niet verwonderlijk dat zijn lichaam dood wordt aangetroffen door klusjesman Bert Tanaka. Steve Honig, de producer van het programma, wordt de hoofdverdachte nadat het moordwapen in zijn auto wordt gevonden. Jessica is van mening dat de politie te voorbarig is. Zo werd productieassistent Ryan Monroe niet veel eerder door toedoen van Kenneth ontslagen. Ook producenten van goederen die in het programma aan bod kwamen, worden als verdacht beschouwd en voornamelijk Joe Rinaldi. Chambers was bezig met een reportage over de producten van Rinaldi. Al het opgenomen materiaal verdween spoorloos en wordt nu gevonden in de kluis van Rinaldi. Gastoptreden van Adrienne Barbeau, Judith Chapman, Barry Corbin, Joe Santos en Paul F. Tompkins                          |             |                                  |                      |                                                   |                   |  |
| 62 | 16          | Death Takes a Dive               | Seymour Robbie       | Peter S. Fischer                                  | 22 februari 1987  |  |
| Jessica vliegt naar Boston op urgente vraag van haar oude vriend en voormalig politie-inspecteur Harry McGraw. Eenmaal daar blijkt dat Harry haar een lening vraagt van 5000 Amerikaanse dollar. McGraw heeft zijn overleden vriend Pinky beloofd om een bokswedstrijd te organiseren tussen oud-bokser Blaster Boyle en Sean Shaleen. Shaleen wordt gemanaged door Wade Talmage. Een achterdochtige Jessica beslist uiteindelijk om het geld te lenen, maar dan blijkt dat Harry gechanteerd wordt door maffiabaas Benny Falcone. Falcone betaalde Harry 5000 Amerikaanse dollar om een vermiste persoon op te sporen. McGraw slaagde hier niet in en moet nu het geld terugbetalen. In de hoop om het geld te recupereren organiseert hij nu een bokswedstrijd. Tezamen met Shaleen werd afgesproken dat Blaster sowieso moet winnen. Sean is hierachter gekomen en wil dat de wedstrijd eerlijk wordt gespeeld. Wanneer Sean vermoord wordt teruggevonden, wordt McGraw al snel verdacht omdat zijn pistool werd gebruikt als moordwapen. Gastoptreden van John Amos, Ernest Borgnine, LeVar Burton, Bradford Dillman, Michael McGrady, Lynne Moody, Jerry Orbach en Adam West'                                                  |             |                                  |                      |                                                   |                   |  |
| 63 | 17          | Simon Says, Color Me Dead        | Kevin G. Cremin      | Robert E. Swanson                                 | 1 maart 1987      |  |
| Irene Rutledge, een alleenstaande vrouw, wil voor haar zoon Tommy een fiets kopen, maar heeft niet voldoende geld. Jessica beslist dat Tommy bij haar in de tuin mag komen werken om zo de oude fiets van haar overleden man te verdienen. Irene werkt bij de beroemde kunstenaar Simon Thane en zijn vrouw Eleanor. Wanneer Simon vermoord wordt teruggevonden en een van zijn waardevolle schilderijen is verdwenen, aanziet de politie Irene als verdachte. Gastoptreden van Diane Baker, Tom Bosley, Leonard Frey, Tess Harper, Dick Sargent en William Windom |             |                                  |                      |                                                   |                   |  |
| 64 | 18          | No Laughing Murder               | Walter Grauman       | Tom Sawyer                                        | 15 maart 1987     |  |
| Mack Howard en Murray Gruen waren jaren geleden getrouwd en een succesvol komisch duo. Na hun scheiding hebben ze elkaar niet meer gezien. Nu hun dochter Corrie zich verlooft, zien Mack en Murray elkaar opnieuw op het verlovingsfeest. Ook Jessica is uitgenodigd op dit feest. Mack en Murray maken al snel ruzie over allerlei zaken zoals wat er gebeurd is met de verdwenen opbrengsten van een videocassette die ze uitbrachten. Murray wordt neergestoken met een mes en zag enkel dat de dader eenzelfde rok als Murray droeg. Zelf overleeft hij deze aanslag. Niet veel later wordt Phil Rinker, de manager van Murray, opgehangen gevonden met daarbij een afscheidsbrief. Volgens Jessica werd deze zelfmoord in scène gezet en werd Rinker wel degelijk vermoord. Gastoptreden van George Clooney, George Furth en Steve Lawrence |             |                                  |                      |                                                   |                   |  |
| 65 | 19          | No Accounting for Murder         | Peter Crane          | Gerald K. Siegel                                  | 22 maart 1987     |  |
| Jessica is op bezoek bij haar neef Grady in New York. Grady werkt nu bij een beursbedrijf dat wordt geleid waar hij rapporteert aan Ralph Whiteman. Het bedrijf wordt momenteel onderzocht door de Amerikaanse belastingsdienst IRS vanwege mogelijke fraude en meer bepaald in het fonds Neptune Ventures waarvan inderdaad blijkt dat het geld wordt geïnvesteerd op de Kaaimaneilanden. Veel personeelsleden mijden het gebouw 's avonds omdat er een geest zou rondwaren: zo verdwijnt er regelmatig voedsel en kleine kantoorbenodigdheden of zijn voorwerpen van plaats veranderd. Wanneer Grady op een avond op kantoor binnenspringt, vindt hij zijn baas Ralph vermoord. De politie is van mening dat Grady de dader is. Ook de vrouw van Ralph wordt verdacht: volgens een bewakingsagent bezocht zij Ralph die avond hoewel ze dat tegenspreekt. Ook de zogezegde geest wordt gevonden: een dakloze man die zich verschuilt in het gebouw en mogelijk iets heeft gezien dat naar de moordenaar kan leiden. Gastoptreden van Dorothy Lamour, Geoffrey Lewis, Patty McCormack, James Noble, Kate Vernon en Charles Walker                                                                                                  |             |                                  |                      |                                                   |                   |  |
| 66 | 20          | The Cemetery Vote                | Seymour Robbie       | Robert Van Scoyk                                  | 5 april 1987      |  |
| Jessica reist naar Comstock in de staat Idaho waar burgemeester Jim Stevens, een oude vriend van haar, stierf in een bizar auto-ongeval. Jim zijn vader Harry is van mening dat zijn zoon werd vermoord en dat sheriff Orville Yates hiervoor verantwoordelijk is. Het is namelijk geweten dat Orville aast op de positie van burgemeester, maar ook Wayne Beeler heeft interesse om burgemeester te worden. Volgens Harry trachtte Jim al enige tijd bewijzen te zoeken dat Orville een illegaal casino had tezamen met de lokale nieuwsreporter Kate Gunnerson. Wanneer Harry vermoord wordt teruggevonden, is men eerst van mening dat het om roofmoord gaat. Ernest Lenko van de staatspolitie bekent aan Jessica dat Orville inderdaad aan illegale praktijken doet, maar dat hijzelf omwille van legale procedures tot nu toe niets kon ondernemen. Gastoptreden van Joseph Campanella, Bruce Davison, Ed Lauter en Charlene Tilton |             |                                  |                      |                                                   |                   |  |
| 67 | 21          | The Days Dwindle Down            | Michael Lynch        | Philip Gerson                                     | 19 april 1987     |  |
| Jessica verblijft in een hotel waar ze wordt aangesproken door kantinemedewerkster Georgia Wilson. Haar man Sam komt weldra vrij uit de gevangenis. Hij werd dertig jaar eerder schuldig bevonden aan de moord op zijn werkgever Richard Jarvis. Volgens het proces zou Sam destijds roofmoord op zijn baas hebben gepleegd. In werkelijkheid zou zijn baas hem 10 000 Amerikaanse dollar hebben gegeven en daarop zelfmoord hebben gepleegd omdat de zaak failliet was. Jessica start een onderzoek. Er wordt een mislukte aanslag op haar gepleegd. Uit dit onderzoek leidt men af dat deze kogel uit dezelfde revolver komt als degene waarbij het schot kwam uit dezelfde revolver als waar Richard mee werd vermoord/zelfmoord pleegde. |             |                                  |                      |                                                   |                   |  |
| 68 | 22          | Murder, She Spoke                | Anthony Shaw         | Si Rose                                           | 10 mei 1987       |  |
| Op vraag van regisseur Randy Witworth spreekt Jessica een van haar boeken in op magneetband zodat blinde mensen ook van haar werk kunnen genieten. Tijdens de opname is een stroomstoring waarin Randy wordt vermoord met een mes in zijn rug. Producer Greg Dalton wordt al snel als verdachte aanzien: hij werd destijds blind nadat Randy hem met de wagen aanreed. |             |                                  |                      |                                                   |                   |  |

## Seizoen 4
| Nr. serie | Nr. seizoen | Titel van aflevering                                | Regisseur            | Schrijver                                     | Uitzenddatum      |  |
| --- | ----------- | --------------------------------------------------- | -------------------- | --------------------------------------------- | ----------------- |  |
| 69 | 1           | A Fashionable Way to Die                            | Nick Havinga         | Donald Ross                                   | 20 september 1987 |  |
| Jessica reist naar Parijs om de modeshow bij te wonen van haar vriendin Eva Taylor. Omdat Eva niet voldoende geld had om deze show te financieren, heeft ze 50% van het budget geleend bij Maxim Soury. Wanneer Maxim vermoord wordt gevonden, leiden de sporen naar Eva. Jessica en de Franse inspecteur Panassie achterhalen dat Maxim veel vertoefde in de pornografische wereld. Verder had hij een buitenechtelijke affaire met Valerie Bechet wiens dochter het model Kim is. Jessica vindt het verdacht dat twee kamermeisjes het schot op een ander tijdstip hebben gehoord en dat er tijdens de modeshow twee modellen beslisten om hun te tonen kledij met elkaar te wisselen waarbij ook een handtas verloren ging. |             |                                                     |                      |                                               |                   |  |
| 70 | 2           | When Thieves Fall Out                               | Seymour Robbie       | Arthur David Weingarten                       | 27 september 1987 |  |
| Andrew Durbin vraagt Jessica om een moordzaak van twintig jaar eerder te onderzoeken. Als student liftte Andrew met een onbekende man die in een dure sportwagen reed. De wagen crashte waarbij de bestuurder zwaargewond werd. Andrew ging hulp halen, maar bij terugkomt was de bestuurder overleden. Verder onderzoekt toont ook aan dat er 100.000 Amerikaanse dollar aan bearer bonds zoek is. |             |                                                     |                      |                                               |                   |  |
| 71 | 3           | Witness for the Defense                             | Seymour Robbie       | Robert E. Swanson                             | 4 oktober 1987    |  |
| Op vraag van auteur Jim Harlan reist Jessica naar Quebec. Jim wordt verdacht op de moord van zijn vrouw Patricia. Patricia kwam om toen hun huis afbrandde, maar onderzoek duidt aan dat Patricia werd vermoord nog voordat de brand startte. Jim geeft toe dat zijn huwelijk over was en dat hij regelmatig zware ruzies met Patricia had, maar hij heeft een alibi: op het ogenblik van de feiten verblijf hij met zijn nieuwe vriendin in een motel. Die vriendin blijkt nu van de aardbol verdwenen. Jessica gelooft Jim en start haar eigen onderzoek. |             |                                                     |                      |                                               |                   |  |
| 72 | 4           | Old Habits Die Hard                                 | John Llewellyn Moxey | Chris Manheim                                 | 11 oktober 1987   |  |
| Jessica gaat op bezoek in het klooster van abdis Claire. Het klooster fungeert ook als meisjesschool en weeshuis. Mike Phelps is verloofd met Sarah die plotseling beslist om in te treden in het klooster. Een privédetective zoekt informatie op in het archief over de dood van een kloosterlinge zo'n vijftien jaar eerder. Tijdens dit alles wordt zuster Emily dood aangetroffen: volgens haar afscheidsbrief nam ze een overdosis pillen. Jessica merkt op dat de pillen die Emily nam nooit de doodsoorzaak kunnen zijn en dat de zuster bijgevolg werd vermoord. Emily's brief leidt wel naar heel wat andere geheimen waaronder een geheime spoorweg die onlangs werd heropend. |             |                                                     |                      |                                               |                   |  |
| 73 | 5           | The Way to Dusty Death                              | Nick Havinga         | Philip Gerson                                 | 25 oktober 1987   |  |
| Als leden van de raad van bestuur van Barnett Industries zijn Jessica, Morgan McCormack en Tom Dutton op bezoek bij vicepresident Duncan Barnett. Ook zakenman Bruce Osborne, die al jaren Barnett Industries tracht over te kopen, is aanwezig. Iedereen is enigszins verbaasd dat Duncan niet zijn ontslag aankondigt, maar wel dat hij vicepresident zal blijven. Niet veel later wordt Duncan geëlektrocuteerd in bad gevonden: de televisie is in het badwater gevallen. Verder onderzoek toont aan dat de vriendin van Bruce in werkelijkheid een spionne is van Duncan. Bruce biecht op dat hij Duncan trachtte te vermoorden, maar dat zijn poging mislukte. Er moet dus een andere moordenaar zijn. |             |                                                     |                      |                                               |                   |  |
| 74 | 6           | It Runs in the Family                               | Walter Grauman       | Peter S. Fischer                              | 1 november 1987   |  |
| Emma MacGill, een nicht van Jessica die als twee druppels water op haar lijkt, wordt uitgenodigd door Geoffrey Constable. Hij is een oorlogsveteraan die veertig jaar eerder een relatie had met Emma. Omwille van een gearrangeerd huwelijk moest hij trouwen met iemand waarvan hij niet hield. Deze vrouw is nu dood. Geoffrey wil nu zijn relatie met Emma terug oppikken en wil haar een groot deel van zijn erfenis schenken. Zijn familie is daar uiteraard niet mee akkoord. Voordat hij zijn testament kan aanpassen, sterft hij ten gevolge van een strychnine-vergiftiging. |             |                                                     |                      |                                               |                   |  |
| 75 | 7           | If It's Thursday, It Must Be Beverly                | Peter Crane          | Wendy Graf & Lisa Storsky                     | 8 november 1987   |  |
| Omdat hulpagent Jonathan Martin niet op zijn werk opdaagt, gaat sheriff Amos Tupper naar diens huis. Daar treft hij het dode lichaam aan van Jonathans vrouw. Ze werd neergeschoten met het dienstwapen van Jonathan. Jessica gelooft niet dat het zelfmoord betreft: er is geen afscheidsbrief en er zijn diverse medicijnen die dodelijk zijn bij overdosis. Jonathan wordt gevonden en heeft een alibi: hij moest de kat van de rijke weduwe Eve Simpson uit de boom halen. Al snel blijkt dit niet de juiste reden te zijn: Jonathan heeft een seksuele relatie met haar en zij blijkt niet de enige te zijn. |             |                                                     |                      |                                               |                   |  |
| 76 | 8           | Steal Me a Story                                    | John Llewellyn Moxey | Peter S. Fischer                              | 15 november 1987  |  |
| Avery Stone, een tv-producer, heeft een plot gestolen van een aankomend boek van Jessica. Hij vraagt zijn medewerkster Gayle om aan de hand van dat plot een script te schrijven voor de televisieserie Danger Doctor. Gayle weigert in licht Jessica in over het plagiaat. Daarop stelt Jessica voor om met Gayle een alternatief verhaal te schrijven. Nadat een coproducent van de betreffende serie omkomt door een bompakket dat hij ontving, gaat Jessica op zoek naar de moordenaar. |             |                                                     |                      |                                               |                   |  |
| 77 | 9           | Trouble in Eden                                     | Nick Havinga         | Teleplay by: John D.F. Black & Paul Savage    | 22 november 1987  |  |
| Jessica heeft een lunch met haar vriendin Mary Rose Welch. Mary vertelt haar over het bizarre overlijden van haar zus Charlotte te meer omdat zij de dag na haar dood al werd gecremeerd. Charlotte baatte een hotel uit in het (fictieve) dorpje Eden in de Amerikaanse staat Oregon. Wanneer Mary het restaurant verlaat, wordt ze aangereden door een auto die vluchtmisdrijf pleegt. Mary belandt daardoor in het ziekenhuis met een gebroken been. Jessica is er zeker van dat dit een moordaanslag was en reist naar Eden. Daar doet ze zich voor als zijnde Mary. De hotelmeid was op de dag van het overlijden niet aanwezig, maar ze volgt de redenering van de politie, dokter en de lokale pastoor: Charlotte stierf aan een hartaanval. Jessica is sceptisch omdat er een aantal waardevolle papieren - waaronder ook het testament van Carlotte - verdwenen zijn. Verder willen de politie, de dokter en die lokale pastoor niet veel zeggen over de zaak Charlotte. Jessica beslist om te blijven tot wanneer de zaak is uitgespit. Ze verdenkt zakenman C.J. Jobs van afpersing omdat hij het betreffende hotel in handen wou krijgen, maar Charlotte hiervan niet wilde weten. |             |                                                     |                      |                                               |                   |  |
| 78 | 10          | Indian Giver                                        | Walter Grauman       | Gerald K. Siegel                              | 29 november 1987  |  |
| Tijdens de jaarlijkse viering van het dorpje Cabot Cave duikt een Algonquin-indiaan op die een akte heeft waaruit blijkt dat hij de eigenaar is van het landgoed waar Cabot Cave op is gebouwd. Nu wil hij dat de inwoners hem regelmatig huurgeld betalen voor het gebruik van zijn grond. Addison Langley startte net in Cabot Cave een groot bouwproject en het komt al snel tot een ruzie tussen hem en de indiaan. Wanneer Addison vermoord wordt teruggevonden met een Algonquin-speer in zijn lichaam wordt de indiaan hoofdverdachte. Jessica is van mening dat er sprak is van een complot en Addison niet door de indiaan werd vermoord. |             |                                                     |                      |                                               |                   |  |
| 79 | 11          | Doom With a View                                    | Walter Grauman       | Kenneth Alan Berg                             | 13 december 1987  |  |
| Jessica is in New York op bezoek bij haar neef Grady. Omdat diens appartement wordt gedesinfecteerd, nemen ze hun intrek in een hotel. Dat hotel wordt uitgebaat door Garret Harper, een voormalige schoolvriend van Grady. Garret is getrouwd met de oudere Cornelai Montaigne Harper, maar heeft een affaire met Sandra Clemons. Wanneer Sandra dood wordt gevonden, leidden de sporen naar Garret, maar Jessica denkt er anders over. |             |                                                     |                      |                                               |                   |  |
| 80 | 12          | Who Threw the Barbitals in Mrs. Fletcher's Chowder? | John Llewellyn Moxey | Robert Van Scoyk                              | 3 januari 1988    |  |
| Winner Tupper, een zus van sheriff Amos, duikt op in Cabot Cove nadat ze haar bazige man Elmo Banner heeft verlaten. Jessica vangt haar op. Niet veel later arriveren Elmo en zijn gehele familie in Cabot Cove. Jessica organiseert een verzoeningsgesprek waarbij ze chowder serveert. De chowder is vergiftigd waardoor iedereen na de maaltijd in slaap valt. In dat tijdbestek wordt Elmo vermoord. |             |                                                     |                      |                                               |                   |  |
| 81 | 13          | Harbinger of Death                                  | Anthony Shaw         | R. Barker Price                               | 24 januari 1988   |  |
| Jessica gaat op bezoek bij haar nicht Carrie en diens man Leonard. Leonard is een astronoom die al zijn tijd besteed aan het vinden van een komeet. Leonard heeft een dispuut met zijn werkgever over een nieuw contract met defensie. Nadat Drake Eaton, van de tegenpartij, wordt vermoord en men ontdekt dat de telescoop van Leonard op het huis van Drake stond gericht, is Leonard de hoofdverdachte. Politieman Kettler wordt aangesteld om de zaak te onderzoeken, maar hij besteedt meer aandacht aan Jessica om het misdaadboek dat zijn vrouw schreef te promoten bij haar uitgever. |             |                                                     |                      |                                               |                   |  |
| 82 | 14          | Curse of the Daanau                                 | Walter Grauman       | Chris Manheim                                 | 7 februari 1988   |  |
| Jessica is op bezoek bij Seth Hazzlet en overtuigt hem om contact te zoeken met zijn vervreemde broer Richard met wie hij al dertig jaar niet meer spreekt. Richard is onlangs hertrouwd met de veel jongere Alice, iets wat niet goed werd onthaald bij de andere familieleden. De dag na het bezoek wordt Richard vermoord gevonden en zowat iedereen is een potentieel verdachte. |             |                                                     |                      |                                               |                   |  |
| 83 | 15          | Mourning Among the Wisterias                        | Walter Grauman       | Scott Anderson                                | 14 februari 1988  |  |
| Eugene McClenden nodigt Jessica bij hem thuis uit om zijn laatste toneelstuk te lezen. Eugene vraagt haar prompt ten huwelijk: hij heeft hoogstens zes maanden te leven en wil dat het stuk wordt gespeeld zoals hij het geschreven heeft. Als Jessica zijn vrouw wordt, kan zij daar op toezien. Die nacht hoort men een schot: Eugene staat met een revolver naast het dode lichaam van zijn investeringsadviseur Jonahtan Keeler. |             |                                                     |                      |                                               |                   |  |
| 84 | 16          | Murder Through the Looking Glass                    | Seymour Robbie       | Robert Van Scoyk                              | 21 februari 1988  |  |
| Jessica is getuige van een auto-ongeval. De bestuurder heeft een hartinfarct en wil dat zij een priester zoekt. Hij vertrouwt haar ook toe dat hij zonet Carl Cosgrove heeft vermoord. Enkele ogenblikken later sterft de man. De politie start een onderzoek, maar Carl Cosgrove blijkt nog te leven en verblijft in zijn goed bewaakt huis. Jessica wil uitspitten wat de bestuurder dan wel bedoelde. Uiteindelijk vindt men het lijk van Carl Cosgrove, maar dan rijst de vraag wie de persoon is die zich uitgeeft als Cosgrove. |             |                                                     |                      |                                               |                   |  |
| 85 | 17          | A Very Good Year for Murder                         | Walter Grauman       | Peter S. Fischer                              | 28 februari 1988  |  |
| Jessica gaat op bezoek bij Salvatore Gambini, een Italiaanse patriarch die een goed renderend wijnbedrijf heeft. Salvatore vreest voor de toekomst van het bedrijf: enkel zijn zoon Marco heeft interesse in het bedrijf. Om het tegendeel te bewijzen gaat zijn andere zoon, Tony, op zakenreis. Salvatore zijn ene kleinzoon is gokverslaafd en heeft grote schulden bij dubieuze mensen, de andere heeft enkel oog voor een carrière in American football. Zijn kleindochter heeft regelmatig een andere liefde, ditmaal met Kyle, maar ook dit zijn steeds mannen met een duistere achtergrond. Nadat een mislukte aanslag wordt gepleegd op Tony komt het onderzoek in handen van agent Thaddius. Niet veel later wordt Kyle vermoord. Thaddius achterhaalt dat hij lid is van een maffiabende. |             |                                                     |                      |                                               |                   |  |
| 86 | 18          | Benedict Arnold Slipped Here                        | Seymour Robbie       | Teleplay by: Robert Van Scoyk                 | 13 maart 1988     |  |
| Tilly Adams is gestorven. Jessica en Seth Hazlett werden vooraf door haar gekozen om een openbare verkoop te houden van haar huis en spullen. Heel wat mensen hebben interesse in het pand en de dure antiquiteiten waaronder Benny Tibbles en zijn broer Wilton. Een excentrieke Engelsman, Alastair Andrews, wil het huis zelfs afbreken en terug opbouwen in Engeland. Wanneer Benny Tibbles vermoord wordt gevonden, start Jessica een onderzoek. Al snel blijken heel wat personen een motief te hebben. |             |                                                     |                      |                                               |                   |  |
| 87 | 19          | Just Another Fish Story                             | Walter Grauman       | Philip Gerson                                 | 27 maart 1988     |  |
| Jessica reist naar New York om haar neef Grady te feliciteren met zijn verloving met Donna Mayberry. Verder bezoekt ze het restaurant waarin ze heeft geïnvesteerd, maar ondervindt al snel dat de eigenaar onbeschoft is. Wanneer deze eigenaar wordt vermoord, start Jessica een onderzoek. |             |                                                     |                      |                                               |                   |  |
| 88 | 20          | Showdown in Saskatchewan                            | Vincent McEveety     | Dick Nelson                                   | 10 april 1988     |  |
| Op vraag van haar tante Louise gaat Jessica naar Saskatchewan om haar nicht Jill Morton te bezoeken. Jill heeft een relatie met de knappe cowboy Marty Reed. Marty doet aan rodeorijden. Nadat Luke Purdue door een stier wordt aangevallen, wordt hij verzorgd door dokter Schaeffer. Bij dit incident loopt Marty een hersenschudding op. Die nacht wordt dokter Schaeffer vermoord met arseen. Zijn vrouw lijkt het niet erg te vinden dat hij dood is: Schaeffer had veel vijanden, zat tien jaar in de gevangenis, … Na contact met de directeur van de gevangenis, heeft Jessica een vermoeden wie en waarom Schaeffer werd vermoord. |             |                                                     |                      |                                               |                   |  |
| 88 | 21          | Deadpan                                             | E.W. Swackhamer      | Teleplay by: Maryanne Kasica & Michael Scheff | 1 mei 1988        |  |
| Jessica gaat naar de Broadway-voorstelling Mainely Murder. Dit toneelstuk is gebaseerd op een van haar boeken en werd geschreven door Walter Knapf, een oud-student van Jessica. Criticus Elliot Easterbrook breekt het stuk af op alle gebied. Een andere criticus, Danny O'Mara, is dan weer zeer positief, maar in zijn recensie valt hij Easterbrook persoonlijk aan. Wanneer O'Mara dood wordt gevonden, staat Easterbrook naast het lijk met een revolver in zijn hand. Voor de politie lijkt de zaak snel afgehandeld, maar uit een autopsie blijkt dat O'Mara al enkele uren dood was. Daarbij komt dat in dat tijdbestek Easterbrook een opname had voor een televisieprogramma. |             |                                                     |                      |                                               |                   |  |
| 89 | 22          | The Body Politic                                    | Anthony Shaw         | Donald Ross                                   | 8 mei 1988        |  |
| Jessica wordt door haar vriendin Kathleen Lane gevraagd om haar toespraken te schrijven naar aanleiding van haar kandidatuur voor de senaat. Haar campagne loopt goed tot wanneer journalist Edmund Hall in de krant een artikel met foto's plaatst waaruit duidelijk blijkt dat Kathleen een affaire heeft met haar manager Bud Johnson. Bud Johnson pleegt daarop zelfmoord door van zijn hotelbalkon te springen. Jessica start haar eigen onderzoek en komt tot de conclusie dat Bud wellicht van het balkon werd geduwd en er dus sprake is van moord. |             |                                                     |                      |                                               |                   |  |

## Seizoen 5
| Nr. serie | Nr. seizoen | Titel van aflevering                | Regisseur            | Schrijver                             | Uitzenddatum     |  |
| --- | ----------- | ----------------------------------- | -------------------- | ------------------------------------- | ---------------- |  |
| 90 | 1           | J.B. as in Jailbird                 | Anthony Shaw         | Robert E. Swanson                     | 23 oktober 1988  |  |
| Getuigen verklaren dat Jessica op de luchthaven een Bulgaarse consul heeft neergeschoten. Vandaar dat ze wordt opgepakt en in de gevangenis belandt. Haar neef Grady komt haar bezoeken, maar ontkent dat zij een tante van hem is. Dit was op vraag van geheim agent Michael Hagarty, tevens een vriend van Jessica. Michael en Grady gaan op zoek naar de werkelijke moordenaar. Ook Jessica tracht vanuit haar cel klaarheid te brengen in deze zaak. |             |                                     |                      |                                       |                  |  |
| 91 | 2           | A Little Night Work                 | Walter Grauman       | Peter S. Fischer                      | 30 oktober 1988  |  |
| Jessica gaat naar een politiek getint benefiet waar ze plots verneemt dat Theo Wexler het bedrijf van haar uitgever Jonathan Reed heeft overgenomen. Daarop krijgt Jessica veel aanvragen van andere uitgevers - waaronder Axel Weinguard - om haar werk via hun op de markt te brengen. Wanneer Axel vermoord wordt gevonden, is hotelbediende Andy Broom de hoofdverdachte omdat hij kort ervoor de roomservice deed. Angela is verbaasd wanneer een van de andere aanwezigen - Dennis Stanton - plots op haar hotelbalkon staat. Het is duidelijk dat hij van de bovenliggende kamer komt waar Weinguard werd gevonden. Dennis verklaart dat hij niets met de moord heeft te maken: hij is een juwelendief die enkel sieraden steelt die verzekerd zijn via een verzekeringsmaatschappij die eigendom is van Weinguard. Verder was Weinguard van plan om niet langer een investeerder te zijn van een groot immobiliënkantoor.                                |             |                                     |                      |                                       |                  |  |
| 92 | 3           | Mr. Penroy's Vacation               | Anthony Shaw         | Robert Swanson                        | 6 november 1988  |  |
| Morris Penroy leeft sinds een goed jaar bij zijn twee ongetrouwde zussen in Cabot Cove. Wanneer zijn begraven lichaam in een appelboomgaard wordt gevonden, zijn zijn zussen onmiddellijk verdacht. Het verhaal krijgt een wending wanneer een verzekeringsondernemer arriveert die Penroy wil ondervragen over een diefstal van 5 miljoen Amerikaanse dollar bij zijn voormalige werkgever. Hierdoor worden de zussen nog meer verdacht. Wanneer een tweede lichaam in de boomgaard wordt gevonden, is Jessica er zeker van dat de zussen onschuldig zijn. |             |                                     |                      |                                       |                  |  |
| 93 | 4           | Snow White, Blood Red               | Vincent McEveety     | Peter S. Fischer                      | 13 november 1988 |  |
| Jessica is op skireis. In het hotel verblijven ook professionele skiërs die een selectieproef doen voor het US World Cup-team. Omwille van een sneeuwstorm kan er momenteel niet worden geskied. Topatleet Gunnar Tilstrom wordt vermoord met een kruisboog. Hij had naast veel professionele rivalen ook veel vijanden. Gunnar was een vrouwenverleider die relaties had met heel wat vrouwen, waaronder deze van de uitbater van het betreffende hotel. Verder had Gunnar ruzie met zijn trainer en Pamela Leeds. Pamela had met Gunnar een contract om reclame te maken voor haar producten, maar hij stelt plots veel hogere eisen. Daarom gaat Pamela met haar aanbod naar Larry McIver die enkele uren later ook dood wordt gevonden met een kruisboogpijl in zijn lichaam. |             |                                     |                      |                                       |                  |  |
| 94 | 5           | Coal Miner's Slaughter              | Walter Grauman       | Chris Manheim                         | 20 november 1988 |  |
| Jessica krijgt bericht van haar oud-studente Molly Conners. Zij doet onderzoek naar een mijnexplosie in West-Virginia waarin haar vader stierf. Ze zit nu in de cel omdat ze de mijn binnendrong zonder toelating en vraagt aan Jessica of zij haar borgsom kan betalen. Jessica reist af naar het betreffende stadje en achterhaalt dat mijnuitbater Tyler Morgan het hele stadje onder zijn controle heeft. Verder heeft hij een affaire met een andere vrouw, zijn de werkomstandigheden in de mijn ondermaats en vindt zijn eigen zoon dat Tyler beter dood zou zijn. Wanneer Tyler met een revolver wordt neergeschoten, wordt Molly nogmaals opgepakt omdat het moordwapen in haar auto werd gevonden. |             |                                     |                      |                                       |                  |  |
| 95 | 6           | Wearing of the Green                | Seymour Robbie       | Peter S. Fischer                      | 27 november 1988 |  |
| In het hotel waar Jessica verblijft, wordt een diadeem van onschatbare waarde gestolen. De eigenaar van het sieraad werd tijdens de diefstal vermoord. Een voormalige actrice en een nieuwsreporter worden verdacht van dit misdrijf. |             |                                     |                      |                                       |                  |  |
| 96 | 7           | The Last Flight of the Dixie Damsel | Vincent McEveety     | Peter S. Fischer                      | 18 december 1988 |  |
| Jessica's overleden man Frank was soldaat in de oorlog tegen Korea. Toen hun gevechtsvliegtuig werd geraakt, sprongen de inzittenden met een parachute uit het vliegtuig op één persoon na. Degenen die sprongen, overleefden. Het betreffende vliegtuig werd nu gevonden en er wordt door het leger een plechtigheid georganiseerd. In het vliegtuig werden de restanten gevonden van de soldaat die niet sprong. Uit onderzoek blijkt dat deze werd vermoord door een van de andere inzittenden. Op de dag van vandaag zijn die andere soldaten nog in leven, op Frank na. Majoor Kevin Cooper ondervraagt deze overlevenden met een leugendetector. Omdat iedereen deze test passeert, is men er zeker van dat Frank de moord pleegde. Jessica betwijfelt dit en gaat op onderzoek. Ze komt tot de conclusie dat er in het vliegtuig een verstekeling zat. |             |                                     |                      |                                       |                  |  |
| 97 | 8           | Prediction: Murder                  | Walter Grauman       | Richard Stanley & Ralph Mayering, Jr. | 1 januari 1989   |  |
| Jessica brengt een bezoek aan Lee Goddard, een bevriende makelaar die in Arizona een ranch heeft. Zijn zoon Del is getrouwd met Jill. Jill gelooft in het paranormale en buitenzintuiglijke waarnemingen. Als verrassing nodigt Del de mentalist Francesco uit. Francesco doet enkele niet-rooskleurige voorspellingen over het lot van Jill. Wanneer twee van die voorspellingen uitkomen, zit de schrik er bij Jill goed in. Ook een derde voorspelling komt uit: Del krijgt telefoon dat Jill werd ontvoerd en het losgeld 1 miljoen Amerikaanse dollar bedraagt. Lee betaalt dit losgeld. Het laatste wat men van Jill verneemt, is een telefoontje met de melding dat ze werd vrijgelaten. Haar lijk wordt gevonden in een ravijn waar ze met haar auto crashte. Volgens roddels zou Del dit alles opgezet hebben omdat zijn huwelijk met Jill op de klippen was gelopen en zij weigerde om te scheiden. Jessica is van mening dat de waarheid elders ligt. |             |                                     |                      |                                       |                  |  |
| 98 | 9           | vSomething Borrowed, Someone Blue   | John Llewellyn Moxey | Philip Gerson                         | 8 januari 1989   |  |
| Jessica gaat naar het trouwfeest van haar neef Grady en Donna Mayberra. Donna's ouders zijn niet onder de indruk van Grady en vinden dat hun dochter beter verdient. Haar vader Franklin is een tiran en controlefreak en haar moeder Maisie heeft enkel oog voor haar eigen sociale status. Daarbij komt dat Donna's oom Ben de gasten afschuimt om hem geld te lenen. Wanneer kokkin Harriet vermoord wordt gevonden - neergestoken met een vleestemperatuurmeter - stelt Jessica voor om in alle stilte een onderzoek in te stellen zonder dat de gasten merken dat er een moord werd gepleegd. |             |                                     |                      |                                       |                  |  |
| 99 | 10          | Weave a Tangled Web                 | Seymour Robbie       | Robert Swanson                        | 15 januari 1989  |  |
| Gokker en vrouwenversieder Eric Bowman wordt met een mes in zijn hart gevonden in een goedkoop motel. Naast het lichaam liggen de autosleutels van een zekere Vivian Proctor. Verder zat Eric in een scheiding met zijn vrouw Margo. Enige tijd later wordt Jessica uitgenodigd op een benefiet. De organisator stelt Jessica voor aan zijn vrouw: Vivian Procter. Jessica ondervraagt de dame: ze erkent dat ze een affaire had met Eric, maar dat ze niets weet over de moord. Jessica licht de politie in dewelke een onderzoek start. Vivians man Ralph wordt verdacht van de moord nadat het moordwapen in zijn auto wordt gevonden. |             |                                     |                      |                                       |                  |  |
| 100 | 11          | The Search for Peter Kerry          | Walter Grauman       | Peter S. Fischer                      | 5 februari 1989  |  |
| Multimiljonair Andrew Kerry is al twintig jaar op zoek naar zijn vermiste zoon Peter, een componist. Op een benefiet ontmoet Jessica Danny Schubert, hij was een klasgenoot van Peter. Wanneer pianist Rick Barton een nummer speelt, herkent Danny hierin het werk van Peter. Bizar detail is dat dat bewuste werk nooit werd uitgegeven. Jessica ondervraagt Danny. Hij had twintig jaar eerder een auto-ongeluk en herinnert zicht niets van voor die periode. Deze Danny zou in werkelijkheid weleens Peter kunnen zijn, dus brengt Jessica hem bij Andrew. Indien blijkt dat dit inderdaad Peter is, ontvangt Danny 250.000 Amerikaanse dollar. Nadat Danny vermoord wordt gevonden, is Rick de hoofdverdachte. |             |                                     |                      |                                       |                  |  |
| 101 | 12          | Smooth Operators                    | Anthony Shaw         | Gerald K. Siegel                      | 12 februari 1989 |  |
| Jessica brengt een bezoek aan Tim Hanratty van de politie van New York. Hij is bezig met een onderzoek naar de dood van de dakloze John Doe. Onderzoek toont aan dat hij in werkelijkheid Elliot Winston is, een ex-alcoholverslaafde. Hij werkte in een prestigieus medisch centrum en deed thuis gelijkaardig onderzoek. Jessica infiltreert in het medisch centrum als een potentiële rijke investeerder. |             |                                     |                      |                                       |                  |  |
| 102 | 13          | Fire Burn, Cauldron Bubble          | John Llewellyn Moxey | Tom Sawyer                            | 19 februari 1989 |  |
| Dokter Seth Hazlett is getuige van een heksenritueel uitgevoerd door een jonge vrouw. Al snel gaat het gerucht dat de vrouw de geest is van Patience Terhune, een heks die driehonderd jaar eerder werd verbrand. Door de media-aandacht krijgt Mildred Terhune, een afstammeling van Patience, de pers over de vloer. Alles lijkt berust te zijn op een stunt: niet veel later arriveert schrijver Gordon Fairchild. Hij heeft een boek geschreven over hekserij waar Patience een hoofdrol in speelt. Plots daagt Irene Terhune op: ze is een zus van Patience die op haar negende levensjaar spoorloos verdween. Seth herkent in haar de heks die hij zag. Wanneer Irene vermoord wordt gevonden, start Jessica een zoektocht. Al snelt achterhaalt ze dat "Irene" een ingehuurde actrice is. |             |                                     |                      |                                       |                  |  |
| 103 | 14          | From Russia...with Blood            | Vincent McEveety     | Donald Ross                           | 26 februari 1989 |  |
| Jessica neemt deel aan een internationale auteursbijeenkomst in Moskou. Tijdens een gala tracht een ober haar handtas te stelen. Wat Jessica niet wist, is dat de Russische schrijver Sergei Chaloff een microfilm in de handtas had verstopt. De ober wordt even later neergeschoten. Jessica is van mening dat de ober werd vermoord omdat hij de waarheid wist voor wie de microfilm bedoeld was en wat er op stond. |             |                                     |                      |                                       |                  |  |
| 104 | 15          | Alma Murder                         | Anthony Shaw         | Chris Manheim                         | 12 maart 1989    |  |
| Jessica wordt opgebeld door een van haar voormalige medestudenten. Professor Leon Walker heeft een moord bekend op een van zijn studentes. Jessica reist onmiddellijk af naar haar voormalige school en heeft een gesprek met Leon. Ze komt tot de conclusie dat het verhaal van Leon tegenstrijdigheden bevat en hij iemand beschermt. Haar gevoel is terecht: niet veel later biecht een andere presoon de moord op, maar ook in zijn verhaal zitten hiaten. |             |                                     |                      |                                       |                  |  |
| 105 | 16          | Truck Stop                          | Vincent McEveety     | Philip Gerson                         | 2 april 1989     |  |
| Jessica reist met haar bevriende schrijver Walter Murray van Las Vegas naar Los Angeles. Ze overnachten op de parking van een wegrestaurant waar Vera Gerakaris werkt. De volgende ochtend zijn Walter, Vera's man Peter en mechanicus Roscie dood. Sheriff Tugman vindt in de bezittingen van Walter een cassettebandje waarop hij biecht deze moorden te hebben gepleegd. Jessica heeft een andere mening wat wordt bevestigd na forensisch onderzoek. |             |                                     |                      |                                       |                  |  |
| 106 | 17          | The Sins of Castle Cove             | John Llewellyn Moxey | Robert Van Scoyk                      | 9 april 1989     |  |
| Een voormalige studente van Jessica heeft haar eerste boek uitgebracht. Het is een fictief moordverhaal dat zich afspeelt in Cabot Cove waarbij elke gelijkenis op bestaande personen of feiten puur toeval is. In Cabot Cove is er een stormloop om het boek in huis te halen. Al snel blijkt dat er in Cabot Cove mensen wonen met eenzelfde naam als de personages in het boek. Wanneer er een moord gebeurt op een identieke wijze als in het boek, start Jessica een onderzoek en dient ze mensen in te lichten een onderscheid te maken tussen fictie en werkelijkheid. |             |                                     |                      |                                       |                  |  |
| 107 | 18          | Trevor Hudson's Legacy              | Walter Grauman       | Teleplay: Paul Savage                 | 16 april 1989    |  |
| Jessica reist naar Montana: een Amerikaans postbedrijf heeft een zegel ontworpen met daarop de afbeelding van de beroemde schrijver Trevor Hudson die onlangs overleed. Bob Jarrett wordt belast met de taak om Bob zijn laatste boek The Valley Beyond na te lezen en uit te brengen. Echter, het manuscript van meer dan 400 bladzijden blijkt niet te bestaan: er zijn enkel wat notulen. Bob moet daarom het werk zelf schrijven op basis van die nota's. Hij wil de waarheid aan het licht brengen, maar dat wordt hem door de nabestaanden verboden omwille van het schandaal. Wanneer Bob wordt vermoord, is de dader volgens de politie een doorreiziger in wiens auto het script van Bob werd gevonden, maar Jessica betwijfelt dit. |             |                                     |                      |                                       |                  |  |
| 108 | 19          | Double Exposure                     | Anthony Shaw         | Robert Swanson                        | 30 april 1989    |  |
| Jessica loopt in Boston op een voormalige dorpsgenoot. Hij ontkent dit. Dit zou ook vreemd zijn, want John stierf onlangs aan hartfalen en werd begraven. Dit wordt bevestigd door zijn vrouw Maude en haar broer Adam. Jessica gaat samen met politieman Harry McGraw op zoek wie de man is die zij ontmoette. Dit blijkt John Wilson te zijn. Jessica is van mening dat de man wel degelijk haar voormalige dorpsgenoot is en start met Harry McGraw een onderzoek waarom zijn dood in scène werd gezet. |             |                                     |                      |                                       |                  |  |
| 109 | 20          | Three Strikes, You're Out           | Seymour Robbie       | Donald Ross                           | 4 mei 1989       |  |
| Johnny Eaton, een neef van Jessica, en zijn kameraad Charley Hocomb zijn lid geworden van een baseballteam ergens in Arizona. Charley heeft een afspraakje met sportreporter Loretta Lee die later vermoord wordt gevonden. De politie denkt eerst aan een inbreker, maar arresteert uiteindelijk Charley omdat hij een valse identiteitskaart heeft en dus niet is wie hij beweert te zijn. Jessica reist af naar Arizona om de onschuld van Charley te bewijzen. |             |                                     |                      |                                       |                  |  |
| 110 | 21          | Mirror, Mirror on the Wall: Part 1  | Walter Grauman       | Peter S. Fischer                      | 14 mei 1989      |  |
| Het werk van Eudora McVeigh, een auteur van misdaadromans, valt uit de top tien van best verkochte auteurs. Haar uitgever wil de samenwerking met haar dan ook stoppen. De reden van dit alles is Jessica Fletcher. Haar boeken zorgden er voor dat Euroda uit de top tien viel. Eudora brengt Jessica een bezoek, drogeert haar en doorleest haar het laatste, onuitgegeven werk. Tijdens haar verblijf wordt het lichaam van een politieman uit New York in Cabot Cove van een klif gegooid. In zijn portefeuille zit het adreskaartje van Eudora. |             |                                     |                      |                                       |                  |  |
| 111 | 22          | Mirror, Mirror on the Wall: Part 2  | Walter Grauman       | Peter S. Fischer                      | 21 mei 1989      |  |
| De politie van Cabot Cove achterhaalt dat de vermoorde man de echtgenoot van Eudora - Hank Shipton - schaduwde. Hank had een buitenechtelijke relatie met de rijke Lisa. |             |                                     |                      |                                       |                  |  |

## Seizoen 6
| Nr. serie | Nr. seizoen | Titel van aflevering                        | Regisseur            | Schrijver                       | Uitzenddatum      |  |
| --- | ----------- | ------------------------------------------- | -------------------- | ------------------------------- | ----------------- |  |
| 112 | 1           | Appointment in Athens                       | Vincent McEveety     | Tom Sawyer                      | 24 september 1989 |  |
| Jessica ontmoet in Parijs haar vriend Michael Hagarty. Hij werkt als geheim agent bij MI6. Zijn naaste collega Laddie Fairchild werd door een Griekse bende ontvoert en er wordt 14 miljoen Amerikaanse dollar losgeld geëist. Omdat MI6 niet wil ingaan op deze eis, heeft Michael een eigen reddingsplan opgezet waarbij hij enkele acteurs heeft ingehuurd. Omdat een van de actrices niet is komen opdagen, moet Jessica ongewild doorgaan als zijnde de rijke zus van Laddie die het losgeld wil betalen. Wanneer actrice Pamela Drake - tevens de vrouw van Michael - wordt vermoord in een hotelkamer, start Jessica haar moordonderzoek. |             |                                             |                      |                                 |                   |  |
| 113 | 2           | Seal of the Confessional                    | Vincent McEveety     | Teleplay by: Lynne Kelsey       | 1 oktober 1989    |  |
| Omdat priester Molley op reis is, wordt hij vervangen door Donald Barnes. Kelly Barret komt biechten: ze beweert een man te hebben gedood. Barnes raadt haar aan om naar de politie te gaan waarop de dame vlucht. Wanneer op het strand het lijk van Kelly's schoonvader Evan West wordt gevonden en Eddie Frayne wordt opgepakt omdat hij in bezit is van het zakmes van Evan, weet Molley niet goed wat te doen omdat hij gebonden is aan het biechtgeheim. Desondanks zoekt hij Jessica op om haar enkele tips te geven. Autopsie duidt aan dat Eddie niet de dader is: de doodsoorzaak is verdrinking en de meswonde werd na de dood aangebracht. |             |                                             |                      |                                 |                   |  |
| 114 | 3           | The Grand Old Lady                          | Vincent McEveety     | Peter S. Fischer                | 8 oktober 1989    |  |
| Schrijfster Lady Abigail Austen is een natuurlijke dood gestorven op de leeftijd van 101 jaar. Jessica vertelt een moordzaak die deze schrijfster in werkelijkheid heeft opgelost toen ze in 1947 met de Queen Mary naar Amerika reisde. Tijdens deze tocht werd wijnhandelaar Peter Daniken neergestoken en overleed. Daniken deed zich voor als Deen, maar was in werkelijkheid een Duitser die bij de voormalige Gestapo werkte. |             |                                             |                      |                                 |                   |  |
| 115 | 4           | The Error of Her Ways                       | Anthony Shaw         | Donald Ross                     | 15 oktober 1989   |  |
| Jessica heeft geïnvesteerd in een nieuwbouwproject in Palm Springs. Nadat projectleider Clark Randall wordt vermoord en het geld van zijn bedrijf spoorloos is, wordt zijn vrouw Marian gearresteerd en veroordeeld omdat alle bewijzen duidelijk in haar richting wijzen. Ook Jessica Fletcher is deze mening aangedaan tot wanneer Marian op borg vrijkomt en zelfmoord pleegt. Forensisch onderzoek toont aan dat de doodsoorzaak niet de pillen zijn die ze slikte, maar wel moord. |             |                                             |                      |                                 |                   |  |
| 116 | 5           | Jack & Bill                                 | Chuck Bowman         | Peter S. Fischer & Chuck Bowman | 29 oktober 1989   |  |
| Jessica vertelt het verhaal van haar vriend Bill Boyle, een niet zo succesvolle detective. Nadat hij bankroet werd verklaard, vraagt zijn maat Johnny Wheeler om enige tijd op zijn hond Jack te passen. Wheeler wordt neergestoken en overlijdt in het ziekenhuis. Bill start een onderzoek naar de steekpartij en de hond blijkt hem hierbij te kunnen helpen. Wanneer de hond een tweede keer bijna wordt ontvoerd, komt Bill terecht in een complot over een internationale moordaanslag. |             |                                             |                      |                                 |                   |  |
| 117 | 6           | Dead Letter                                 | Anthony Shaw         | Paul Schiffer                   | 5 november 1989   |  |
| Het vrijwillige brandweerkorps van Cabot Cove organiseert een tweedehandsmarkt. Jessica koopt een oude tafel waarin ze een brief vindt die geadresseerd is aan Bud Fricksey dus beslist ze om hem die brief te overhandigen. Bud maakt uit deze brief uit dat zijn vrouw Louis een buitenechtelijke relatie heeft met een andere brandweerman waarop een gevecht start tussen de twee mannen. Nadat de winkel van Fred brand vat, komt de brandweer in actie. In deze brand komt Bud om en er wordt verondersteld dat hij stikte in de rook. Onderzoek toont aan dat de brand opzettelijk werd aangestoken en dat Bill stierf aan een hoofdwonde en niet omwille van verstikking. |             |                                             |                      |                                 |                   |  |
| 118 | 7           | Night of the Tarantula                      | Vincent McEveety     | Chris Manheim                   | 12 november 1989  |  |
| Jessica gaat op bezoek bij haar vriendin Olivia Waverly naar aanleiding van diens zoon Adam eenentwintigste verjaardag. Olivia, een weduwe, heeft een plantage dewelke haar grootouders ooit wonnen van Jean-Pierre Dussant in een pokerspel. Adam heeft de plantage van zijn vader geërfd daar waar iedereen dacht dat deze naar Harry Waverly zou gaan. Harry heeft er alles aan gedaan zodat Adam zou trouwen met Michelle Dusant. Zij is een nakomeling van Jean-Pierre. Door deze bruiloft zouden beide bedrijven terug gefusioneerd worden. Iedereen is dan ook verslagen wanneer Adam tijdens zijn feest zijn vriendin en aanstaande vrouw Selina Williams, dochter van voodoopriester Calder Williams, voorstelt. Heel wat mensen zijn tegen dit huwelijk waaronder ook Calder die een voodoovloek uitspreekt. De volgende dag wordt het lichaam van Harry in zijn afgesloten kamer gevonden. Adam wordt vergiftigd met rattenvergif dat in een fles wijn zit dewelke werd geschonken door de familie Dussant.                                                          |             |                                             |                      |                                 |                   |  |
| 119 | 8           | When the Fat Lady Sings                     | Walter Grauman       | Peter S. Fischer                | 19 november 1989  |  |
| Tijdens haar verblijf in San Francisco krijgt Jessica telefoon van haar vriend Dennis Stanton, een dief die zijn leven heeft gebeterd. Hij nodigt haar uit voor een operavoorstelling waar hij tickets van heeft en waarbij hij hoofdrolspeler Rosanno Bertolucci ontmoet. Bertolucci heeft ruzie met Lou Farraday omdat laatstgenoemde een oogje heeft op de veel jongere Maria Deschier, een sopraan. Na de voorstelling beweert Maria dat zij in haar loge werd aangerand door Farraday. Niet veel later wordt het lijk van Farraday gevonden. Door dit nieuws krijgt Bertolucci een hartaanval. In het ziekenhuis beweert hij dat hij Farraday wel degelijk vermoordde, maar dat dit uit zelfverdediging was. Jessica is van mening dat dit gevecht niet de doodsoorzaak is en dat de moordenaar elders gezocht dient te worden. |             |                                             |                      |                                 |                   |  |
| 120 | 9           | Test of Wills                               | Anthony Shaw         | Robert Swanson                  | 26 november 1989  |  |
| Multimiljonair Henry Reynard nodigt Jessica uit op zijn buitenverblijf op zijn eigen verlaten eiland. Daar zal hij haar 1 miljoen Amerikaanse dollar overhandigen wat ze mag besteden aan een goed doel naar keuze. Eenmaal daar is er een addertje onder het gras: alvorens Jessica het geld krijgt, moet ze uitzoeken welk familielid van Henry hem wil vermoorden. Tijdens het avondeten kondigt Henry aan dat hij zijn testament grondig heeft gewijzigd. Nog voordat hij verdere uitleg kan geven, valt het licht uit en is er een schot waarbij Henry omkomt. In het gewijzigde testament staat dat Jessica het gehele eiland - ter waarde van 50 miljoen Amerikaanse dollar - krijgt. Niet veel later wordt Preston, de verloofde van Kim, doodgeschoten aan het zwembad. Plots duikt Henry terug op: hij had zijn dood tezamen met zijn dokter in scène gezet en heeft her en der verborgen camera's gehangen om het doen en laten van de aanwezigen te registreren. Ondanks Jessica dit alles wansmakelijk vindt, gaat ze toch op zoek naar de moordenaar van Preston. |             |                                             |                      |                                 |                   |  |
| 121 | 10          | Class Act                                   | Allen Reisner        | Peter S. Fischer                | 3 december 1989   |  |
| Leon Gunderson vindt op het strand het lijk van Janet Carr. Initieel ontkent hij haar te hebben vermoord, maar onder dwang geeft hij uiteindelijk toe. De politie sluit het dossier. Enkel Amos Ballinger is van mening dat de man onschuldig is, maar zijn leidinggevenden weigeren het dossier te heropenen. Omdat hij protesteert, krijgt hij een straf waardoor hij enige tijd les moet geven aan de universiteit. Daar wil hij met de studenten een reconstructie doen om uit te vissen wat er werkelijk gebeurde. Al snel is er bewijs dat staatssenator Andrew Grainger betrokken partij is en er alles aan doet om het dossier gesloten te houden. |             |                                             |                      |                                 |                   |  |
| 122 | 11          | Town Father                                 | John Llewellyn Moxey | Philip Gerson                   | 17 december 1989  |  |
| Het zijn verkiezingen in Cabot Cove en het is zo goed als zeker dat de huidige burgemeester Sam Booth opnieuw wordt verkozen. Dit verandert wanneer een zekere Annie Mae Capman opduikt in de stad. Ze beweert dat Sam de vader is van haar vijf kinderen en dat hij met haar mee naar Wyoming moet gaan. Niet veel later wordt Annie Mae vermoord gevonden in haar motelkamer en wordt Sam al snel de hoofdverdachte. Jessica is een andere mening toegedaan en denkt dat iemand de verkiezingsuitslag wil manipuleren. |             |                                             |                      |                                 |                   |  |
| 123 | 12          | Goodbye Charlie                             | Anthony Shaw         | Robert Van Scoyk                | 7 januari 1990    |  |
| Deze aflevering is een verfilming van Jessica's nieuwste boek. Frank Albertson en zijn vrouw Sunny kunnen een grote som geld erven op voorwaarde dat hun oom John Doe binnen de vijf jaar dood wordt verklaard. John is namelijk al enkele jaren spoorloos. Frank en Sunny gaan op zoek naar een overleden man met eenzelfde naam en komen zo in Nevada terecht. Daar trachten ze de overheid te doen geloven dat deze John hun oom is. De politie vindt dit verdacht: Frank en Sunny zijn al de derde die het lijk komen opeisen. Daarbij komt dat deze John Doe werd vermoord. |             |                                             |                      |                                 |                   |  |
| 124 | 13          | If the Shoe Fits                            | Anthony Shaw         | Lynne Kelsey                    | 21 januari 1990   |  |
| Jessica neemt tiener Kevin Bryce in dienst om in haar tuin te werken. Wanneer ze verneemt dat de jongen zijn moeder al enkele dagen is vermist, schakelt ze de politie in. Ook haar werkgever en huisbaas Jack Franzen is sinds diezelfde dag vermist. Zijn lijk wordt gevonden achter een gecrashte auto, Marla wordt gevonden in een ziekenhuis. Al snel meent men dat Marla Jack al dan niet opzettelijk heeft aangereden. Omdat ze geen alibi heeft, wordt ze gearresteerd. Jessica is van mening dat Marla onschuldig is en start haar eigen onderzoek. |             |                                             |                      |                                 |                   |  |
| 125 | 14          | How to Make a Killing Without Really Trying | Walter Grauman       | Teleplay by: Robert Swanson     | 4 februari 1990   |  |
| Jessica reist naar New York omwille van een vergadering met haar beursmakelaar Philip Royce. Royce lijkt niet veel op kantoor te zijn en het is in feite zijn secretaresse Norma Pulaski die al het werk doet. Philip heeft net zijn verloving met Candice Ashcroft - de dochter van zijn compagnon - verbroken. Philip wordt niet veel later dood gevonden: zijn schedel werd ingeslagen met een golfstok. Uit de boekhouding blijkt dat er twee miljoen Amerikaanse dollar is verduisterd en al snel zijn Norma en haar vriend Rudy Bianco verdacht. Jessica gelooft echter in hun onschuld en is vastberaden de moordenaar te vinden. |             |                                             |                      |                                 |                   |  |
| 126 | 15          | The Fixer-Upper                             | John Llewellyn Moxey | Teleplay by: Oliver Hailey      | 11 februari 1990  |  |
| Victoria Griffin, een nicht van Jessica, is makelaar in Beverly Hills. Ze hoopt het huis van Deborah Tarkington te kunnen verkopen. Ze heeft de commissie van deze verkoop nodig aangezien haar man Howard Griffin werkloos is sinds hij uit de televisiereeks waarin hij acteerde werd uitgeschreven. Deborah wil niet dan haar huis in handen komt van Alex Burton die grote interesse heeft in het pand. Deborah wordt vermoord en Victoria gearresteerd omdat haar vingerafdrukken op het moordwapen staan. Verder blijkt ook dat Alex Burton alle landgoed rondom het huis van Deborah heeft gekocht. Jessica gaat op zoek naar de achterliggende reden van al deze aankopen en is er zeker van dat ze zo ook de werkelijke moordenaar zal vinden. |             |                                             |                      |                                 |                   |  |
| 127 | 16          | The Big Show of 1965                        | Jerry Jameson        | Robert Van Scoyk                | 25 februari 1990  |  |
| Scott Fielding vraagt Jessica om een onopgeloste moord uit 1965 op te lossen. Zanger Richie King was toen te gast in Bary Barnes' variety show. Hij werd vermoord gevonden in zijn loge. De ondertussen bejaarde Barnes is van plan om zijn show eenmalig te herhalen met daarbij een reünie van The Haley Sisters die op de bewuste avond in 1965 ook aanwezig waren. Tijdens de repetitie van de nieuwe show valt Barnes bewusteloos nadat hij een dame in een zwart kleed ziet. Dezelfde dame was destijds ook aanwezig. Jessica onderzoekt de zaak tezamen met Bulldog Kowalski, de politieman die destijds het onderzoek leidde. Het duurt niet lang alvorens er weer een moord wordt gepleegd. |             |                                             |                      |                                 |                   |  |
| 128 | 17          | Murder -- According to Maggie               | John Llewellyn Moxey | Peter S. Fischer                | 4 maart 1990      |  |
| Jessica vertelt over haar voormalige studente Maggie McCauley die nu scripts schrijft voor de succesvolle televisiereeks Beat Cop. Keith Carmody, de baas van de betreffende zender, is van plan om de serie stop te zetten. Nadat hij wordt vermoord zijn er drie hoofdverdachten. De eerste is Bert Rodgers die de hoofdrol speelt. Zijn wapen werd gebruikt om Carmody te doden. De tweede is Julie Pritzer die zich ondergewaardeerd voelt en vindt dat ze al lange tijd recht had op promotie. De derde persoon is studiobaas Brian Thursdan. Maggie werkt samen met politieman Vincent Palermo om deze drie personen hun onschuld te bewijzen want zonder hen zal de serie sowieso worden stopgezet. |             |                                             |                      |                                 |                   |  |
| 129 | 18          | O'Malley's Luck                             | Michael J. Lynch     | Teleplay by: Lynne Kelsey       | 25 maart 1990     |  |
| Jessica krijgt een brief van James O'Malley die bij de politie van New York werkt. Hij onderzoekt het overlijden van Gretchen Trent die getrouwd was met de rijke Roland Trent. Ondanks onderzoek aantoonde dat ze zelfmoord pleegde, weigert James dit te geloven. Ook James zijn nicht Frances - die ook bij de politie werkt - heeft eenzelfde mening. Roland is op de hoogte dat James de zaak wil herbekijken en tracht de reputatie van James te doen kelderen. Tijdens een publieke persvoorstelling beschuldigt James Roland van moord op Gretchen. Deze beschuldiging is meteen het einde van James zijn carrière, maar hij weet perfect wat hij doet en kent het motief en de moordenaar. |             |                                             |                      |                                 |                   |  |
| 130 | 19          | Always a Thief                              | Walter Grauman       | Peter S. Fischer                | 8 april 1990      |  |
| Jessica vertelt het verhaal van haar vriend en voormalig juwelendief Dennis Stanton die nu een verzekeringskantoor heeft. Een van zijn cliënten heeft een zeldzame munt ter waarde van twee miljoen Amerikaanse dollar. Lanny Douglas wil de munt kopen, maar zijn steenrijke moeder wil hem het geld niet geven. Daarop breekt Lanny in in het bewuste huis, maar hij wordt betrapt door tuinman Pedro. Lanny vermoordt Pedro en vlucht met de munt. Deze blijkt echter vals te zijn, Lanny wordt vermoord gevonden en er is een grote som geld vermist. Dennis moet nu uitzoeken wie de echte munt heeft en waar het geld is gebleven. |             |                                             |                      |                                 |                   |  |
| 131 | 20          | Shear Madness                               | Walter Grauman       | Chris Manheim                   | 29 april 1990     |  |
| Jessica reist af naar Texas om het huwelijk van haar nicht Ann Owens met Bill Spenser bij te wonen. Tijdens de receptie wordt Bill vermoord met een tuinschaar. Ann Owens haar eerste verloofde werd op exact dezelfde manier vermoord zo'n vijftien jaar eerder. De dader was haar broer Bill die toen werd opgenomen in een psychiatrisch ziekenhuis waar hij enkele dagen geleden werd ontslagen. Volgens de politie is het duidelijk dat Bill deze moord ook pleegde. Jessica heeft een gesprek met Bill. Hij beweert zich niets te kunnen herinneren van beide moorden. Jessica duikt in het verleden en ontdekt dat Bill destijds ook in de val werd gelokt door dezelfde moordenaar. |             |                                             |                      |                                 |                   |  |
| 132 | 21          | The Szechuan Dragon                         | Kevin G. Cremin      | Tom Sawyer                      | 6 mei 1990        |  |
| Grady Fletcher en zijn zwangere vrouw Donna letten op het huis van Jessica nu zij voor enige tijd in Londen is. Er duiken drie vreemde personen op in Cabot Cove: Justin Hunnicutt, Carlay Thyssen en iemand die enkel bekend is als "De Cambodjaan". Zij zijn op zoek naar de "Sichuaanse Draak", een porseleinen beeldje van onschatbare waarde dat Jessica ooit als geschenk zou hebben gekregen van een verre tante. Tijdens de nacht vinden Grady en Donna in het huis van Jessica het lichaam van een zeekapitein. Jessica lost de zaak op vanuit Londen. |             |                                             |                      |                                 |                   |  |
| 133 | 22          | The Sicilian Encounter                      | Kevin G. Cremin      | Robert Swanson                  | 20 mei 1990       |  |
| Jessica ontvangt een brief waarin haar vriend Michael Hagarty - die werkt bij MI6 - zijn laatste opdracht beschrijft. Vermomd als priester O'Shoughnessy reisde hij naar Palermo om Peter Baines te huwen met Claudia Carboni. Claudia is een lid van een grote maffiabende. Tijdens de ceremonie wordt een van de aanwezigen vermoord: een man die zich voorstelt als Claudia's neef Gino. Na het huwelijk wil Claudia zo snel mogelijk naar Geneve reizen omdat ze vermoedt dat haar vorige man er een bankrekening had. Ook Hagarty wil naar Geneve, niet voor het geld, maar wel voor een boekje dat zich in die kluis zou bevinden. Al snel blijkt dat Hagarty niet de enige is die undercover werkt. |             |                                             |                      |                                 |                   |  |

## Seizoen 7
| Nr. serie | Nr. seizoen | Titel van aflevering                  | Regisseur            | Schrijver                       | Uitzenddatum      |  |
| --- | ----------- | ------------------------------------- | -------------------- | ------------------------------- | ----------------- |  |
| 134 | 1           | Trials and Tribulations               | Vincent McEveety     | Peter S. Fischer                | 16 september 1990 |  |
| Eddie Stone sterft tijdens een ontsnappingspoging uit de gevangenis. Jessica wordt door zijn dochter Geraldine aangeklaagd. Een getuige, Angelo Vitello, beweert namelijk destijds steekpenningen te hebben ontvangen van Angela om een valse verklaring af te leggen. Daardoor werd Eddie ten onrechte veroordeeld. Nadat Angelo sterft ten gevolge van een dodelijke injectie wordt Angela een verdachte. Angela pluist alles uit en komt tot de conclusie dat de vriend van Geraldine dringend op zoek is naar geld om zijn eigen zaak te kunnen opstarten. Hij kocht Vitello om om zijn verklaring aan te passen en overtuigde vervolgens Geraldine om een aanklacht in te dienen tegen Angela wegens zogezegde omkoping van Vitello. Angela moet nu nog op zoek gaan naar de moordenaar van Vitello. |             |                                       |                      |                                 |                   |  |
| 135 | 2           | Deadly Misunderstanding               | Anthony Shaw         | Robert E. Swanson               | 23 september 1990 |  |
| Jessica heeft haar arm gebroken tijdens een fietsongeval. Vandaar dat ze Melissa Maddox heeft aangenomen om haar laatste manuscript uit te typen. De ongelukkig gehuwde Melissa heeft een oogje op Jeff Ogden die met haar avondles volgt. Nadat Melissa haar man dood aantreft, zijn er meerdere verdachten waaronder Drew Garrison die de cursus geeft en Ralph Maddox die de lokale krant uitgeeft. Daarbij komt dat Melissa en Jeff het lijk hebben verplaatst om te verdoezelen waar hij effectief werd vermoord. |             |                                       |                      |                                 |                   |  |
| 136 | 3           | See You in Court, Baby                | Vincent McEveety     | Peter S. Fischer                | 30 september 1990 |  |
| Jessica vertelt over het laatste onderzoek van haar vriend Dennis Stanton. Dennis onderzoekt of ingediende schadeclaims bij de verzekeringsmaatschappij waar hij werkt berust zijn op fraude of niet. Ed Kriegler is in een scheidingsprocedure. Hij heeft gedreigd om Truman Calloway, de advocaat van zijn vrouw Amy Sue, te vermoorden. Nu Calloway effectief werd vermoord, wordt Ed gearresteerd. Dennis wil zeker zijn dat Ed de dader is en start een onderzoek. Calloway was al verschillende keren getrouwd en elk van zijn ex-vrouwen heeft een verzekeringspolis van 1 miljoen Amerikaanse dollar mocht hij sterven. |             |                                       |                      |                                 |                   |  |
| 137 | 4           | Hannigan's Wake                       | Vincent McEveety     | Peter S. Fischer                | 28 oktober 1990   |  |
| Zestien jaar geleden werd Martin Thurlow veroordeeld voor de moord op zijn vrouw Lydia Grand. Zijn zus Phyllis vertrouwt Jessica nu toe dat mogelijk niet Martin, maar wel Lydia's broer Eric de moord pleegde. Phyllis baseert zich op onderzoek van de onlangs overleden schrijver Daniel Hannigan. Jessica neemt het onderzoek van Daniel over en komt ook tot de vaststelling dat Martin onschuldig is, maar dat wellicht Eric de moord evenmin pleegde. Een bepaald juweel leidt Jessica tot bij de moordenaar. |             |                                       |                      |                                 |                   |  |
| 138 | 5           | The Family Jewels                     | Jerry Jameson        | Tom Sawyer                      | 4 november 1990   |  |
| Wanneer een dievegge bij een juwelier een halsketting steelt, is Jessica getuige. Ze is verbaasd dat de eigenaar van de winkel geen actie onderneemt. Later op de avond ontmoet Jessica de dame - Sheila Finley - opnieuw bij een fondsinzameling. Ze blijkt een kleptomaan te zijn die al vele juwelen in de betreffende zaak heeft gestolen. De eigenaar stuurt de rekening gewoon op naar haar man die het verschuldigde bedrag stort. Wanneer Rocco Pastonline, de chauffeur van Sheila, dood in de wagen wordt gevonden, is Sheila verdacht. Later op de avond wordt Sheila aangevallen. Jessica denkt dat er een verband is tussen de moord, de aanval en het juweel dat Sheila stal. |             |                                       |                      |                                 |                   |  |
| 139 | 6           | A Body to Die For                     | Anthony Shaw         | Donald Ross                     | 11 november 1990  |  |
| De knappe Wayne Bennet verhuist naar Cabot Cove om er een fitness te openen. Ook zijn voormalige coach Fred Keppard wil verhuizen naar Cabot Cove en heeft interesse om via het makelaarskantoor van Eve Simpson een pand te kopen. Eve en Wayne starten een relatie, maar Wayne wordt vermoord gevonden in het bed van Eve. Inspecteur Metzger achterhaalt dat Wayne en Fred oplichters zijn die ooit samenwerkten en naar de gevangenis werden gestuurd. Hieruit besluit Metzger dat Wayne de moordenaar is. Jessica is van mening dat niet Wayne, maar wel Fred het doelwit was en er dus iemand anders de moord heeft gepleegd. |             |                                       |                      |                                 |                   |  |
| 140 | 7           | The Return of Preston Giles           | Walter Grauman       | Tom Sawyer                      | 18 november 1990  |  |
| Jessica's eerste uitgever, Preston Giles, is vroegtijdig vrijgelaten nadat hij zes jaar eerder tot levenslang werd veroordeeld. Op vraag van Ross McKay, de huidige eigenaar van Prestons voormalige uitgeverij, gaat Preston er terug aan de slag. Zijn enige taak is om Jessica te overtuigen terug met hen in zee te gaan. Wanneer Martin Bergman, een medewerker in de uitgeverij die door Preston al jaren aanzien wordt als dief, dood wordt gevonden, is Preston verdachte nummer 1. Jessica denkt er anders over. |             |                                       |                      |                                 |                   |  |
| 141 | 8           | The Great Twain Robbery               | Jerry Jameson        | Steve Brown                     | 25 november 1990  |  |
| Jessica ontmoet op een boekenbeurs Dennis Stanton die verzekeringsaangiftes controleert op eventuele fraude. Onlangs verzekerde zijn maatschappij een verloren werk van Mark Twain voor 5 miljoen Amerikaanse dollar nadat het door professor Chander Fitzpatrick, een Twain-expert, als authentiek werd bestempeld. Dennis heeft argwaan nadat hij ontdekt dat meesteroplichter Lawrence Erlich het manuscript aanleverde. Dennis laat het werk opnieuw controleren door een andere expert: Constantin Stavros. Constantin belt Dennis op om onmiddellijk langs te komen omwille van een doorbraak. Dennis treft Stavros dood aan en het werk is verdwenen. Daarbij komt dat de 5 miljoen dollar wordt opgevraagd omdat het werk werd vernield tijdens een brand. Dennis is er zeker van dat deze brand opzettelijk werd aangestoken. |             |                                       |                      |                                 |                   |  |
| 142 | 9           | Ballad for a Blue Lady                | Jerry Jameson        | William Bigelow                 | 2 december 1990   |  |
| Jessica reist naar Nashville om haar vriendin Patti Sue Diamond te bezoeken. Zij is een countryzangeres die getrouwd is met de koppige zanger Bobby Diamond die continu ruzie heeft met zijn zakenrelaties. Alice vertrouwt Jessica toe dat haar vader wellicht professionele hulp nodig heeft. Niet veel later sterft Bobby omwille van voedselvergiftiging. Patti Sue, die ook van het voedsel at, overleeft. Alice wordt in het ziekenhuis betrapt wanneer ze haar moeder tracht te wurgen. De politie aanziet haar daardoor ook als de moordenares van haar vader. Jessica denkt dat de wurggreep slechts schijn was en dat iemand anders achter de moordaanslag zit. |             |                                       |                      |                                 |                   |  |
| 143 | 10          | Murder in F Sharp                     | Kevin G. Cremin      | William Bigelow                 | 16 december 1990  |  |
| Pianist Vaclav Maryska zijn handen zijn verzekerd voor 10 miljoen Amerikaanse dollar. Tijdens een brand in zijn appartement geraakten zijn vingers erg verbrand. De verzekeringsmaatschappij vraagt Dennis Stanton om na te gaan of er sprake is van fraude. Vaclav is getrouwd met Milena, maar hun huwelijk stelt niets voor. Milena heeft een zoon Alex uit een vorig huwelijk van wie ze vervreemd is. Nadat Milena vermoord wordt gevonden, wordt Alex gearresteerd. Dennis is van mening dat Alex onschuldig is en dat Vaclav achter het complot zit. |             |                                       |                      |                                 |                   |  |
| 144 | 11          | Family Doctor                         | Walter Grauman       | Robert Van Scoyk                | 6 januari 1991    |  |
| Jessica en dokter Seth Hazlett gaan op restaurant. In een aparte ruimte zit de maffiafamilie Abruzzi met aan het hoofd Carmine. Carmine wordt door een sluipschutter geraakt bij het verlaten van het restaurant. Seth wordt door de familie gegijzeld om Carmine te opereren en kan de kogel met succes verwijderen waarop hij wordt vrijgelaten. Nadat Carmine toch sterft, is zijn zoon Sal er zeker van dat Seth de operatie niet goed heeft uitgevoerd. Daarop worden zowel Seth als Jessica ontvoert. Zij moeten nu kunnen aantonen dat er tijdens de operatie geen fout is gebeurd en dat iemand anders verantwoordelijk is voor de dood van Carmine. |             |                                       |                      |                                 |                   |  |
| 145 | 12          | Suspicion of Murder                   | Vincent McEveety     | Peter S. Fischer                | 20 januari 1991   |  |
| Dennis Stanton ontmoet op een feestje Christina Hellinger. Zij zegt dat ze door haar man Ben wordt geslagen omdat ze van hem wil scheiden. Dennis en Christina hebben een onenightstand. De volgende dag rijdt Ben hen met zijn auto bijna aan. Dennis legt klacht neer bij de politie, maar zij willen geen onderzoek starten. Nadat Ben vermoord wordt gevonden, verdenkt men Dennis. Dennis gaat op onderzoek. Volgens hem zijn Joe en Danny, de zonen van Ben, de daders van de moord omwille van de grote som die ze erven. |             |                                       |                      |                                 |                   |  |
| 146 | 13          | Moving Violation                      | Anthony Shaw         | Robert E. Swanson               | 3 februari 1991   |  |
| Sheriff Mort Metzger arresteert Brad Hellman omdat laatstgenoemde dronken en te snel reed. Daarbij trachtte Brad Metzger om te kopen om hem te laten gaan. Al snel belt zijn vader Chandler - een voormalige ambassadeur - Metzger op met de melding dat hij Brad onmiddellijk moet vrijlaten of dat hij anders Metger zijn carrière zal ruïneren. Metzger gaat niet in op de dreigementen zeker nadat hij ontdekt dat Brad in New York een geheel gezin doodreed toen hij dronken achter het stuur zat en dat politieke spelletjes ervoor hebben gezorgd dat de zaak uiteindelijk werd geseponeerd. Chandler betaalt de borgsom, maar niet veel later wordt het lichaam van Brad gevonden naast de weg. Metzger wordt ervan verdacht Brad te hebben aangereden. Jessica neemt de taak op zich om te bewijzen dat Metzger niets met de dood van Brad heeft te maken. |             |                                       |                      |                                 |                   |  |
| 147 | 14          | Who Killed J.B. Fletcher?             | Walter Grauman       | Lynn Kelsey                     | 10 februari 1991  |  |
| Jessica is verbaasd wanneer een nieuwszender vermeldt dat ze vermoord werd teruggevonden. Jessica reist naar het betreffende dorpje om na te gaan wat er aan de hand is. Er werd inderdaad een vrouw gevonden die als twee druppels water lijkt op Jessica en een identiteitskaart heeft die bevestigd dat ze Jessica B. Fletcher is. Jessica tracht de lokale politie te overtuigen dat de vrouw een imitator is met een vals identiteitsbewijs. Via de ledenclub van Jessica B. Fletcher kan ze achterhalen dat de dode vrouw in werkelijkheid Marge Allen is. Zelfs met dit bewijs denkt de politie net het omgekeerde. Tegelijkertijd wordt de eigenaar van het lokale hondenasiel dood gevonden. Het lijkt er op dat een van zijn honden het jachtgeweer heeft doen laten afgaan. Wanneer ook zijn vrouw Lisa McCauley wordt vermoord, neemt Jessica de taak op zich om de drie moorden uit te klaren om alzo de politie toch te kunnen overtuigen dat zij de enige echte Jessica B. Fletcher is. |             |                                       |                      |                                 |                   |  |
| 148 | 15          | The Taxman Cometh                     | Anthony Shaw         | Donald Ross                     | 17 februari 1991  |  |
| Jessica brengt een bezoek aan Edna Hayes met wie ze een kamer deelde toen ze naar de universiteit ging. Edna heeft haar eigen taartenbedrijf waar heel wat mensen werkzaam zijn. Ze is al langere tijd gescheiden van Nolan, maar ze zijn uit vriendschap uit elkaar gegaan. Nolan is zelfs nog werkzaam in het bedrijf. Edna is verbaasd wanneer ze Gerald Yelverton van de belastingen over de vloer krijgt: het bedrijf staat 2 miljoen Amerikaanse dollar achter aan werknemersbelasting. Ook Nolan wordt verhoord op verdenking van belastingfraude. Jessica denkt dat dit alles een misverstand is tot wanneer Nolan wordt vermoord en Edna als hoofdverdachte wordt aanzien. |             |                                       |                      |                                 |                   |  |
| 149 | 16          | From the Horse's Mouth                | Jerry Jameson        | Gerry Day                       | 24 februari 1991  |  |
| Jessica reist naar Kentucky om Lamar Morgan en zijn dochter Christie te bezoeken. Zij hebben een dispuut met hun buurman Randolph Sterling die renpaarden fokt. Volgens Lamar en Christie knoeit Sterling met paardensperma en zou hij veulens verkopen als zijnde verwekt met het sperma van tophengst King Paragon terwijl het van een andere hengst is. Een lastig kantje van het dispuut is dat Christie verloofd is met Tod, de zoon van Randolph. Wanneer Randolph dood wordt gevonden, aanziet de politie Lamar als hoofdverdachte. |             |                                       |                      |                                 |                   |  |
| 150 | 17          | The Prodigal Father                   | Anthony Shaw         | Maryann Kasica & Michael Scheff | 10 maart 1991     |  |
| Cabot Cove is verrast wanneer plots Ned Jenks er arriveert. Hij wordt verdacht van een bankroof twintig jaar eerder en dat hij destijds verdronk tijdens zijn vlucht. Zijn dochter Bonnie woont nog steeds in Cabot Cove en is getrouwd met Dave Hastings. Veel mensen zijn niet opgetogen met zijn komst: velen van hen verloren heel wat geld, hun baan of hielden een letsel over aan de bankoverval omdat er meermaals geschoten werd en onschuldige passanten werden geraakt. Wanneer Ned vermoord wordt gevonden in zijn motelkamer, zijn alle ogen gericht op Dave, behalve deze van Jessica. |             |                                       |                      |                                 |                   |  |
| 151 | 18          | Where Have You Gone, Billy Boy?       | John Llewellyn Moxey | Peter S. Fischer                | 17 maart 1991     |  |
| Jessica krijgt van haar vriend Dennis Stanton zijn laatste zaak te horen. Buikspreker Woody Perkins heeft een succesvolle act met zijn pop Billy Boy. Woody kreeg een aanbod van Vic DeMarco om de volgende twee maanden op te treden in Las Vegas. Het probleem is dat Woody nog zeven maanden onder contract staat bij Kate Kelley die hem niet wil laten gaan. Wanneer Billy Boy vermist is, moet Dennis uitvissen of er sprake is van fraude zodat de verzekeringsmaatschappij de tienduizend Amerikaanse dollar niet ten onrechte uitbetaalt. Woody heeft geen interesse in het geld en wil enkel dat zijn pop wordt gevonden. Stanton krijgt plots telefoon van een onbekende persoon die hem zegt dat de pop in de kelder van de nachtclub van Kate ligt. De pop wordt er effectief gevonden naast het dode lichaam van Kate. De politie verdenkt Woody van de moord, maar Kelly blijkt veel meer vijanden te hebben dan gedacht.                                                               |             |                                       |                      |                                 |                   |  |
| 153 | 19          | Thursday's Child                      | Anthony Shaw         | Robert Swanson                  | 7 april 1991      |  |
| Omdat de bouw van het nieuwe schoolgebouw duurder uitvalt dan gedacht, wil aannemer Ben Olston architect Steve Landon omkopen om wijzigingen te maken aan het plan. Steve wil hiervan niet weten omdat hierdoor het gebouw onstabiel wordt. Hij zegt zelfs in het openbaar dat hij het schoolgebouw liever wil opblazen dan het plan te wijzigen. Wanneer het gebouw effectief wordt opgeblazen, wordt Steve gearresteerd. Zijn moeder Nancy contacteert Jessica voor hulp. Ze beweert tevens dat Steve een zoon is van Jessica's overleden man Frank en werd verwekt toen ze samen in Korea waren gestationeerd. Ze heeft zelfs bewijs: een brief van Frank waarin hij aangeeft het nodige te doen om Steve te kunnen opvoeden. Jessica onderzoekt de zaak en is er zeker van dat Steve onschuldig is, hoewel ze sceptisch blijft over zijn biologische vader. Wanneer Olston vermoord wordt gevonden, is Nancy de hoofdverdachte.                                                                    |             |                                       |                      |                                 |                   |  |
| 154 | 20          | Murder, Plain & Simple                | Vincent McEveety     | Chris Manheim                   | 28 april 1991     |  |
| Jessica reist naar Pennsylvania om haar laatste boek te promoten. Reuben Stoltz, een afgevaardigde van haar uitgeverij, vergezelt haar. Jessica wil de Amish bezoeken om er een handgemaakte paardenzadel te kopen dewelke ze cadeau wil geven aan haar neef Grady. Daar blijkt dat Reuben ooit lid was van deze Amish-groepering, maar door hen werd verstoten. Zijn toenmalige geliefde Rebecca is nu getrouwd met Jacob. Wanneer Jacob vermoordt wordt met een riek en zijn lichaam in een veld als vogelverschrikker wordt opgehangen, is Reuben de hoofdverdachte. |             |                                       |                      |                                 |                   |  |
| 155 | 21          | Tainted Lady                          | Vincent McEveety     | Robert Van Scoyk                | 5 mei 1991        |  |
| Jessica krijgt telefoon van Ellen Wicker. Zij heeft een restaurantje ergens op het platteland. Nadat Ross Corman in haar restaurant stierf omdat er arsenicum in het gerecht zit, zijn de dorpsbewoners er zeker van dat Ellen meerdere inwoners heeft vermoord door hen te vergiftigen. Dit gerucht wordt versterkt omdat Ellen ooit terecht stond in Boston op verdenking van moord, maar werd vrijgesproken omwille van onvoldoende bewijzen. Jessica toont aan dat op Ross Corman na geen enkele andere persoon stierf ten gevolge van vergiftiging. Ze moet dus nu nog uitzoeken wie Ross wel heeft vermoord. |             |                                       |                      |                                 |                   |  |
| 156 | 22          | The Skinny According to Nick Cullhane | Walter Grauman       | Tom Sawyer                      | 12 mei 1991       |  |
| Nick Cullhane zit in diepe schulden bij Vikki Palumbo. Hij hoopt deze schulden te kunnen terugbetalen met een boek dat hij heeft geschreven. Vooraleer dit naar een uitgeverij te sturen, stuurt hij dit naar Jessica Fletcher om haar mening te weten. Jessica is zeer opgetogen en spreekt dit ook in op zijn antwoordapparaat tezamen met de vraag om zo snel mogelijk langs te komen. Het verhaal van Nick is gebaseerd op een waargebeurd verhaal: zijn werkgever en biergigant Ogden Schmesser zette zijn eigen ontvoering in scène. Schmesser wil niet dat het boek wordt uitgegeven en heeft daarom zijn advocaat Gordon Forbes ingeschakeld. Harry vindt het lijk van Nick, maar wordt daardoor verdacht van moord. |             |                                       |                      |                                 |                   |  |

## Seizoen 8
| Nr. serie | Nr. seizoen | Titel van aflevering                | Regisseur        | Schrijver              | Uitzenddatum      |  |
| --- | ----------- | ----------------------------------- | ---------------- | ---------------------- | ----------------- |  |
| 157 | 1           | Bite the Big Apple                  | David Moessinger | David Moessinger       | 15 september 1991 |  |
| Jessica heeft een job als lerares aangenomen in New York vandaar dat ze een appartement in Manhattan heeft gehuurd. Al snel blijkt dat de vorige eigenaar in de garage werd vermoord. Niet veel later worden ook zijn broer en een zakenrelatie dood aangetroffen. Op de koop toe wordt het appartement van Jessica ook overhoop gehaald. |             |                                     |                  |                        |                   |  |
| 158 | 2           | Night Fears                         | Anthony Shaw     | J. Michael Straczynski | 22 september 1991 |  |
| Jessica start aan de universiteit en geeft er les criminologie. Haar leerlingen zijn voornamelijk politiemannen. Wallace Evans, een ex-agent, gaf de les voor Jessica. Heel wat mensen zijn skeptisch en denken dat Jessica enkel werd aangenomen als publiciteitsstunt om meer leerlingen aan te trekken. Nadat nogmaals een student op de campus werd overvallen, daagt Wallace Jessica uit om de dader te vinden, maar zij weigert de weddenschap. Dit verandert nadat bij een volgende overval het slachtoffer wordt vermoord. |             |                                     |                  |                        |                   |  |
| 159 | 3           | Unauthorized Obituary               | Walter Grauman   | Robert E. Swanson      | 29 september 1991 |  |
| Jane Dawson, een schijfster van biografieën waarin ze vooral aandacht schenkt aan schandalen, zal weldra een nieuw werk uitbrengen over de aan lager wal geraakte Hollywood-actrice Ellen Lombard. Dawson kwam op een of andere manier in het bezit van Ellens' medisch dossier wat voluit in het boek aan bod komt, waaronder haar vermeende verslaving aan allerhande medicijnen. Op een avond krijgt ze bezoek van Arthur Brent, de man van Ellen. Net na zijn vertrek vindt Beth het lijk van haar zus Jane in bad: ze werd geëlektrocuteerd. Arthur beweert dat hij Ellen zo vond in bad, maar op Jessica na gelooft niemand hem. |             |                                     |                  |                        |                   |  |
| 160 | 4           | Thicker Than Water                  | Anthony Shaw     | Larry DiTillio         | 6 oktober 1991    |  |
| Wayne Metzger, de jongere broer van sheriff Mort Metzger, duikt plots op in Cabot Cove. De twee zijn al lang vervreemd en Wayne heeft een duister verleden en zat lange tijd in de gevangenis. Mort wil niets met zijn broer te maken hebben, maar kan er toch voor zorgen dat hij een job krijgt op de vissersboot van Zach Franklin. Nadat Zach vermist is en er een grote som geld ontbreekt, wordt Wayne al snel met de vinger aangeduid. Daarbij komt dat in de boot van Zach het lijk van zijn stille vennoot Terry Montagne wordt gevonden. Jessica is van mening dat Wayne niets met de moord en de verdwijning van Zach en het geld te maken heeft. |             |                                     |                  |                        |                   |  |
| 161 | 5           | Lines of Excellence                 | Walter Grauman   | J. Michael Straczynski | 3 november 1991   |  |
| Jessica besluit een computer te kopen en gaat te rade bij haar student Michael Rossari. Rossari werkt in zijn vrije tijd bij een computerbedrijf en verkoopt Jessica zo'n apparaat. Nadat Alan Miller, de baas van dat bedrijf, vermoord is gevonden, gaan er geruchten rond dat Michael wellicht de dader is, omdat hij enkele jeugdveroordelingen heeft. Verder blijkt ook dat hij de computer van de universiteit heeft gekraakt om zijn punten aan te passen, en volgens nog andere bronnen heeft hij computermateriaal geheeld dat hij van het bedrijf had gestolen. Jessica vindt nog andere potentiële daders, onder wie een dame die beweert dat Miller haar zelfgemaakte computerspel heeft gepikt om het vervolgens zelf uit te brengen. |             |                                     |                  |                        |                   |  |
| 162 | 6           | Judge Not                           | Chuck Bowman     | Gerald DiPego          | 10 november 1991  |  |
| Jessica reist naar New Orleans om de begrafenis van jazzmuzikant John Daddy Coop - die overleed aan een natuurlijke dood - bij te wonen waarmee ze goed bevriend was. Na de begrafenis vinden zij en Johns vrouw Melinda het lichaam van Jack Lee Johnson, een goede vriend van John. Vervolgens krijgt Melinda een aantal dreigtelefoons, maar haar zoon John Junior verbiedt Jessica om er een zaak van te maken. Desondanks doet ze dit toch en vermoedt dat er een verband is met een moord twintig jaar eerder. Toen werd Luna Santee, de minnares van John, vermoord. John Junior heeft altijd gedacht dat zijn vader verantwoordelijk was, maar een schilderij waarop Luna met enkele andere personen staat afgebeeld, leidt Jessica naar de echte moordenaar van Jack Lee Johnson en Luna Santee. |             |                                     |                  |                        |                   |  |
| 163 | 7           | Terminal Connection                 | Walter Grauman   | Robert Swanson         | 17 november 1991  |  |
| Jessica is op een promotietour in California. Ze verblijft bij haar vrienden Clark en Ginny in Santa Barbara. Clark is een succesvol zakenman. Wanneer hij dronken is, wordt hij agressief en deinst er niet voor terug om Ginny te slaan. Wanneer Clark vermoord wordt gevonden, is Ginny de eerste verdachte. Jessica vindt nog potentiële daders: een zakenman wiens bedrijf door Clark werd overgekocht en een werknemer wiens vrouw een affaire had met Clark. |             |                                     |                  |                        |                   |  |
| 164 | 8           | A Killing in Vegas                  | Anthony Shaw     | Bruce Lansbury         | 24 november 1991  |  |
| Jessica is in Las Vegas naar aanleiding van een boekenbeurs. Daar ontmoet ze Susan Hartley. Ze werkt als serveerster in een casino waar ook haar vriend Eddie als kaartverdeler werkt. Eddie wordt nauw door de beveiliging in het oog gehouden omdat hij ervan verdacht wordt casinochips achter te houden. Wanneer de eigenaar van het casino, Jerry Pappas, van het dak valt, zijn het hoofd van de beveiliging en politie-inspecteur Walt Murphey er na een kort onderzoek zeker van dat Eddie de dader is. Jessica vindt heel wat gaten in hun redenering en start haar eigen onderzoek. |             |                                     |                  |                        |                   |  |
| 165 | 9           | The Committee                       | Jerry Jameson    | J. Michael Straczynski | 1 december 1991   |  |
| Jessica wordt gevraagd om als eerste vrouwelijke gaste een bespreking te komen geven in de exclusieve mannenclub Avernus. Winston Devermore, een van de leden, vraagt Jessica om de moord op te lossen van hun voormalig clublid Lawrency Cayle. Omwille van onzedig gedrag, werd een geheime stemming gehouden door het bestuur van Avernus om te bepalen of hij al dan niet geschorst werd. Niet veel later overlijdt bestuurslid Hancourt Fenton nadat zijn wagen werd gesabotteerd. Zijn passagier Winston is ernstig gewond. |             |                                     |                  |                        |                   |  |
| 166 | 10          | The List of Yuri Lermentov          | Anthony Shaw     | Tom Sawyer             | 15 december 1991  |  |
| Jessica komt in Washington Michael Hagarty tegen die werkt bij MI6. Hagarty is op zoek naar Yuri Lermentov die in bezit is van een lijst van Britse geheime agenten. Deze lijst mag omwille van de veiligheid niet in verkeerde handen komen. Lermentov heeft de lijst in een boek verstopt, maar het toeval wil dat dat boek een geschenk is van een congresman aan Jessica. Jessica staat dan ook aan de grond genageld wanneer een dode Lermentov in haar hotelsuite ligt. |             |                                     |                  |                        |                   |  |
| 167 | 11          | Danse Diabolique                    | Alexander Singer | Jo William Philipp     | 5 januari 1992    |  |
| In San Francisco brengt een balletgroep het werk Danse Diabolique. In het verleden werd het werk slechts twee keer opgevoerd. In beide gevallen stierf de prima ballerina tijdens de première. In deze productie wordt prima ballerina Claudia Cameron tijdens de repetities plots vervangen door de jongere Lily Roland. Meesterdanser Damien Bolo is hier allesbehalve gelukkig mee omdat Claudia veel ervaring heeft. Tijdens de première sterft Lily op het podium nadat ze aan een roos ruikt. In eerste instantie denkt men dat er op de roos het een of ander vergif werd gespoten, maar uit forensisch onderzoek blijkt dit niet zo te zijn. Jessica doorspit de balletgroep om de moordenaar en het motief te zoeken. |             |                                     |                  |                        |                   |  |
| 168 | 12          | The Witch's Curse                   | Jerry Jameson    | Tracy Friedman         | 12 januari 1992   |  |
| Seth Hazlitt is op zoek naar acteurs om te spelen in een toneelstuk over Rachel Abbott. Rachel werd enkele eeuwen eerder op de heksenstapel verbrand. Niemand wil de rol van Rachel op zich nemen. Uiteindelijk gaat de rol naar Mariah Osborn die net in Cabot Cove is komen wonen. Ze speelt de rol voortreffelijk. Omdat ze in een oud huis woont en veel zwarte katten heeft, gaat het gerucht rond dat ze een heks is. Dit wordt nog versterkt nadat iemand uit de kerktoren valt en er brand uitbreekt in een verzekeringskantoor. Jessica start een onderzoek en vindt een verband tussen Mariah en Monica Walker. Monica werd twintig jaar eerder veroordeeld tot vijf jaar gevangenisstraf na het stelen van een duur juweel dat behoorde tot Charles en Lydia Winthrop. |             |                                     |                  |                        |                   |  |
| 169 | 13          | Incident in Lot 7                   | Anthony Shaw     | J. Michael Straczynski | 19 januari 1992   |  |
| Jessica wordt door producer Darryl Hayward van Universal Studios uitgenodigd. Zij willen Jessica haar laatste boek verfilmen. John Cavershaw wordt door het productiebedrijf aangenomen als scenarist. Jessica heeft enkele bezwaren: John heeft haar verhaal aangepast, wat zij niet wil. Daarop wordt John ontslagen en vervangen. Ook Monica Chase wordt op vraag van Jessica vervangen en een groot deel van het productieteam. Hayward heeft een geheime relatie met Monica en enkele beloften gedaan aan Leonora Holt dewelke hij nooit kan waarmaken. Wanneer Heyward dood wordt gevonden, zijn er verdachten en motieven in overvloed. |             |                                     |                  |                        |                   |  |
| 170 | 14          | The Monte Carlo Murders             | Jerry Jameson    | Bruce Lansbury         | 2 februari 1992   |  |
| Jessica gaat in Monte Carlo op hotel bij haar vriendin Annie Floret. Via politieman Morel komt ze te weten dat Annie grote schulden heeft bij zakenman Earl Harper. Ze dient hem op korte termijn een grote som geld af te betalen, anders zal ze haar hotel en andere bezittingen verliezen. Wanneer Earl wordt vermoord en een duur juweel vermist is, denkt de politie in eerste instantie aan Peter Templeton, een ex-dief die in het hotel werkt. Annie vreest dat haar zoon Richie achter de moord zit. |             |                                     |                  |                        |                   |  |
| 171 | 15          | Tinker, Tailor, Liar, Thief         | Peter Salim      | Robert E. Swanson      | 1 maart 1992      |  |
| Jessica ontmoet in Londen John Thurston die werkt op het Amerikaanse consulaat en Nigel Atkins. Jessica vindt het lijk van Atkins enige tijd later, ze belt de politie, maar het lijk is daarop spoorloos. Een van de politiemannen beweert dat hij zonet nog sprak met Atkins en hij dus nog leeft en net is vertrokken naar het buitenland. |             |                                     |                  |                        |                   |  |
| 172 | 16          | Ever After                          | Anthony Shaw     | Robert Van Scoyk       | 8 maart 1992      |  |
| Joanna Rollins, een bekende soap-actrice, wordt de nieuwe buurvrouw van Jessica. Zij had een relatie met Sonny Lane die in dezelfde serie speelde, maar onlangs werd ontslagen. Joanna start een relatie met miljonair Walter Bowman en ze beslissen om op korte termijn te huwen. Zijn ex-vrouw Miriam is niet opgezet met dat huwelijk en Sonny wil zijn relatie met Joanna hervatten. Doch het huwelijk gaat door, maar Walter wordt niet veel later doodgeschoten terwijl Jessica en Joanna op restaurant zijn. |             |                                     |                  |                        |                   |  |
| 173 | 17          | To the End Will I Grapple with Thee | Walter Grauman   | J. Michael Straczynski | 15 maart 1992     |  |
| Sean Cullance verhuist van Ierland naar New York waar hij al snel zijn rivaal Michael O'Conner op het lijf loopt. Michael is een crimineel die vroeger interesse had in dezelfde vrouw als Sean. Wanneer Michael dood wordt gevonden, verdenkt men Sean omdat hij doodsbedreigingen had geuit in een café. Michaels neef Ian is verliefd op de dochter van Sean en zit in geldnood. Jessica start een onderzoek en is er niet zeker van dat het wel moord betreft. Een mogelijk motief wordt gevonden nadat men een cassette vindt waarop Michael zijn testament heeft ingesproken. |             |                                     |                  |                        |                   |  |
| 174 | 18          | Programmed for Murder               | Jerry Jameson    | Tom Sawyer             | 5 april 1992      |  |
| Jessica gaat met haar computer naar Harriet Wooster nadat ze een groot deel van haar laatste boek heeft gewist. Harriet heeft een succesvol bedrijf dat allerhande computersoftware maakt. Harriet heeft al langere tijd last van haar maag. Volgens haar huisdokter Seth Hazlett wordt dit veroorzaakt door stress, zeker nu er grote bedrijven interesse hebben om haar bedrijf over te kopen en dat er veel wordt geboden. Jonas Beckwith, een nieuwe dokter in Cabot Cove, vindt dat Seth Hazlett door de jaren heen onvoldoende bijcursussen heeft gevolgd. Hij baseert zich nog op verouderde technieken en herkent niet alle symptomen waardoor hij regelmatig een foute diagnose maakt. Met Harriet gaat het plots achteruit nadat ze een bloedtransfusie kreeg waarbij een verkeerde bloedgroep werd toegediend. Dit incident betekent zelfs haar dood. Jessica denkt dat Harriet werd vermoord aangezien het bloed dat ze kreeg toegediend, haar eigen bloed was. |             |                                     |                  |                        |                   |  |
| 175 | 19          | Day of the Dead                     | Anthony Shaw     | Mark A. Burley         | 26 april 1992     |  |
| Jessica gaat research opdoen in Mexico voor haar nieuwe boek en bezoekt archeoloog Cyrus Ramsey die conservator is van het Mexico City Museum. In dat museum werd de vorige nacht het gouden masker van de Aztekenkeizer Montezuma gestolen. Hoteleigenaar Enrico Montejano wordt neergeschoten en het gouden masker werd op zijn gezicht gelegd. Juan Garcia, die ook in het hotel werkzaam is, denkt dat Enrico een relatie had met zijn dochter Rosa. Rosa was tot een jaar geleden verloofd met Jason Powell die omkwam. Jessica denkt dat er een verband is tussen de dood van Jason en de moord op Enrico. |             |                                     |                  |                        |                   |  |
| 176 | 20          | Angel of Death                      | Walter Grauman   | Robert E. Swanson      | 3 mei 1992        |  |
| Martin Tremayne nodigt Jessica uit om zijn laatste toneelstuk te lezen. Zijn echte reden is dat hij schuldgevoelens heeft over de zelfmoord van zijn vrouw Vivian. Hij is van mening dat hij gek is geworden: het lijkt te spoken in zijn huis en is er zeker van de geest van Vivian te hebben gezien. Verder in het huis wonen nog zijn voormalige secretaresse Lisa Rayder die blind werd na een ongeval, zijn stiefdochter Courtney en haar man Philip. Nadat Philip wordt vermoord, duikt Jessica in het verleden van de familie en kan zo de moordenaar vinden en de spookverschijningen verklaren. |             |                                     |                  |                        |                   |  |
| 177 | 21          | Badge of Honor                      | David Moessinger | David Moessinger       | 10 mei 1992       |  |
| Ben Oliver arriveert in Cabot Cove. Hij is een oorlogskameraad van dokter Seth. Dankzij hem kwam Seth destijds niet om in een gevecht. Uit dankbaarheid zorgt Seth ervoor dat Ben een job krijgt bij het bootbedrijf van Mason Porter. Een privédetective beweert dat Ben in Detroit een juwelierszaak heeft overvallen. Ben wordt ondervraagd en terug vrijgelaten omdat er geen bewijzen zijn. Jarvis blijft in zijn schuld geloven. Nadat Mason wordt vermoord, blijkt een grote som geld gestolen te zijn uit de kluis. Een gedeelte van dat geld vindt men in de slaapkamer van Ben. Jessica is er zeker van dat Ben in de val werd gelokt. |             |                                     |                  |                        |                   |  |
| 178 | 22          | Murder on Madison Avenue            | Jerry Jameson    | Bruce Lansbury         | 17 mei 1992       |  |
| Jessica wordt uitgenodigd bij Marathon Toys, een bedrijf dat allerhande gezelschapsspelen ontwikkelt. Een van hun excentrieke investeerders en CEO van de onderneming is Edgar Greenstreet. Hij wil dat Jessica tezamen met Meredith Delaney een nieuw mysteriespel ontwikkelt. Verder is het bedrijf in onderhandeling met reclamebedrijven over een contract van 40 miljoen dollar. Brian Singer is een van de vertegenwoordigers van zulk reclamebedrijf. Wanneer Delaney wordt vermoord, blijken er heel wat verdachten te zijn. Edgar Greenstreet, een personeelslid dat onlangs werd ontslagen en de man van Delaney met wie ze in een scheiding lag. Ook Brian is verdacht omdat zijn vingerafdrukken op het moordwapen werden gevonden. |             |                                     |                  |                        |                   |  |

## Seizoen 9
| Nr. serie | Nr. seizoen | Titel van aflevering         | Regisseur                                      | Schrijver                          | Uitzenddatum      |  |
| --- | ----------- | ---------------------------- | ---------------------------------------------- | ---------------------------------- | ----------------- |  |
| 179 | 1           | Murder in Milan              | Anthony Shaw                                   | Laurence Heath                     | 20 september 1992 |  |
| Jessica gaat naar een filmfestival in Milaan waar All the Murderers, een film gebaseerd op een van haar boeken, wordt vertoond. Jim Randall deed de regie van de film, die goed werd onthaald. Hij heeft nu een aanbod gekregen van Steve Morrison om een andere film te regisseren, maar Jim zijn producer - Catherine Wayne - wil hem niet laten gaan omwille van contractredenen. Wayne ontdekt dat de film 1 miljoen Amerikaans dollar over budget is gegaan en geeft haar man Tom Hiller - die de financiën regelt - opdracht om uit te zoeken waar dat geld aan werd besteed. Wanneer Catherine vermoord wordt gevonden, wordt Jim als hoofdverdachte aanzien. Jessica heeft een andere mening. |             |                              |                                                |                                    |                   |  |
| 180 | 2           | Family Secrets               | Walter Grauman                                 | Robert Hamner                      | 27 september 1992 |  |
| Journalist Randy Sloan komt naar Cabot Cove om een dertig jaar oude moordzaak te onderzoeken daar hij in bezit is gekomen van nieuwe informatie. Jessica is blij om haar oud-student terug te zien, maar hij wil zijn informatie niet vrijgeven. Destijds gingen Maggie en Emily Weymouth met hun verloofden Owen Cooper en George Latimer jagen in het bos. Cooper overleed ten gevolge van een jachtgeweer dat al dan niet opzettelijk werd afgevuurd. Omdat er te weinig bewijs was, werd het incident afgedaan als een jachtongeval. Margaret werd niet veel later krankzinnig en overleed in een psychiatrische instelling. Randy contacteert de familie van Maggie, maar zij willen niet meewerken aan het project. Erger: Randy wordt vermoord gevonden in de bibliotheek. Jessica start een onderzoek waarom Randy werd vermoord en welke nieuwe informatie hij had. |             |                              |                                                |                                    |                   |  |
| 181 | 3           | The Mole                     | Peter Salim                                    | Tom Sawyer                         | 4 oktober 1992    |  |
| Omwille van een misverstand wordt Jessica ontvoerd door handlangers van Max Hagen, een invloedrijke zakenman en gerespecteerde filantroop. Max heeft dit misverstand onmiddellijk door en laat Jessica ongeschonden vrij. Als uitvlucht zegt hij dat hij een grap wilde uithalen met Liz Foster. Jessica blijft wantrouwig zeker wanneer Liz niet veel later vermoord wordt gevonden. Ze schakelt de hulp in van politieman Artie Gelber. |             |                              |                                                |                                    |                   |  |
| 182 | 4           | The Wind Around the Tower    | Walter Grauman                                 | J. Michael Straczynski             | 1 november 1992   |  |
| Jessica en ex-politieman Sean Culhane reizen naar Ierland en boeken een kamer in het hotel van Neal Gillen. In dit 150 jaar oude huis pleegde een vrouw ooit zelfmoord nadat ze het schip van haar man zag vergaan. De geest van de vrouw dwaalt er nog steeds rond en wanneer men haar gehuil hoort, zal er niet veel later iemand sterven. Dit gebeurt ook daadwerkelijk waarbij Neil het slachtoffer is. Jessica gelooft niet in de geest en start een onderzoek. Verdachten zijn zijn vrouw Anne die niet zo veel van haar man hield dan ze liet uitschijnen, Jason MacNamara die het huis destijds aan een veel te lage prijs verkocht, zijn neef die de boekhouding bekeek en nog enkele anderen. |             |                              |                                                |                                    |                   |  |
| 183 | 5           | The Dead File                | Anthony Shaw                                   | Tom Sawyer                         | 15 november 1992  |  |
| Jessica wordt geparodieerd in een strip als Jessica Fox. In de twee laatste edities gaat het verhaal volgens Jessica te ver door bestaande personen voor te stellen als criminelen waaronder politieman DiMartini en een rijke industrieel. Jessica neemt contact op met de tekenaar, Stan Hatter, maar hij beweert deze strips niet te hebben getekend en dat dit plagiaat betreft. Wanneer Ben Watanabe, een medewerker van Stan, wordt vermoord, start Jessica een onderzoek. |             |                              |                                                |                                    |                   |  |
| 184 | 6           | Night of the Coyote          | Jerry Jameson                                  | Mark A. Burley                     | 22 november 1992  |  |
| Jessica reist naar New Mexico. Daar gaat ze naar Silverville, een toeristische attractie. Hier wordt de laatste bankroof die Cutter McGee in 1898 pleegde nagespeeld. Volgens de legende werd de buit verstopt in de bergen rondom Silverville en nooit gevonden. In 1905 verlieten de laatste inwoners het dorpje omdat de zilvermijn werd gesloten. Sindsdien is Silverville een spookstad. Nu wil bankier Ben Judson de stad kopen. Max en historicus Charles Strickland willen hier niet van weten omdat ze zelf op zoek zijn naar de buit. Wanneer het lokale museum, ook eigendom van Max, afbrandt is men er van overtuigd dat dit opzettelijke brandstichting was. De volgende dag wordt Max vermoord gevonden. Samen met sheriff Sam Keeyani gaat Jessica op zoek naar de moordenaar. Naast Ben en Charles zijn ook Tony Sable en stuntman Earl verdacht.           |             |                              |                                                |                                    |                   |  |
| 185 | 7           | Sugar & Spice, Malice & Vice | Vincent McEveety                               | Robert E. Swanson                  | 29 november 1992  |  |
| Jessica is in San Francisco voor een boekenconferentie. Daar loopt ze MI-6 agent Michael Hagarty tegen het lijf. Michael is bezorgd om zijn vervreemde dochter Andrea. Zij stapt weldra in het huwelijksbootje met Paul Marlow. Paul heeft een fusie geleid tussen een kleine Amerikaanse bank en een bank uit Hong-Kong. Die laatste bank is in handen van de Colombiaanse maffia en wordt voornamelijk gebruikt om drugsgeld wit te wassen. Paul is van deze praktijken op de hoogte. Michael heeft zijn dochter ingelicht, maar zij luistert niet naar hem. Wanneer Paul wordt vermoord, is Michael hoofdverdachte |             |                              |                                                |                                    |                   |  |
| 186 | 8           | The Classic Murder           | Vincent McEveety                               | Robert Van Scoyk                   | 6 december 1992   |  |
| Jessica is in New York met haar redactrice Sally Wilson. Daar verneemt ze dat Buck Wilson, de vader van Sally, wellicht het bedrijf zal overkopen dat haar boeken uitgeeft. Buck wordt vermoord gevonden in een van zijn antieke wagens. Zijn zoon B.J. komt tot de ontdekking dat er 150 miljoen Amerikaanse Dollar verdwenen is uit het bedrijf. Ook Marika, een oplichtster die zich voordoet als psychologe, wordt vermoord. |             |                              |                                                |                                    |                   |  |
| 187 | 9           | A Christmas Secret           | Anthony Shaw                                   | Bruce Lansbury                     | 13 december 1992  |  |
| Charlie McCumber en Elizabeth Forsyte verloven zich tijdens de kerstperiode in Cabot Cove. Charlie vocht in de Golfoorlog en studeert nu rechten om in het kantoor van zijn schoonvader Alan Forsyte te kunnen werken. Charlie ontvangt een cassette met daarop een montage waarop te zien is dat hij een onbekende dame kust. Deze cassette wordt gevonden door Elizabeth. Niet veel later wordt Wanda Andrews neergeschoten door een man verkleed als kerstman. Zij overleeft de aanslag, maar al snel wordt duidelijk dat ze 400 000 Amerikaanse dollar heeft verduisterd uit het pensioenfonds van de stad. Charlie wordt aangehouden omdat de vrouw werd neergeschoten met zijn wapen, maar Jessica kan bewijzen dat hij niet de dader is. |             |                              |                                                |                                    |                   |  |
| 188 | 10          | The Sound of Murder          | Anthony Pullen Shaw(credited as Anthony Shaw)  | Bruce Lansbury                     | 3 januari 1993    |  |
| Jessica gaat naar de opnamestudio van Freddie Major om een van haar boeken in te spreken voor de doven. Major wil zijn studio verkopen. Er is een koper, maar hij wil dat Major eerst een opkomende muziekgroep een contract geeft. Major wordt dood gevonden tijdens de opname van een muziekvideo van de betreffende groep. Al snel blijkt de maffia betrokken te zijn. |             |                              |                                                |                                    |                   |  |
| 189 | 11          | Final Curtain                | Walter Grauman                                 | J. Michael Straczynski             | 10 januari 1993   |  |
| Er zijn open audities in Cabot Cove voor een toneelstuk waarvan men hoopt dat het Broadway zal halen. Tot ieders verbazing speelt David North, die 10 jaar eerder op pensioen ging en het stadje verliet, een van de hoofdrollen. Lyman Taggart solliciteert naar een bijrol, maar zijn auditie wordt slecht beoordeeld. Daarop bedreigt Taggart North. Regisseur Kathryn Evans is verbaasd wanneer blijkt dat Eric Benderson, de voormalige manager van North, 15% eist van de totale opbrengst en dat hij daar inderdaad recht op heeft omwille van een destijds opgesteld contract tussen hem en North. Wanneer Benderson wordt vermoord, start Jessica een onderzoek. |             |                              |                                                |                                    |                   |  |
| 190 | 12          | Double Jeopardy              | Anthony Pullen Shaw (credited as Anthony Shaw) | Laurence Heath                     | 17 januari 1993   |  |
| Huisbaas Frank Fernandez is vrijgesproken van de moord op raadsman Roberto Galvan. De nabestaanden van Galvan zijn overtuigd dat Frank de moordenaar is. Wanneer Fernandez wordt vermoord in de lokale kerk, wordt Jose Galvan hoofdverdachte. |             |                              |                                                |                                    |                   |  |
| 191 | 13          | Dead Eye                     | Jerry Jameson                                  | Tom Sawyer                         | 7 februari 1993   |  |
| In Miami wordt het lijk gevonden van privédetective Bernie Callan die al 30 jaar vermst is. Jessica is in de stad omwille van een boekenbeurs. Deze vondst trekt de aandacht van privédetective Charlie Garret en maffiabaas Santo Angelini. Er duiken nu fotonegatieven op waarop Angelini duidelijk zichtbaar is in het bijzijn van Lee Harvey Oswald, de moordenaar van J.F. Kennedy. |             |                              |                                                |                                    |                   |  |
| 192 | 14          | Killer Radio                 | Peter Salim                                    | Carlton Hollander                  | 14 februari 1993  |  |
| Tijdens een reis ter promotie van haar boeken is Jessica gaste bij KGAB, een lokaal radiostation, in het programma van Marcus Rule. Hij is een onbeschofte presentator die zijn gasten schoffeert en net dat zorgt er voor dat het programma veel luisteraars heeft. Bij de radiozender werkt ook Jonathan Baker, de zoon van een kennis van haar. Jonathan is verliefd op Ronna Simmons, een andere medewerkster. Zij heeft vooral oog op de getrouwde Colin Crowe die in een echtscheidingsprocedure zit. Rule heeft op de zender het gerucht verspreidt dat kandidaat senator David Osterman verdacht wordt van corruptie. Verder heeft hij ervoor gezorgd dat de zender een groter zendbereik heeft gekregen. Wanneer Crowe wordt vermoord, is Jonathan verdacht omdat zijn wapen werd gebruikt.                                                                         |             |                              |                                                |                                    |                   |  |
| 193 | 15          | The Petrified Florist        | Anthony Pullen Shaw                            | Donald Ross                        | 21 februari 1993  |  |
| Jessica bezoekt in Hollywood Frances Hunt, een redactrice van een roddelblad. Bloemist Billy Kyle wordt vermoord in zijn winkel. Op het eerste zicht lijkt het een overval daar de kassa leeg is, maar er ontstaat twijfel omdat er geen enkel alarm is afgegaan. Daardoor vermoedt men dat Billy de dader persoonlijk kende. Ook wordt het duidelijk dat Billy van roddels hield en deze graag verspreidde. Daar hij als bloemist op veel plaatsen leverde, kwam hij ook in bezit van roddels. Wellicht wist hij nu iets wat absoluut niet mocht worden verspreid en werd hij daarom vermoord. |             |                              |                                                |                                    |                   |  |
| 194 | 16          | Threshold of Fear            | Vincent McEveety                               | James L. Novack                    | 28 februari 1993  |  |
| In het appartementsblok waar Jessica verblijft wanneer ze in New York is, woont ook Alice Morgan. Zij heeft agorafobie sinds haar moeder vijf jaar eerder werd vermoord. Ze is er zeker van dat architect Jordan Barnett de dader is. Hij werd destijds ingehuurd door hun vader om het appartement te renoveren, iets wat haar stiefbroer Peter Morgan bevestigd. Omwille van aanhoudende nachtmerries gaat Alice naar psychiater Ellen Holden. Ellen is van mening dat Alice zich enkel inbeeldt dat Barnett de moordenaar is. Wanneer Barnett wordt vermoord, zijn er meerdere verdachten. |             |                              |                                                |                                    |                   |  |
| 195 | 17          | The Big Kill                 | Jerry Jameson                                  | Mark A. Burley                     | 7 maart 1993      |  |
| In Cabot Cove staat het wapenbedrijf van Martin Fraser op de rand van het faillissement. Het bedrijf staat op het punt om een apparaat op de markt te brengen dat men bij de marine en het leger goed kan gebruiken. Om het bedrijf staande te houden, leverde visserman Henry Riddett op illegale wijze goederen aan Fraser. Nadat Riddett ophield, werd hij vermoord. Fraser ging op zoek naar een nieuwe investeerder en kwam terecht bij bankier Carl Ward. Wanneer Ward achterhaalt dat er illegale praktijken aan de gang zijn, chanteert hij Fraser. Niet veel later wordt Ward ook vermoord. |             |                              |                                                |                                    |                   |  |
| 196 | 18          | Dead to Rights               | Anthony Pullen Shaw (credited as Anthony Shaw) | Tom Sawyer                         | 21 maart 1993     |  |
| Dana Ballard is een dwangmatige leugenaar. Tijdens een sollicitatie gaf ze Jessica op als referentie waarbij ze dat telefoongesprek manipuleert waardoor ze de job krijgt. Nadat Dana bewusteloos wordt gevonden naast het lijk van haar nieuwe werkgever, wordt ze hoofdverdachte. Vincent Polaski, een wereldvreemde advocaat, is er zeker van dat Dana onschuldig is. Jessica is het pas met hem eens nadat blijkt dat haar werkgever handelde met voorkennis. |             |                              |                                                |                                    |                   |  |
| 197 | 19          | Lone Witness                 | Walter Grauman                                 | Maryanne Kasica and Michael Scheff | 4 april 1993      |  |
| Tommy Remsen, een scholier in Cabot Cove, is een beloftevolle zwemmer. Daarnaast levert hij bestellingen van het lokale warenhuis aan huis. Op een dag belt een verwarde Tommy aan bij Jessica. Hij beweert dat hij in de winkel het lijk zag van Monica Evers en dat de moordenaar - dewelke hij niet kent - over het lichaam leunde. De politie gaat in allerijl naar het warenhuis, maar er is niets dat er op duidt dat er een moord werd gepleegd. Doch het lichaam van Monica wordt enkele dagen later gevonden. Ook het lichaam van de man die Tommy beschreef, wordt gevonden in het zwembad waar hij traint. Wanneer blijkt dat Tommy ook in bezit is van het moordwapen, wordt hij hoofdverdachte. |             |                              |                                                |                                    |                   |  |
| 198 | 20          | Ship of Thieves              | Anthony Pullen Shaw (as Anthony Shaw)          | Bruce Lansbury                     | 2 mei 1993        |  |
| Jessica is op cruise in de Caraïben. Tijdens de reis wordt passagier Janet Fisk vermoord gevonden. Ze werd doodgeschoten met haar eigen wapen. Dennis Stanton - voormalig agent in verzekeringsfraude - is nu het hoofd van de veiligheid van de rederij. Hij achterhaalt dat Janet Fisk reisde onder een valse naam en dat de echte Janet Fisk dood is. Verder aan boord zijn Molly Altrip die haar vriend verdenkt van de moord en de kleptomane mevrouw Sobel. |             |                              |                                                |                                    |                   |  |
| 199 | 21          | The Survivor                 | Anthony Pullen Shaw (as Anthony Shaw)          | Robert Van Scoyk                   | 9 mei 1993        |  |
| In New York wordt computerconsultant Paula Raynor opgenomen in het ziekenhuis nadat ze in de auto van haar vriend en politieman John Bondy bewusteloos werd geslagen. Saillant detail is dat ze met John een eerste date had en dat ze John vermoord vond in de auto voordat ze zelf werd neergeslagen. Sergeant Vince Lofton voelt zich verantwoordelijk: John was net in zijn team en was er eerder als undercover agent om uit te vissen welke politieman in het team een mol is. |             |                              |                                                |                                    |                   |  |
| 200 | 22          | Love's Deadly Desire         | Robert M. Wiliams Jr.                          | Peter S. Fischer                   | 16 mei 1993       |  |
| Schrijfster Sibella Stone verhuist naar Cabot Cove en neemt intrek in een oude lichttoren. Bij haar woont haar man Derek Harman, hun dochter Valerie en diens arrogante Britse vriend. Op een avond wordt hun huishoudster Marian King vermoord toen zij een mantel droeg van Sibella. Het is dus snel duidelijk dat Sibella het doelwit was. Uit onderzoek blijkt dat Derek een verhouding had met Marian en dat de Britse vriend problemen heeft met zijn verblijfsvergunning |             |                              |                                                |                                    |                   |  |

## Seizoen 10
| Nr. serie | Nr. seizoen | Titel van aflevering          | Regisseur            | Schrijver                          | Uitzenddatum      |  |
| --- | ----------- | ----------------------------- | -------------------- | ---------------------------------- | ----------------- |  |
| 201 | 1           | A Death in Hong Kong          |                      |                                    | 12 september 1993 |  |
| Op vraag van Emma Soon reist Jessica Fletcher mee naar Hong Kong. Daar wordt Emma gekidnapt en wordt er 200 000 Amerikaanse dollar losgeld gevraagd. Emma's man Brian heeft gesprekken met een Chinese zakenman over een eventuele samenvoeging van hun beide bedrijven. Deze man, Kai Kuan, betaalt het losgeld. De politie in Hong Kong neemt de ontvoering niet al te serieus aangezien het er dagelijkse kost is. Dan blijkt dat de zoon van Kai Kuan een geheime relatie heeft met de dochter van Emma en Brian. Wanneer Brian sterft aan een voedselvergiftiging op een bedrijfsfeest, is Jessica ervan overtuigd dat er van moord sprake is. |             |                               |                      |                                    |                   |  |
| 202 | 2           | For Whom the Bell Tolls       |                      |                                    | 26 september 1993 |  |
| In New York worden drie oude historische gebouwen gesloopt. Er is een actiecomité opgericht om de panden te vrijwaren daar Ernest Hemmingway er heeft gewoond. Ondertussen hebben alle bewoners toegezegd te willen verhuizen, behalve een oude dame die niemand gedurende de laatste jaren nog heeft gezien. Wanneer Walter Gillrich, die tezamen met zijn broer Ernest eigenaars zijn van de site, wordt vermoord, zit de politie met een dilemma. Walter zat namelijk aan het bureau van zijn broer, dus mogelijk heeft de dader de verkeerde persoon vermoord. |             |                               |                      |                                    |                   |  |
| 203 | 3           | The Legacy of Borbey House    |                      |                                    | 3 oktober 1993    |  |
| De rijke, veeleisende Lawrence Baker koopt een huis in Cabot Cove en neemt er zijn intrek. Hij heeft Charles Weatherly gevraagd om zijn huis op te knappen. Weahterly, die momenteel reparaties uitvoert bij Jessica, wordt door Lawrence Baker opgeëist daar hij vindt dat de werken in zijn huis dringender zijn en het afgesproken bedrag verdubbelt. Niemand in Cabot Cove heeft enig idee wie Lawrence is. Al snel gaan de geruchten rond dat hij een vampier zou zijn omdat hij enkel buitenkomt wanneer het donker is. Ook hangen er nergens in zijn huis spiegels. Op een dag wordt hij dan ook vermoord gevonden: zijn hart werd doorboord met een staak. |             |                               |                      |                                    |                   |  |
| 204 | 4           | The Phantom Killer            |                      |                                    | 24 oktober 1993   |  |
| Jessica geeft een interview aan Ben Forman die werkt voor Follies Magazine. Omdat het bedrijf in financiële moeilijkheiden zit, heeft concurrent Harrison Cane aangekondigd dat hij het magazine wil overkopen. Nadat Harrison Kane geëlektrocuteerd wordt gevonden, start Jessica een onderzoek. Forman biecht op dat hij de moord heeft gepleegd, maar Jessica gelooft hem niet. Forman houdt ook in zijn huis een jonge actrice verborgen die in het huis van Kane was op de avond hij werd vermoord. |             |                               |                      |                                    |                   |  |
| 205 | 5           | A Virtual Murder              |                      |                                    | 31 oktober 1993   |  |
| Jessica Fletcher reist naar Silicon Valley. Ze heeft voor het computerspelbedrijf Marathon Images een script geschreven voor hun nieuw computerspel waarvan Michael Burke projectverantwoordelijke is. Vierentwintig uur voordat het spel op de markt wordt aangekondigd, vindt men een grote bug. Omdat het oplossen van deze bug te lang zou duren, dient Jessica tezamen met Alex Porter het verhaal aan te passen. Daarbij krijgen ze ook hulp van Sharon Baskin en Kate Walden die beiden verliefd zijn op Michael. Programmeur James Lindstrom is weigerachtig om zijn broncode vrij te geven en financieel manager David Salt tracht het spel in het geheim door te verkopen aan een concurrerend bedrijf. Wanneer Lindstrom wordt vermoord, is Michael hoofdverdachte. Jessica heeft een andere mening en denkt dat men via de broncode - en meer bepaald het stuk waarin de bug werd gevonden - de moordenaar kan vinden. |             |                               |                      |                                    |                   |  |
| 206 | 6           | Bloodlines                    |                      |                                    | 7 november 1993   |  |
| Jessica bezoekt Matt Cleveland in Virginia. Hij is de eigenaar van een bedrijf dat racepaarden traint. Iedereen is benieuwd of het paard Swift Prince, eigendom van Wally Hampton, de eerstvolgende race zal winnen ondanks deze een kneuzing aan een been heeft. Matt wordt in de stal neergeslagen door een indringer. In een haag wordt een injectiespuit gevonden met daarin een stimulerend middel. De buren van Matt zijn de familie Noble die ook een ranch hebben. Zij staan op het punt van het faillissement. Hun dochter gaat weldra trouwen met Paul Hampton, de zoon van Wally. Wanneer Matt wordt vermoord, moet Jessica op zoek naar de moordenaar. |             |                               |                      |                                    |                   |  |
| 207 | 7           | A Killing in Cork             |                      |                                    | 21 november 1993  |  |
| Jessica Fletcher reist naar Cork in Ierland om een bezoek te brengen aan Fiona Griffith die onlangs weduwe werd. Haar man Robert was goed bevriend met Jessica's overleden man. Eenmaal daar wordt Jessica aangesproken door William Mahaffy die insinueert dat Robert werd vermoord. De familie Griffith heeft een wolbedrijf dat nu wordt geleid door haar jongste zoon Sean. Hun oudste zoon Patrick vertrok 10 jaar eerder omdat hij steeds in ruzie lag met zijn vader. Hij is nu teruggekeerd. Hun neef Ambrose en zijn vrouw Emily hebben interesse om het bedrijf over te kopen. Wanneer Ambrose gewurgd wordt gevonden, leiden alle sporen naar Patrick. Jessica bewijst dat hij onschuldig is via een aantal familiegeheimen waaronder het feit dat Ambrose ging scheiden van Emily. |             |                               |                      |                                    |                   |  |
| 208 | 8           | Love & Hate in Cabot Cove     |                      |                                    | 28 november 1993  |  |
| Jessica keert met spoed naar Cabot Cove omdat haar financiën niet in orde zijn. Normaal gezien wordt dit bij haar afwezigheid beheerd door boekhouder Sam Bennett, maar deze antwoord niet op haar berichten. Sheriff Metzger is ervan overtuigd dat de nieuwe eigenaar van een café in Cabot Cove op de bovenverdieping een illegaal casino heeft. Er waren enkele invallen, maar tot nu toe werd geen bewijs gevonden. Wanneer een mislukte aanslag wordt gepleegd op Metzger en een van zijn agenten wordt doodgeschoten in Metzeger zijn auto, start Jessica een onderzoek. |             |                               |                      |                                    |                   |  |
| 209 | 9           | Murder at a Discount          |                      |                                    | 5 december 1993   |  |
| Jessica wordt door Dave Novaro, een winkelier uit New York, aangeklaagd voor laster en eerroof en hij eist 10 miljoen Amerikaanse dollar schadevergoeding. Dave zijn vrouw Janet werd vermoord, maar hij werd vrijgesproken. Het boek van Jessica is volgens Dave een identieke vertelling van zijn zaak met het verschil dat hij er wel schuldig wordt bevonden. |             |                               |                      |                                    |                   |  |
| 210 | 10          | Murder in White               |                      |                                    | 19 december 1993  |  |
| Op vraag van actrice Glenda Highsmithg reist Jessica naar Londen. Glenda speelt mee in een toneelstuk dat een adaptie is van een boek van Jessica. Iedereen is er het over eens dat het script niet goed is, ondanks het door de capabele Mae Shaughnessy werd geschreven. Producer Martin Kramer bedreigt de regisseur en de spelers. Een straatjournalist wil meer weten over de affaire van Glenda met een aristocraat. Wanneer Kramer wordt vermoord, werkt Jessica samen met Scotland Yard. |             |                               |                      |                                    |                   |  |
| 211 | 11          | Northern Explosion            | Anthony Shaw         | Mark A. Burley                     | 2 januari 1994    |  |
| Jessica is met een klein vliegtuig op weg naar Brits Columbia in Canada. Met haar reizen ook rechter Peter Henderson en gepensioneerd politieman Hamish McPherson. Omwille van een defect dient het vliegtuig te landen in het stadje Dominion. Daar is een conflict tussen een mijnbedrijf, eigendom van Rick Shipley, en de indianen. Deze laatste zijn van mening dat de mijnbouw het land verwoest. McPherson herkent in Shipley de ontsnapte bankrover Nicholas Jensen Davis en chanteert hem hiermee. Niet veel later wordt McPherson opgeblazen met dynamiet en Shipley doodgeschoten. George wordt gearresteerd, maar Jessica is het niet eens. |             |                               |                      |                                    |                   |  |
| 212 | 12          | Proof in the Pudding          | Jerry Jameson        | Lisa Seidman                       | 9 januari 1994    |  |
| Jessica is te gast in het kookprogramma Bonneli's Kitchen. Chef-kok Bernardo is een veeleisend man zowel tegenover de producers van de televisieshow als zijn eigen medewerkers. Daarbij komt dat voedselcriticus Diane, tevens vrouw van de eigenaar van het productiebedrijf, flirt met Bernardo en hij hier niet op ingaat. Bernardo wil een nieuw restaurant openen, maar zijn enige potentiële investeerder is maffioso Paul Avoncini. Nadat Bonelli wordt vermoord, gaat Jessica tezamen met detective MacKenzie op zoek naar de moordenaar. |             |                               |                      |                                    |                   |  |
| 213 | 13          | Portrait of Death             | Vincent McEveety     | Peter S. Fischer, Richard Levinson | 16 januari 1994   |  |
| Jessica ontmoet in New York toevallig een voormalige inwoonster van Kim Mitchell. Kim won 10 miljoen Amerikaanse dollar in een loterij en zet zich sindsdien in voor het goede doel. Nu organiseert ze met haar vriend Bert Lown een openbare verkoop - dewelke wordt geleid door kunstverkoper Philip Jovey - waarvan de opbrengst wordt geschonken aan een weeshuis. Nadat een geschonken schilderij vermist is en Jovey vermoord wordt gevonden, leiden de sporen naar Kim. Jessica start haar eigen onderzoek. |             |                               |                      |                                    |                   |  |
| 214 | 14          | Deadly Assets                 | Anthony Shaw         | Tom Sawyer                         | 23 januari 1994   |  |
| Walter Perry is al lange tijd aan het wachten op 1200 Amerikaanse dollar dewelke zakenman Sanford Lomax hem schuldig is. Uit ongeduld beslist Perry om in te breken bij Lomax en steelt hij in totaal 900.000 Amerikaanse dollar dewelke eigendom is van een maffiabaas. Lomax huurt privédetective Charlie Garrett in om de dief en het geld te vinden. Omwille van eenzelfde reden stuurt de maffia een van hun leden: Oscar Gandile. Nadat Gandile wordt vermoord, is Charlie hoofdverdachte. Jessica komt in actie om zijn onschuld te bewijzen. |             |                               |                      |                                    |                   |  |
| 215 | 15          | Murder on the Thirtieth Floor | Walter Grauman       | Peter S. Fischer, Richard Levinson | 6 februari 1994   |  |
| Uitgever Edward Graham bezoekt psychiater Jerry Santana sinds zijn vrouw is gestorven. De laatste weken heeft hij stemmingswisselingen waardoor Jessica van menig is dat hij lijdt aan een manische depressie. Nadat Edward van een appartementsgebouw valt, vermoedt men dat hij zelfmoord pleegde. Uit verder onderzoek blijkt dat er geknoeid werd met zijn medicijnen en wanneer Santana wordt vermoord, is Jessica er zeker van dat Edward van het dak werd geduwd. |             |                               |                      |                                    |                   |  |
| 216 | 16          | Time to Die                   | Anthonyh Pullen Shaw | Peter S. Fischer, Richard Levinson | 6 maart 1994      |  |
| Tiener Chris Garcia heeft zich ingeschreven in een lessenreeks van Jessica. Zijn stiefvader Frank leent kredieten aan mensen die bij de bank geen lening krijgen, maar vraagt enorme interesten. Hij is dan ook continue bezig met zijn wanbetalers op te zoeken. In zijn vrije tijd is Frank duivenmelker. Nu heeft hij een weddenschap afgesloten met Mario Fernandez over de volgende vliegwedstrijd waarbij een grote som geld werd ingezet. Niet veel later wordt Frank dood aangetroffen. |             |                               |                      |                                    |                   |  |
| 217 | 17          | The Dying Game                | Jerry Jameson        | Peter S. Fischer, Richard Levinson | 13 maart 1994     |  |
| Floyd Larking, eigenaar van de prestigieuze winkel Larkins Department Store schakelt de hulp in van Jessica nadat hij er een lijk vond. Eerder onverwacht beslist hij om zijn winkel te verkopen aan concurrent Clint Hallowel. Dit is een bittere pil voor het personeel ook omdat er mogelijk jobverlies is. Wanneer Hallowel met een kruisboogpijl wordt vermoord, start Jessica een onderzoek. |             |                               |                      |                                    |                   |  |
| 218 | 18          | The Trouble with Seth         | Anthony Pullen Shaw  | Peter S. Fischer, Richard Levinson | 27 maart 1994     |  |
| Jessica en sheriff Metzger zijn ongerust nadat Seth is verdwenen: zijn kantoor werd overhoop gehaald en er werd bloed gevonden dat overeenkomt met zijn bloedgroep. In het bos wordt het lijk van misdadiger Leo Fender gevonden. |             |                               |                      |                                    |                   |  |
| 219 | 19          | Roadkill                      |                      |                                    | 1 mei 1994        |  |
| Jessica is in Texas waar Wayne Platte, een vriend van haar, een transportbedrijf heeft. Het bedrijf zit in slechte papieren: de laatste tijd worden er regelmatig overvallen gepleegd op hun vrachtwagens waarbij de vracht wordt gestolen. Ook Wayne zelf is slachtoffer van zulke overval waarbij dure computers, bestemd voor NASA, werden gestolen. Hun klanten laten nu hun goederen vervoeren via concurrerende bedrijven en eisen uiteraard schadevergoeding van de gestolen waar dewelke de verzekering weigert uit te betalen. Er gaan geruchten rond dat Randy Jinks via een lokale computerwinkel computers wil laten verkopen die hij aan een spotprijs kon kopen. Wanneer Randy vermoord wordt gevonden, start Jessica een onderzoek. |             |                               |                      |                                    |                   |  |
| 220 | 20          | A Murderous Muse              |                      |                                    | 15 mei 1994       |  |
| De zeventienjarige pianovirtuose Leslie Walden zal optreden tijdens een geldinzameling voor een museum in New York. Zij woont bij haar leraar Byron Tokofsky sinds haar eigen vader haar tien jaar geleden verliet. Byron voedt Leslie zeer afgescheiden op waardoor zij niet veel in contact komt met andere mensen. Byron verplicht nu Leslie om met hem te trouwen. Wanneer Byron niet veel later vermoord wordt gevonden, leidt het spoor naar Leslies vader die onverwacht is teruggekeerd. |             |                               |                      |                                    |                   |  |
| 221 | 21          | Wheel of Death                |                      |                                    | 22 mei 1994       |  |
| Nadat een circus zijn tenten opzet in Cabot Cove komen er bij de lokale politie veel meldingen van inbraak waarbij juwelen werden gestolen, zo ook bij Jessica. De directeur van het circus is teleurgesteld omdat de inkomsten op de openingsavond zeer laag waren. Sheriff Metzger is verrast dat zijn jeugdliefde Joanna Simms als assistent-manager werkt voor het circus. Jongleur Nicky wordt omgekocht om de boekhouding van het circus te stelen om na te gaan of er ergens sprake is van fraude. Jessica komt ongevraagd in bezit van een kopie van die boekhouding. Na sluiting ziet Joanna dat een man in gewaad hun magiër Dorner neersteekt. Hij overlijdt en Jessica gaat op onderzoek. |             |                               |                      |                                    |                   |  |

## Seizoen 11
| Nr. serie | Nr. seizoen | Titel van aflevering     | Regisseur               | Schrijver                                  | Uitzenddatum      |  |
| --- | ----------- | ------------------------ | ----------------------- | ------------------------------------------ | ----------------- |  |
| 219 | 1           | A Nest of Vipers         | Anthony Shaw            | Rick Mittleman                             | 25 september 1994 |  |
| Jessica bezoekt een dierentuin in Los Angeles. Er wordt actie gevoerd door dierenrechtenorganisatie Earth Speak om de zoo te sluiten. Ook een raadslid van het gemeentebestuur vindt dat de zoo te veel kost, zeker omdat deze grotendeels gefinancierd wordt met belastingsgeld. Wanneer Mark Atwater, woordvoerder van Earth Speak, sterft na gebeten te zijn door een zwarte mamba, start Jessica een onderzoek. Ze komt tot de conclusie dat Mark opzettelijk werd gebeten en er dus sprake is van moord. |             |                          |                         |                                            |                   |  |
| 220 | 2           | Amsterdam Kill           | Jerry Jameson           | Jerry Ludwig                               | 2 oktober 1994    |  |
| Jessica reist naar Amsterdam voor een conventie. Daar ontmoet ze auteur Nigel Allison die een paar minuten later spoorloos is. Jessica informeert de politie, maar deze is van mening dat er geen sprake is van een onrustwekkende verdwijning. Hun mening verandert nadat Jessica hen ook zegt dat ze tijdens die ontmoeting ook sprak met Philip De Kooning. Dit blijkt een gezochte misdadiger te zijn die zwendelt in diamanten. Jessica zoekt Philip op, maar vindt zijn lijk. De politie is van mening dat zij de dader is. |             |                          |                         |                                            |                   |  |
| 221 | 3           | To Kill a Legend         | Anthony Shaw            | David Bennett Carren & J. Larry Carroll    | 9 oktober 1994    |  |
| Cabot Cove bereidt zich voor op de herdenking van oorlogsveteraan Joshua Peabody. Dit jaar komt een filmploeg een documentaire maken. Regisseur Richard Hawkes wordt na een dispuut door producer Bob Kendall ontslagen en vervangen door cinematografe Amelia Farnum. In een oude muziekdoos wordt een brief gevonden van George Washington waaruit blijkt dat Joshua Peabody helemaal geen held was. Dit wordt dan ook een interessant gegeven voor de filmploeg. Wanneer de verblijfplaats van de filmploeg wordt opgeblazen, komt Farnum om het leven. Jessica gaat op onderzoek of de brief werkelijk authentiek is en of Farnum al dan niet werd vermoord. |             |                          |                         |                                            |                   |  |
| 222 | 4           | Death in Hawaii          | Don Mischer             | Laurence Heath                             | 16 oktober 1994   |  |
| Jessica is in Hawaï na een promotietour waar ze de family Kincaid ontmoet. Zoon Jeff komt op bij de verkiezingen als senator van de Verenigde Staten, maar hij is het niet eens met de wijze waarop zijn familie campagne wil voeren. Jeff is verloofd met Liz Dougherty. Danny, een ander familielid, heeft een onderzoek gestart naar omgekochte politici en er werden al twee mislukte moordaanslagen op hem gepleegd. Nu wordt Danny verdacht van moord op Ben Kamaka, maar hij pleit onschuldig. Jessica zoekt met de lokale politie naar de werkelijke dader. |             |                          |                         |                                            |                   |  |
| 223 | 5           | Dear Deadly              | Anthony Shaw            | Donald Ross                                | 23 oktober 1994   |  |
| Jessica is in San Francisco. Ze heeft een deal met de lokale krant San Franscisco Union om haar laatste boek er in delen te publiceren. Het bedrijf werd net overgenomen door de Australiër Harry Mordecai die van de krant een boulevardblad wil maken. Vandaar dat redactiemanager John Galloway en columniste Loretta Lee dreigen ontslag te geven. Loretta krijgt sindsdien haatbrieven en er wordt een mislukte aanslag op haar gepleegd. Ze verschuilt zich in een hotel, maar wordt vermoord, wellicht omdat ze erachter kwam dat financieel manager Max Charles fraudeerde met de verkoop van het aantal oplages. |             |                          |                         |                                            |                   |  |
| 224 | 6           | The Murder Channel       | Walter Grauman          | Jerry Ludwig                               | 6 november 1994   |  |
| Rob MacKenzie geeft op aanraden van Jessica zijn vriendin Susan als verjaardagscadeau een abonnement op kabeltelevisie. Echter, hij tapt de lijn af van het onderliggende appartement. Dat denkt hij althans, want in werkelijkheid tapt hij de videobewaking af van dat appartement. Daardoor denken ze dat ze naar een serie kijken over een criminele organisatie die een overval wil plegen op juwelier Barry Noble. Wanneer het lijk van Barry's vrouw Gwen in beeld komt, beseft Jessica dat dit geen serie is, maar werkelijkheid. Ze start daarop een onderzoek. |             |                          |                         |                                            |                   |  |
| 225 | 7           | Fatal Paradise           | Jerry Jameson           | Tom Sawyer                                 | 13 november 1994  |  |
| Phil Sparklink huurt privédetective Charlie Garret in nadat zijn vrouw Dorrie vertrokken is met een hoop geld van zijn bedrijf tezamen met Graham Farrow. Hij vindt haar terug in Martinique in het hotel van Lauren Delagre waar Jessica ook een kamer huurt. Lauren zit in financiële moeilijkheden: haar man is alcohol- en gokverslaafd en heeft vijftig procent van de aandelen van het hotel vergokt aan Farrow. Laurens zoon Jeff zegt tegen hotelbediende Collette dat hij Farrow dood wil. Hij wordt dan ook gearresteerd wanneer niet Farrow, maar wel Debbie vermoord wordt gevonden. Jessica is het niet eens met die arrestatie. |             |                          |                         |                                            |                   |  |
| 226 | 8           | Crimson Harvest          | Anthony Shaw            | Bruce Lansbury                             | 20 november 1994  |  |
| Jessica is op de begrafenis van Paul Grimaldi. Hij werd neergeschoten op de parking van een juwelier. Zijn verloofde Michelle - die niemand tot nu toe heeft ontmoet - is spoorloos. De familie Grimaldi heeft een slechtlopende wijnzaak, maar wil niet verkopen aan concurrent Lars Anderson. Plots duikt Michelle op. Ze beweert dat ze een uur voor de moord trouwde met Paul. Wanneer Lars in de wijnkelder van de familie Grimaldi vermoord wordt gevonden, zijn er veel verdachten. |             |                          |                         |                                            |                   |  |
| 227 | 9           | Murder by Twos           | Anthony Shaw            | Bruce Lansbury                             | 27 november 1994  |  |
| Imogene Shaughnessy is van plan om naar Cabot Cove te verhuizen. Ze heeft de intentie om het huis van Terry Deauville te kopen. Na ondertekening van de akte wordt Terry opgehangen gevonden. In eerste instantie denkt men aan zelfmoord, maar later blijkt dat Terry al dood was voordat ze aan het koord werd gehangen. Ook relschopper en agressor Sam Bryce sterft nadat hij met een kettingzaag werd geëlektrocuteerd en onderzoek uitwijst dat er met de zaag werd geknoeid. Jessica is van mening dat er een verband is tussen beide moorden. |             |                          |                         |                                            |                   |  |
| 228 | 10          | Murder of the Month Club | Walter Grauman          | Donald Ross                                | 4 december 1994   |  |
| Stewart Murphy baat een firma uit dat reclamefilmpjes maakt voor televerkoop. Hij wordt gewurgd in zijn wagen gevonden. Tezelfdertijd wordt er door dit bedrijf een infomercial opgenomen waaraan de schrijvers Jessica Fletcher, Mat Matthews en Joellen Waller deelnemen. De presentator is de hooghartige Wade Faster. Mat Matthews is een dronkaard die het contract niet naleeft. Wanneer Arnold Wynn, die in het publiek zit, vermoord wordt gevonden in de backstage wordt een bijkomend onderzoek gestart. Hieruit blijkt dat Wynn en Murphy ooit leerlingen waren van Mat Matthews. |             |                          |                         |                                            |                   |  |
| 229 | 11          | An Egg to Die For        | Robert M. Williams, Jr. | Maryanne Kasica & Michael Scheff           | 11 december 1994  |  |
| Op een internationale boekenbeurs in Miami ontmoet Jessica de Russische politieman Sergei Nermiroff. Zijn broer zit in de gevangenis op verdenking van moord tijdens een overval waarbij een Fabergé-ei werd gestolen. Het ei wordt gevonden bij James Harris. Harris is een arrogante man die alle concurrentie uit de weg wil ruimen en er zelfs voor zorgde dat de vriend van zijn dochter niet werd toegelaten op de medische school. Wanneer Harris vermoord wordt gevonden, zijn er dan ook heel wat verdachten. |             |                          |                         |                                            |                   |  |
| 230 | 12          | The Scent of Murder      | Anthony Shaw            | Laurence Heath                             | 9 januari 1995    |  |
| Seth en Jessica zijn onderweg naar Orlando. Onderweg stoppen ze bij Rob en Buford, twee neven van Seth. Zij hebben een bedrijf dat een speciale magnolia heeft gekweekt. Ze hebben een contract aangegaan met een cosmeticabedrijf dat extracten van de magnolia in hun nieuwe parfum wil verwerken. Buford wil het contract verbreken omdat zijn stiefdochter Nina is teruggekeerd. Nu wil Buford dat Nina een bedrijf opstart dat deze bloemen exclusief gebruikt om een parfum te maken. Niet veel later wordt Buford vermoord. |             |                          |                         |                                            |                   |  |
| 231 | 13          | Death 'n Denial          | Jerry Jameson           | Mark A. Burley                             | 22 januari 1995   |  |
| Jessica wordt door egyptoloog Sally Otterburn gevraagd om mee te reizen naar Caïro waar ze een ontmoeting hebben met directeur Sharif Faris. Bedoeling is om tot een overeenkomst te komen waarbij stukken uit het museum in Caïro tijdelijk worden tentoongesteld in New York en omgekeerd. Wat Jessica niet weet, is dat Sally een buste van Nefertete heeft. Deze buste is een origineel exemplaar dat ooit in Italië werd gestolen maar werd teruggevonden en sindsdien in New York wordt tentoongesteld. Via valse papieren kan ze de buste Egypte insmokkelen als zijnde een replica. Nadat de buste wordt gestolen, biecht Sally haar werkelijke plan op. Wanneer Rudy Grimes, die de originele buste op het spoor was, vermoord wordt gevonden, start Jessica haar onderzoek. |             |                          |                         |                                            |                   |  |
| 232 | 14          | Murder in High 'C        | Anthony Shaw            | Jerry Ludwig                               | 5 februari 1995   |  |
| Opkomende operadiva Andrea Beaumont verhuisde een jaar eerder van New York naar Italië na een mislukte moordaanslag. Operaproducer Rudolfo Petrocelli zit in slechte financiële papieren. Daarom ontslaat hij zijn sopraan Stella Knight en neemt hij de goedkopere Andrea aan. Hierdoor is Stella uit op wraak. Wanneer Petrocelli vermoord wordt gevonden, start Jessica een onderzoek. |             |                          |                         |                                            |                   |  |
| 233 | 15          | Twice Dead               | Walter Grauman          | Paul Schiffer                              | 12 februari 1995  |  |
| Dokter Max Franklin werkt bij Biomec Technologies. Hij heeft een revolutionair medicijn tegen kanker ontwikkelt dat weldra op de markt komt. Wanneer zijn vliegtuig crasht, wordt hij als overledene verklaart. Uit vrees dat investeerders zich terugtrekken, wil CEO Frederick Grundberg aan de hand van onderzoek en testen aantonen dat de lanceerdatum van het product niet in het gedrang komt, maar van dit alles vindt men niets terug. Jessica is verbaasd omdat ze Max in een taxi zag nadat het bewuste toestel crashte. Via de politie wordt hij opgespoord. Max geeft toe dat hij de research heeft meegenomen. Op weg naar het vliegtuig ontdekte hij dat hij werd achtervolgd. Vandaar dat hij zijn vlucht met opzet miste. Enige tijd later wordt Max alsnog vermoord. |             |                          |                         |                                            |                   |  |
| 234 | 16          | Flim Flam                | Anthony Shaw            | Donald Ross                                | 19 februari 1995  |  |
| Jessica is in Hollywood bij het filmbedrijf Monolith Studios. Daar heeft ze een afspraak met filmproducer Boyce Brown om een van haar boeken te verfilmen. Darryl Harding overhoort een gesprek tussen Hank Duncan en studiobaas Carson Robbins over hoe men er voor kan zorgen dat filmnegatieven niet in het illegale milieu komen waar er piratenversies worden gemaakt. Brown heeft het boek van Jessica nog niet gelezen: hij is de film Cry of Destiny uit 1960 van regisseur Austin Young aan het afwerken. Het project werd destijds afgebroken nadat Young overleed. Daarbij komt een kink in de kabel wanneer zijn stiefdochter Audrey beweert dat zij de filmrechten van Cry of Destiny heeft verkregen via auteur Fritz Randall en de rechten die haar vader heeft, ondertussen zijn vervallen. Fritz - die destijds les kreeg van Young - wordt dood gevonden nadat hij een overdosis medicijnen nam. Ook Young nam destijds een overdosis. Jessica vindt dit verdacht en is van mening dat zowel Fritz als Young werden vermoord met voorbedachten rade. |             |                          |                         |                                            |                   |  |
| 235 | 17          | Murder A La Mode         | Jerry Jameson           | Laurence Heath                             | 26 februari 1995  |  |
| Jessica Fletcher is in Frankrijk waar ze samenwerkt met een uitgeverij om een van haar boeken in het Frans uit te brengen. Daar ontmoet ze het topmodel Carrie Quinn die werkt voor het modehuis Vaughn. Carrie heeft een relatie met Edmond Faragere, de zoon van de ceo van Vaughn. Edmond werd enkele jaren eerder uit het familiebedrijf ontslagen omwille van fraude met de boekhouding. Verder gaat de ronde dat hij juwelen smokkelt en aan mensenhandel doet. Ook is het geweten dat hij in het verleden al vele affaires heeft gehad. Carrie betrapt Edmond met een andere vrouw. Wanneer Edmond vermoord wordt gevonden, wordt Carrie aangehouden. Jessica denkt dat ze onschuldig is. |             |                          |                         |                                            |                   |  |
| 236 | 18          | The Dream Team           | Anthony Shaw            |                                            | 19 maart 1995     |  |
| Grady Fletcher heeft een job aangenomen bij Columbus Ventures, een projectontwikkelaar dat in Cabot Cove een grote wijk en een handelscentrum wil bouwen. De oprichters van het bedrijf - Peter Carmody, Everett Buffum en Toni Shaw - organiseren een receptie voor alle inwoners van Cabot Cove om hun project voor te stellen. De receptie wordt verstoord wanneer Everett onder schot wordt gehouden door zijn alcoholverslaafde vrouw Lorna, een incident dat kan worden gestopt door Denver Martin. Nadat Lorna wordt vermoord, stapt Everett uit Columbus Ventures. Grady achterhaalt dat Columbus Ventures een frauduleus bedrijf is. Het bedrijf tracht met grootse projecten geld afhandig te maken van burgers en verdwijnt daarna met de noorderzon. Desondanks gaat Jessica op zoek wie en waarom Lorna werd vermoord. |             |                          |                         |                                            |                   |  |
| 237 | 19          | School for Murder        | Vincent McEveety        | Teleplay by: Robert Brennan & Jerry Ludwig | 30 april 1995     |  |
| Jessica geeft een lessenreeks aan de prestigieuze school St Crispin's Academy. Schooldirectrice Myles Purcell zal weldra op pensioen gaan. Vandaar dat enkele leraars zich kandidaat hebben gesteld als haar opvolger waaronder Harry Metthews en James Ryerson. Sinds komst van de nieuwe leerling Colin Forbes zijn er regelmatig diefstallen gemeld. Ryerson wordt aangesteld als nieuw schoolhoofd, maar wordt vermoord gevonden in de directiekamer. |             |                          |                         |                                            |                   |  |
| 238 | 20          | Another Killing in Cork  | Anthony Shaw            | Bruce Lansbury                             | 7 mei 1995        |  |
| Jessica is op hotel in Ierland. Het hotel leeft voornamelijk op de overnachtingen van zalmvissers. In het stadje heeft Tom Dempsey een visbedrijf. Walter Ickes wil dat visbedrijf overkopen om het af te breken en om er een mijn te exploiteren dat veel meer werkgelegenheid en geld oplevert. Tom wil dit niet omwille van ecologische redenen. Wanneer hij wordt aangereden, is hij er zeker van dat iemand hem wilde vermoorden. |             |                          |                         |                                            |                   |  |
| 239 | 21          | Game, Set, Murder        | Walter Grauman          | Philip John Taylor                         | 14 mei 1995       |  |
| De zeventienjarige Louise Henderson, inwoonster van Cabot Cove en deelneemster aan de aankomende U.S. Open Tennis, heeft nog steeds een trauma nadat ze op vierjarige leeftijd zag hoe iemand haar moeder neerstak en vermoordde. Haar vader Lane voedt zijn dochter dominerend op en neemt alle beslissingen in het leven en carrière van zijn dochter. Hij ontslaat Wendy Maitland - de coach van zijn dochter - een week voor de US Open. Verder tracht hij John McCarver om te kopen in een sponsoring en heeft hij een affaire met een professionele tennisster: de vrouw van sportreporter John McCarver. Wanneer Lane vermoord wordt gevonden, zijn er verdachten genoeg. |             |                          |                         |                                            |                   |  |

## Seizoen 12
| Nr. serie | Nr. seizoen | Titel van aflevering             | Regisseur           | Schrijver                                                    | Uitzenddatum      |  |
| --- | ----------- | -------------------------------- | ------------------- | ------------------------------------------------------------ | ----------------- |  |
| 240 | 1           | Nailed                           | Anthony Pullen Shaw | Peter S. Fischer, Richard Levinson, Wiliam Link, Donald Ross | 21 september 1995 |  |
| In New York is een gewiekste dief aan het werk die lijkt te weten wanneer iemand niet thuis is. Daarbij lijkt hij ook steeds in het bezit te zijn van de huissleutel. Wanneer Jessica dit verneemt van agent Sam Kriley, denkt zij dat er een link is met haar kapper Jimmy Neiman en de jonge schrijver Steve Burke. |             |                                  |                     |                                                              |                   |  |
| 241 | 2           | A Quaking in Aspen               | Vincent McEveety    | Peter S. Fischer, Richard Levinson, Wiliam Link, Donald Ross | 29 september 1995 |  |
| Lainie Sherman Boswell wordt verdacht de auto van haar man te hebben gesaboteerd waardoor deze omkwam in een fataal ongeval. Het motief is dat Lainie van haar man wilde scheiden en dat hij een levensverzekering had van 5 miljoen Amerikaanse dollar dewelke wordt verdubbeld indien hij in een ongeval sterft. Desondanks is er geen enkel bewijs dat Lainie werkelijk achter het ongeval zit. De verzekeringsfirma stuurt Charlie Garrett om na te gaan of er sprake is van fraude, maar Jessica herkent hem. Plots duiken er getuigen op: een handelaar is van mening dat Lainie bij hem het gereedschap kocht waarmee de wagen werd gesaboteerd, iemand anders zag hoe Lainie de wagen saboteerde... Omwille van deze verklaringen wordt Lainie opgepakt. Jessica vindt deze plotse opkomst van getuigen bizar en start een onderzoek.                      |             |                                  |                     |                                                              |                   |  |
| 242 | 3           | The Secret of Gila Junction      | Anthony Pullen Shaw | Peter S. Fischer, Richard Levinson, Wiliam Link, Donald Ross | 5 oktober 1995    |  |
| Jessica is in Arizona bij haar vriendin Normay Shey. Norma is met haar wagen gecrash nadat iemand haar autoband aan flarden schoot terwijl ze reed. Zelf is ze niet ernstig verwond. Norma denkt dat iemand haar wil vermoorden omdat ze onderzoek doet naar een complot dat gaande was op de ondertussen gesloten militaire basis. De lokale politie heeft het lijk gevonden van Whitey Deaver en er is een misdadiger die vrachtwagens stopt om er met de lading vandoor te gaan. Jessica is van mening dat de misdadiger en de moordenaar twee verschillende personen zijn. |             |                                  |                     |                                                              |                   |  |
| 243 | 4           | Big Easy Murder                  | Vincent McEveety    | Peter S. Fischer, Richard Levinson, Wiliam Link, Donald Ross | 12 oktober 1995   |  |
| Jessica is in New Orleans omwille van research voor haar nieuwe boek. Daar blijkt dat haar tijdelijke assistent Jim Nash werd vermoord. Het is de derde moord op korte tijd waarbij iemand met een machete om het leven werd gebracht en naast het lijk een voodoopop ligt. Jessica verblijft bij Emily Broussard Renwyck. Haar man Brent heeft een grote nachtclub, maar omwille van financiële problemen is hij genoodzaakt om met duistere personen in zee te gaan. Priscilla Dauphin krijgt een anonieme brief waarin wordt beweerd dat zij en Emily dezelfde vader hebben. Haar moeder, die destijds kinderoppas was van Emily, bevestigt het verhaal. Enige tijd later wordt ook Brent vermoord op eenzelfde wijze als Jim. Jessica is van mening dat er een veel simpelere verklaring achter de moorden zit dan het een of ander voodooritueel.             |             |                                  |                     |                                                              |                   |  |
| 244 | 5           | Home Care                        | Anthony Pullen Shaw | Peter S. Fischer, Richard Levinson, Wiliam Link, Donald Ross | 19 oktober 1995   |  |
| Lila Nolan keert terug naar Cabot Cove nadat ze enkele jaren werkte als verpleegster in een ziekenhuis in Boston. Nu werkt ze als thuisverpleegster voor Horace Gibbs die niet veel later sterft. Lila gaat daarna werken bij Maggie Saunders, maar zij sterft ook. Deze twee verdachte overlijdens is de politie niet ontgaan waardoor Lila wordt gearresteerd. Verder blijkt ook dat in Boston een aantal van haar patiënten overleden na een overdosis medicijnen. Seth Hazzlet - die destijds haar studies betaalde - vraagt Jessica om op zoek te gaan naar de echte moordenaar. |             |                                  |                     |                                                              |                   |  |
| 245 | 6           | Nan's Ghost: Part 1              | Anthony Pullen Shaw | Peter S. Fischer, Richard Levinson, Wiliam Link, Donald Ross | 2 november 1995   |  |
| Jessica bezoekt haar vriendin Eileen O'Bannon die in een kasteel woont ergens in Ierland. Bij haar aankomst heeft de politie net het lijk ontdekt van Nan Conray, een lokaal meisje dat al een jaar vermist was. Eileen wil haar kasteel verkopen om vervolgens naar Dublin te verhuizen, iets wat haar zoon Ian uit haar hoofd tracht te praten. De Amerikaanse investeerder Vincent Nader wil het kasteel kopen en ombouwen tot een vijfsterrenhotel. Nadar is getrouwd met Andrea die een geheime relatie heeft met Peter Franklin. Al snel doet de ronde dat de geest van Nan ronddwaalt in het kasteel. Ondanks Jessica dit eerst afdoet als nonsens, is ze getuige van paranormale activiteit. Nadar wordt doodgeschoten. |             |                                  |                     |                                                              |                   |  |
| 246 | 7           | Nan's Ghost: Part 2              | Anthony Pullen Shaw | Peter S. Fischer, Richard Levinson, Wiliam Link, Donald Ross | 9 november 1995   |  |
| Jessica geraakt opgesloten in een verborgen kamer in het kasteel van Eileen. Ze wordt gevonden door inspecteur Rory Lanahan. Jessica is van mening dat er een verband is tussen de moord op Nan en vermiste Keltische schatten. |             |                                  |                     |                                                              |                   |  |
| 247 | 8           | Shooting in Rome                 | Vincent McEveety    | Peter S. Fischer, Richard Levinson, Wiliam Link, Donald Ross | 16 november 1995  |  |
| Jessica is in Rome waar producer Boyce Brown een van haar verhalen verfilmt en Monte Hayes heeft aangesteld als regisseur. Zijn co-producer Raimondo Bonelli heeft een lening aangegaan bij een dubieus kantoor om de acteurs te kunnen betalen, maar dat geld is reeds op. De hoofdrol wordt gespeeld door Kate Danbury die de ex-vrouw is van Monte Hayes. Tezamen hebben zij een zoon Gary. Gary kan zijn vader overtuigen om een stunt te mogen doen, maar op het allerlaatste moment wordt beslist dat de echte stuntman Webb Prentiss deze moet uitvoeren. Prentiss komt tijdens de stunt om omdat er geknoeid werd met de wagen. Jessica concludeert dat de moordenaar wellicht Gary wou vermoorden. |             |                                  |                     |                                                              |                   |  |
| 248 | 9           | Deadly Bidding                   | Anthony Pullen Shaw | Peter S. Fischer, Richard Levinson, Wiliam Link, Donald Ross | 23 november 1995  |  |
| Jessica gaat naar een veiling met de intentie om een manuscript van Sir Arthur Conan Doyle te kopen. Op de veiling wordt ook een schilderij verkocht van de eerder onbekende schilder Angus Neville. Desondanks zijn er heel wat geïnteresseerden in het werk waaronder Charlie Garret. Hij heeft instructies gekregen om het schilderij te kopen, maar mag maximaal tot 100.000 Amerikaanse Dollar bieden, doch hij koopt het voor 400.000 Amerikaanse Dollar. Wanneer blijkt dat de opdrachtgever Angus Neville zelf is, vindt Jessica dit verdacht. Het schilderij wordt daarenboven gestolen waarbij een dode valt. Uiteindelijk blijkt dat onder het werk van Neville een werk van Edgar Degas zit verscholen. |             |                                  |                     |                                                              |                   |  |
| 249 | 10          | Frozen Stiff                     | Paul Lazarus        | Peter S. Fischer, Richard Levinson, Wiliam Link, Donald Ross | 30 november 1995  |  |
| Jessica Fletcher reist naar Wisconsin om er 750.000 Amerikaanse Dollar op te halen. Dit geld is geschonken door het ijsbedrijf van Larry Armstrong en Gary Herling en bedoeld ter ondersteuning van Jessica's literair fonds. Eenmaal daar blijkt dat hun boekhouder Kyle McGregor werd vermoord en dat al het geld van de donatie is verdwenen. Wanneer ook Gary wordt vermoord, arresteert de politie Larry. Jessica start haar eigen onderzoek. |             |                                  |                     |                                                              |                   |  |
| 250 | 11          | Unwilling Witness                | Anthony Pullen Shaw | Peter S. Fischer, Richard Levinson, Wiliam Link, Donald Ross | 14 december 1995  |  |
| Jessica is geschokt wanneer blijkt dat er een rechtszaak is gestart tegen Logan Investment Services omwille van fraude betreffende een verkoop van obligaties waar zij ook in heeft geïnvesteerd. Een aantal belangrijke personen in het bedrijf zijn spoorloos waaronder directeur Mason Logan en zijn assistent Paige Corbin. Jessica wordt opgeroepen als getuige: volgens het telefoonverkeer heeft Corbin het laatst getelefoneerd met haar. De rechtbank wil nu van Jessica weten waarover dat gesprek ging. Jessica beweert dat zij Corbin nooit heeft gesproken. Dan wordt het lichaam van Corbin gevonden. Jessica moet haar naam zien te zuiveren. |             |                                  |                     |                                                              |                   |  |
| 251 | 12          | Kendo Kill                       | Walter Grauman      | Peter S. Fischer, Richard Levinson, Wiliam Link, Donald Ross | 4 januari 1996    |  |
| Jessica is op reis in het Japanse Osaka waar ze in een familieruzie verzeilt. Miko Ishida is verloofd met de Amerikaan Rick Walsh. Haar broer is tegen een huwelijk omdat dit zijn politieke carrière mogelijk negatief beïnvloedt. Miko's voormalige vriend Koji Hitaki is de zoon van Akiro dewelke eigenaar is van het bedrijf Hitaki Industries. Akiro wil zijn bedrijf enkel aan Koji overlaten op voorwaarde dat Koji met Miko trouwt. Akiro's dochter Nobu realiseert dat zij nooit aan het hoofd van het bedrijf komt indien Kijo met Miko trouwt. Wanneer Koji wordt vermoord, denkt Jessica dat Rick het doelwit moest zijn. |             |                                  |                     |                                                              |                   |  |
| 252 | 13          | Death Goes Double Platinum       | Anthony Pullen Shaw | Peter S. Fischer, Richard Levinson, Wiliam Link, Donald Ross | 7 januari 1996    |  |
| Desi Ortega heeft een muziekgroep. Jessica brengt hem in contact met producer Wilson Sloane om hen een contract te geven. Sloane gaat naar een van hun optredens, maar producer Max Daniels heeft ook interesse. Max, die connecties heeft met de maffia, overtuigt Desi op een dreigende manier dat enkel zijn bedrijf interesse heeft om hun platen uit te brengen. Wanneer een van Daniels mannen wordt vermoord, start Jessica een onderzoek. |             |                                  |                     |                                                              |                   |  |
| 253 | 14          | Murder in Tempo                  | Kevin Corcoran      | Peter S. Fischer, Richard Levinson, Wiliam Link, Donald Ross | 11 januari 1996   |  |
| Seth Hazlett organiseert een benefietconcert om geld in te zamelen zodat het nabijgelegen woud kan worden gered. Jim Maddox heeft namelijk plannen om de grond te kopen, de bomen te kappen en er een fabriek te zetten. Tijdens het concert wordt zanger Tommy Vaughn neergeschoten en elektrocuteert hij zich ook aan een amplifier. Jessica gaat op onderzoek of de moord al dan niet iets te maken heeft met de plannen van Maddox. |             |                                  |                     |                                                              |                   |  |
| 254 | 15          | The Dark Side of the Door        | Anthony Pullen Shaw | Peter S. Fischer, Richard Levinson, Wiliam Link, Donald Ross | 1 februari 1996   |  |
| Erin Garmer werkt in een uitgeverij waar ze het nieuwe manuscript van auteur Dirk Mathison leest. Ze is verbaasd omdat het verhaal en alle kleine details overeenkomen met haar eigen ontvoering toen ze twaalf jaar oud was. Ze werd ongeschonden vrijgelaten nadat haar moeder en rijke grootvader drie miljoen Amerikaanse Dollar losgeld betaalden. De ontvoerder werd nooit gevonden. Erin licht de politie in, maar deze is van mening dat het puur toeval is. Verder is de ontvoering ondertussen verjaard. Wanneer Dirk Mathison wordt vermoord, is Erin de hoofdverdachte. Jessica, die haar boeken laat uitgeven door hetzelfde bedrijf, start een onderzoek. |             |                                  |                     |                                                              |                   |  |
| 255 | 16          | Murder Among Friends             | Vincent McEveety    | Peter S. Fischer, Richard Levinson, Wiliam Link, Donald Ross | 8 februari 1996   |  |
| Buds is een druk bekeken sitcom over zes jonge personen die in New York leven. Omwille van besparingen is producer Ricki Vardian genoodzaakt een van de hoofdpersonages uit de serie te schrijven. Wie dit is, wordt pas bekendgemaakt na de laatste aflevering dewelke eindigt met een cliffhanger. Ricki is geen geliefd persoon en er zijn dus verdachten genoeg wanneer zij vermoord wordt. |             |                                  |                     |                                                              |                   |  |
| 256 | 17          | Something Foul in Floppieville   | Anthony Pullen Shaw | Peter S. Fischer, Richard Levinson, Wiliam Link, Donald Ross | 15 februari 1996  |  |
| Jessica wordt uitgenodigd door producer Darren Crosley. Men wil in een kinderprogramma Inspector LeChat toevoegen, een personage dat door Jessica werd bedacht voor haar kinderboeken. Wanneer dit personage goed wordt onthaald, krijgt het misschien zijn eigen programma. Jessica gaat akkoord. Dit leidt tot een dispuut onder de werknemers wie de pop zal maken en hoe de opbrengst van de merchandising wordt verdeeld. Wanneer een beveiligingsagent wordt vermoord en het prototype van de pop daarbij wordt gestolen, start Jessica haar onderzoek. |             |                                  |                     |                                                              |                   |  |
| 257 | 18          | Track of a Soldier               | Vincent McEveety    | Peter S. Fischer, Richard Levinson, Wiliam Link, Donald Ross | 25 februari 1996  |  |
| Na een moord op een juwelier start Jessica een onderzoek naar de rovers. Daarbij ontmoet ze iemand die destijds met haar overleden man in het leger zat. |             |                                  |                     |                                                              |                   |  |
| 258 | 19          | Evidence of Malice               | Anthony Pullen Shaw | Peter S. Fischer, Richard Levinson, Wiliam Link, Donald Ross | 28 maart 1996     |  |
| Fred Berrigan heeft in Cabot Cove een fabriek waar schoenen worden geproduceerd. Agent Broom koopt het huis van Fred, maar na intrek blijken er veel verdoken gebreken te zijn. Wanneer in Fred zijn wagen een koord wordt gevonden dat overeenkomt met de koord waarmee Leverett Boggs werd gewurgd, wordt hij door de politie gearresteerd. Hij komt op borg vrij, maar wordt niet veel later vermoord. |             |                                  |                     |                                                              |                   |  |
| 259 | 20          | Southern Double-Cross            | Walter Grauman      | Peter S. Fischer, Richard Levinson, Wiliam Link, Donald Ross | 4 april 1996      |  |
| Jessica krijgt telefoon van rechter Simon Cathcart: ze moet dringend naar Australië reizen omdat ze een stuk land heeft geërfd. De laatste geweten eigenaar stierf net geen honderd jaar geleden en uit onderzoek blijkt dat Jessica de enige erfgename is. Daarbij komt dat de grond momenteel wordt gebruikt door schapenherders en dat deze te koop komt te staan zodra die honderd jaar zijn gepasseerd. Een mijnbedrijf heeft interesse in de grond en heeft de lokale burgemeester Tim Jarvis aan hun kant gekregen. Jessica zal nu moeten beslissen wat er met de grond moet gebeuren. Wanneer zowel Carthcart als de zoon van de burgemeester worden vermoord, moet Jessica twee moorden oplossen. |             |                                  |                     |                                                              |                   |  |
| 260 | 21          | Race to Death                    | Vincent McEveety    | Peter S. Fischer, Richard Levinson, Wiliam Link, Donald Ross | 28 april 1996     |  |
| In Cabot Cove wordt een zeilwedstrijd gehouden ter kwalificatie van het wereldkampioenschap in Nieuw-Zeeland. Ned Larkin, kapitein van een van de schepen, wordt neergeslagen door een gemaskerde man. Daarbij breekt Larkin zijn enkel. Hij is van mening dat Kyle Kimball, kapitein van een tegenploeg, de dader is. Anne, de dochter van Larkin en ex-vriendin van Kimball, overhaalt haar vader dat zij kapitein wordt in zijn plaats zodat zijn ploeg toch noch kan dingen naar het ticket voor Nieuw-Zeeland. Wanneer Kyle wordt vermoord, is Anne hoofdverdachte. Jessica heeft een andere mening. |             |                                  |                     |                                                              |                   |  |
| 261 | 22          | What You Don't Know Can Kill You | Kevin Corcoran      | Peter S. Fischer, Richard Levinson, Wiliam Link, Donald Ross | 5 mei 1996        |  |
| Amy Walters, een nicht van Seth Hazlett, is verloofd met tuinier Johnny Carter. Carter deed een werk in de tuin van Roger Yates. Omdat Yates weigert te betalen, heeft Carter de planten terug verwijderd. Daarop heeft Yates een rechtszaak aangespannen. Verder blijkt dat Johnny regelmatig op bezoek gaat bij Sherri Sampson. Sherri heeft een relatie met Les Franklin, maar Johnny is wel de vader van haar kind. Wanneer Johnny omkomt in een motorongeval is Amy er zeker van dat hij werd vermoord. Seth vraagt Jessica om een onderzoek in te stellen. |             |                                  |                     |                                                              |                   |  |
| 262 | 23          | Mrs. Parker's Revenge            | Anthony Pullen Shaw | Peter S. Fischer, Richard Levinson, Wiliam Link, Donald Ross | 12 mei 1996       |  |
| Jessica is in Atlanta voor een conventie. Uit het Centers for Disease Control and Prevention werd een dodelijk virus gestolen. Onderzoeker James Lamont geeft toe dat hij twee miljoen Amerikaanse Dollar zou krijgen indien hij dit virus bezorgde aan Raul Jaffa, een tussenpersoon. Onmiddellijk na de overdracht lichtte James de overheid in waardoor FBI, NCA en CIA een gezamenlijk onderzoek starten. Jaffa wordt vermoord gevonden in zijn hotelkamer, maar het virus is verdwenen. Hoofd van beveiliging van het betreffende labo waar het virus werd gestolen, is Mark Reisner. Uit mails blijkt dat James hem ook had ingelicht wat er zou gebeuren, maar Mark heeft hier verder niets mee gedaan. Mark ontmoet Jessica en vraagt haar ter hulp. |             |                                  |                     |                                                              |                   |  |
| 263 | 24          | Death by Demographics            | Anthony Pullen Shaw | Peter S. Fischer, Richard Levinson, Wiliam Link, Donald Ross | 19 mei 1996       |  |
| Graham Forbes, baas van een lokaal radiostation, wil jonger volk aantrekken. Daarom verandert hij het format van een klassieke zender naar een rock & roll-zender. Hoewel deze omschakeling een succes is, zijn de medewerkers niet tevreden. De presentatoren worden op een na allen vervangen. T.T. Baines, een nieuwe presentator, krijgt heel wat zendtijd. Ook in de technische ploeg zijn er veranderingen. Russ Connell wordt aangenomen om heel wat taken uit te voeren die Grahams zoon Bud vroeger deed. Bij dit alles heeft Graham vooraf ook nooit aangekondigd wat zijn plannen en welke consequenties er waren. Wanneer Russ wordt vermoord, denkt de politie dat hij slachtoffer is van een mislukte inbraak. Jessica denkt dat Connell iemand chanteerde en dat er een achterliggende reden is waarom Forbes plots zijn zender grondig veranderde. |             |                                  |                     |                                                              |                   |  |